# François Ier (roi de France)
Pour les articles homonymes, voir François Ier.
François Ier, né sous le nom de François d’Angoulême le 12 septembre 1494 à Cognac et mort le 31 mars 1547 à Rambouillet, est un roi de France ayant régné du 25 janvier 1515, jour de son sacre, à sa mort en 1547. Fils de Charles d'Orléans et de Louise de Savoie, il appartient à la branche de Valois-Angoulême de la dynastie capétienne.
François Ier est considéré comme le roi emblématique de la période de la Renaissance française. Son règne, ponctué de guerres et d’importants faits diplomatiques, permet néanmoins un développement important des arts et des lettres en France.
Il possède un puissant rival en la personne de l'empereur Charles Quint et doit compter sur les intérêts diplomatiques du roi Henri VIII d'Angleterre, toujours désireux de se placer en allié de l’un ou l’autre camp. François Ier enregistre succès et défaites mais interdit à son ennemi impérial de concrétiser ses rêves, dont la réalisation toucherait l’intégrité du royaume de France. L'antagonisme des deux souverains catholiques entraîne de lourdes conséquences pour l’Occident chrétien : il facilite la diffusion des idées de la Réforme naissante et surtout permet à l'Empire ottoman de s'installer aux portes de Vienne en s'emparant de la quasi-totalité du royaume de Hongrie.
La constitution de ce qui deviendra sous les Bourbons la monarchie absolue et les besoins financiers liés à la guerre et au développement des arts induisent la nécessité de contrôler et optimiser la gestion de l'État et du territoire. François Ier introduit une série de réformes touchant à l'administration du pouvoir et en particulier à l'amélioration du rendement de l'impôt, réformes mises en œuvre et poursuivies sous le règne de son fils et successeur, Henri II.

## Enfance

### Naissance
François d’Angoulême naît le 12 septembre 1494 au château de Cognac, en Angoumois. Il est le fils de Charles d'Orléans, comte d'Angoulême, et de la princesse Louise de Savoie, le petit-fils de Jean d'Orléans (oncle du futur roi Louis XII), comte d'Angoulême, et de Marguerite de Rohan, l'arrière-petit-fils du duc Louis Ier d'Orléans (frère cadet du roi Charles VI), et de la fille du duc de Milan Valentine Visconti. Il descend directement du roi Charles V par la branche cadette de Valois, dite d'Angoulême.
Son nom lui vient du nom de François de Paule, lequel aurait prédit à sa mère la mise au monde d’un enfant-roi qui, à sa naissance, prendrait le nom de François.

### Famille et origines
François appartient à la branche cadette de la maison royale de Valois, et n'est donc pas destiné à régner bien qu’en bonne position dans l’ordre de succession. En 1496, son père meurt et François, âgé de deux ans, devient comte d'Angoulême. Sa mère, veuve à dix-neuf ans, se consacre à l'éducation de ses deux enfants. Le testament de son mari lui en confie la tutelle, mais le futur roi Louis XII estime qu'elle n'a pas la majorité requise pour l'assumer seule et décide de partager cette tutelle.

### Ordre de succession
Pour son sacre, Louis XII fait venir à la cour, en avril 1498, son jeune cousin François, accompagné de sa sœur aînée, Marguerite, et de leur mère, Louise de Savoie. François est fait duc de Valois l'année suivante. Il est, en vertu de la loi salique, l'héritier présomptif de la couronne, en qualité d'aîné de la maison de Valois dans l'ordre de primogéniture (aucun des fils que Louis XII aura avec son épouse Anne de Bretagne n'a survécu plus de quelques jours).

## Héritier du trône

### Éducation

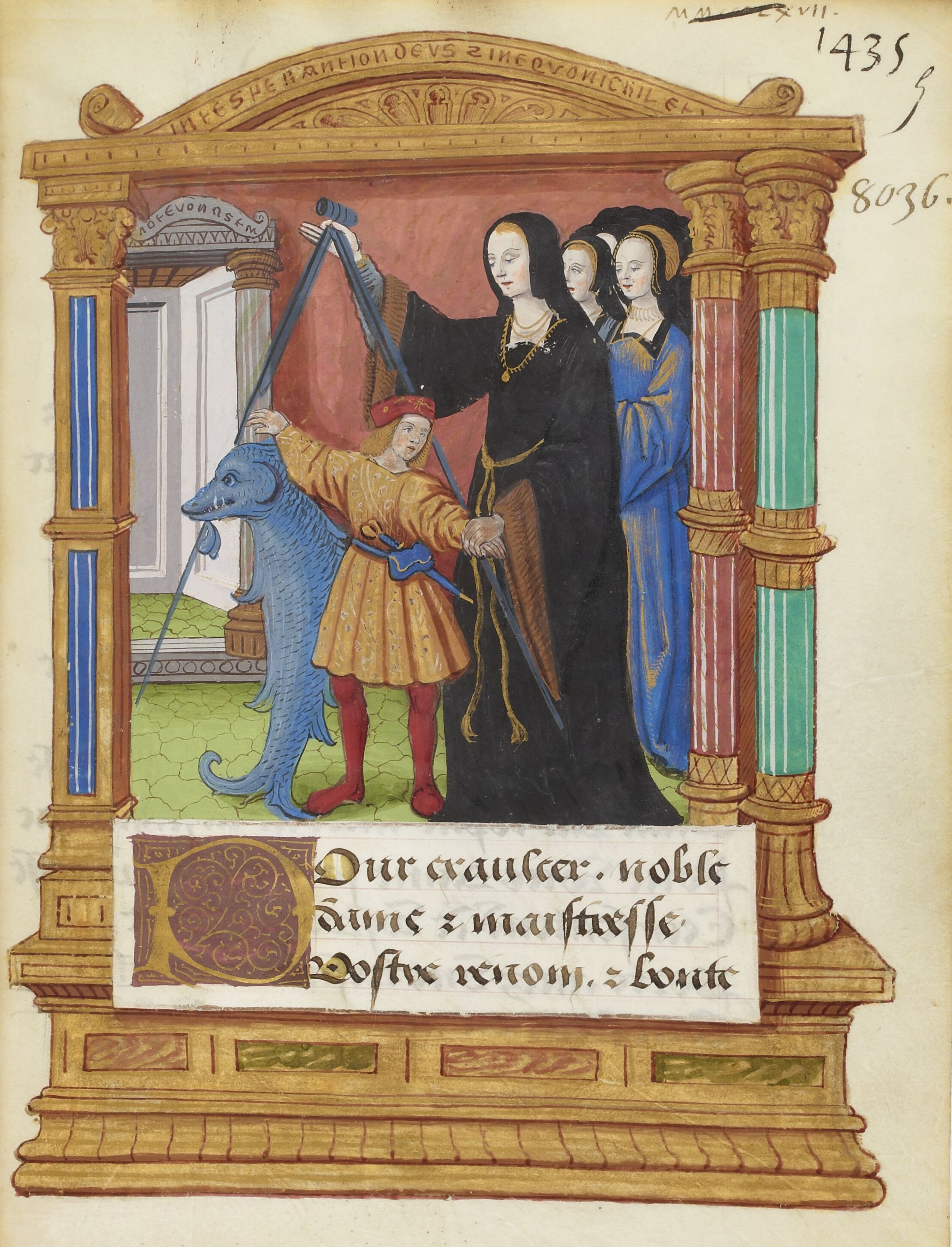
Enluminure représentant un dauphin bleu à côté du futur François Ier. L'enfant est guidé par sa mère, Louise de Savoie, jeune veuve vêtue de noir. Accompagnée de ses dames d'honneur, elle tient un compas, allégorie de la prudence. Louise entend que son César devienne le dauphin en titre, héritier du trône de France, conformément à une prophétie de François de Paule.
Maître de Philippe de Gueldre, « Le Compas du Dauphin », vers 1505, Paris, BnF, Ms. Français 2285,.

François grandit au château d'Amboise, sur les bords de la Loire. Adoré par sa mère et sa sœur, François grandit au sein de ce trio très soudé, comme le relatent le journal de Louise[source insuffisante] et les écrits de Marguerite, qui parle même de « trinité ». Le 25 janvier 1502, François fait une chute de cheval et se retrouve dans un état critique. Sa mère en tombe malade et ne vit que pour la guérison de celui qu’elle appelle son « César ».
Louise doit composer avec le maréchal de Gié, gouverneur du jeune comte d'Angoulême et commandant du château, qui exerce un grand pouvoir sur ses enfants. Il a comme précepteurs Artus Gouffier et François de Moulins de Rochefort, son professeur de latin (langue que François assimilera avec beaucoup de peine), que François nommera plus tard grand aumônier du roi. Vers 1519-1520, François de Moulins rédige pour lui des Commentaires de la guerre gallique, une adaptation des Commentaires sur la Guerre des Gaules dans lequel il imagine un dialogue entre le jeune roi et Jules César lui racontant ses campagnes militaires. Le contact entre les cultures italienne et française pendant la longue période des guerres d'Italie, menées par ses deux prédécesseurs Charles VIII et Louis XII, introduit les nouvelles idées de la Renaissance en France au moment où François reçoit son éducation. Nombre de ses précepteurs, notamment l’Italien Giovanni Francesco Conti et Christophe de Longueil, inculquent au jeune François un enseignement inspiré de la pensée italienne. La mère de François s’intéresse également de près à l’art de la Renaissance et transmet cette passion à son fils qui, durant son règne, maîtrise la langue italienne à la perfection. On ne peut affirmer que François ait reçu une éducation humaniste ; en revanche, plus que tout autre de ses prédécesseurs, il a bénéficié d'une éducation qui le sensibilise à ce mouvement intellectuel.
Le jeune François s’entoure de compagnons qui resteront influents à l'âge adulte, tels Anne de Montmorency, Marin de Montchenu, Philippe de Brion et Robert de La Marck, à qui on doit une description de leurs jeux et exercices physiques en alternance avec l'apprentissage des humanités.
François gouverne le comté d'Angoulême lorsqu'il devient majeur en 1512. Avant cette date, c'est sa mère Louise de Savoie qui le gérait depuis la mort de son mari Charles d'Orléans en 1496. Ils y effectuent de fréquents séjours. Lorsque François devient roi en 1515, Louise gouverne à nouveau le comté d'Angoulême devenu duché, jusqu'à sa mort en 1531.
En janvier 1512, Anne de Bretagne, très affaiblie par une dizaine de couches en une vingtaine d'années, accouche à nouveau d'un fils mort-né. Louis XII va alors se résoudre à traiter François en prince héritier, le fait entrer au Conseil du Roi et le nomme commandant en chef de l'armée de Guyenne le 12 octobre 1512.

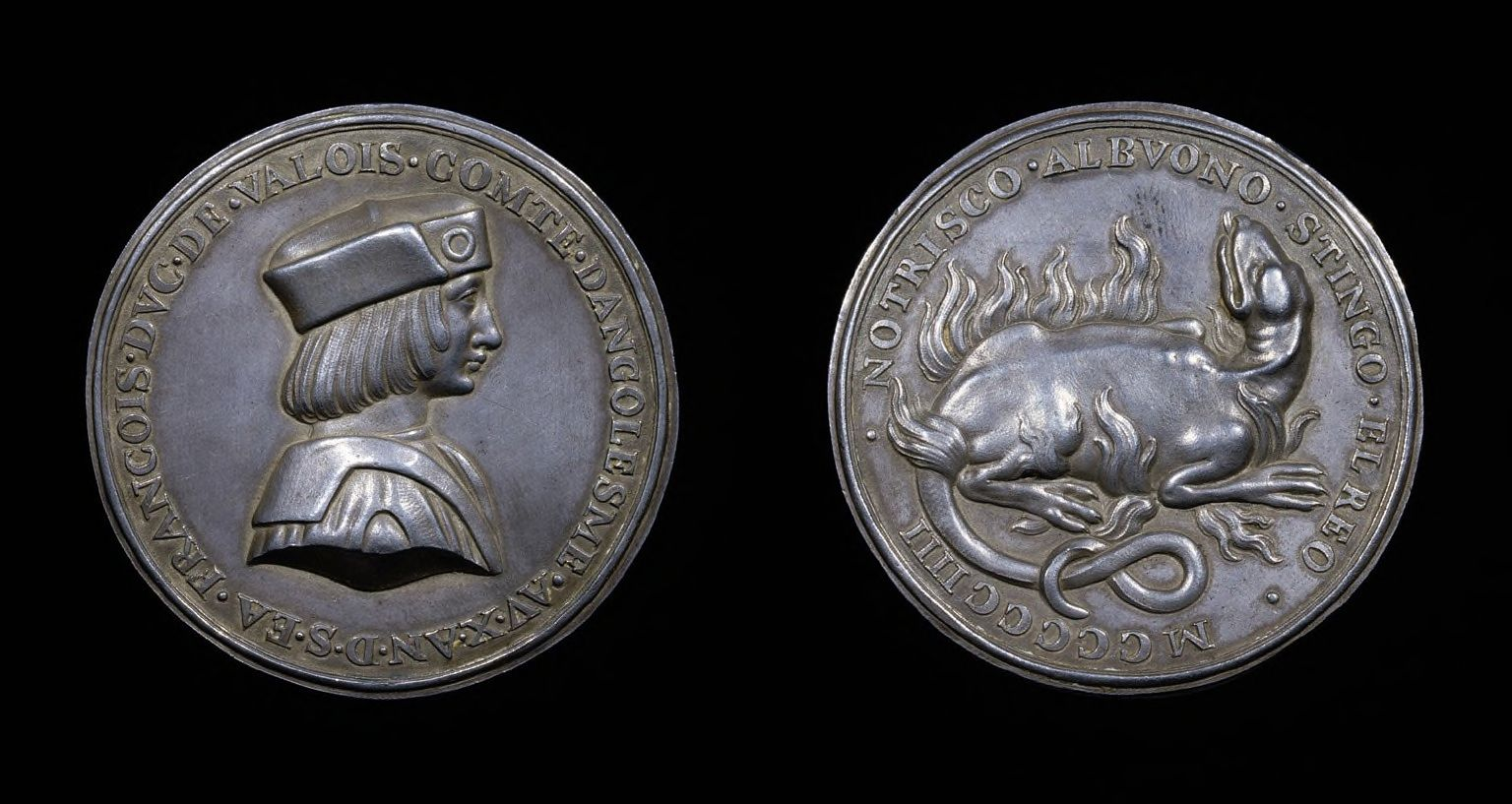
Face et revers d'une médaille en argent portraiturant le comte François d'Angoulême et son emblème, la salamandre, Paris, BnF, 1504.
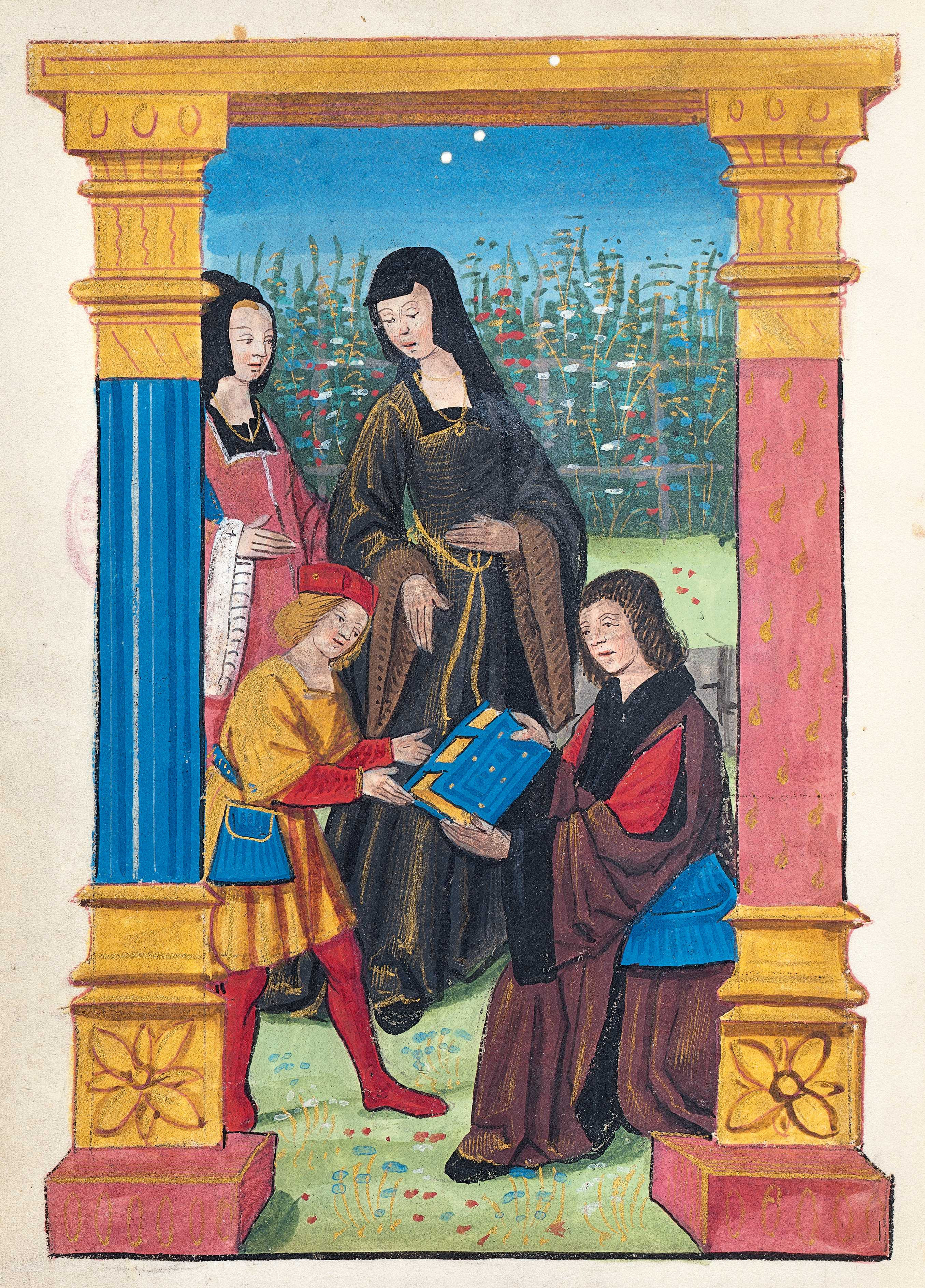
Maître de Philippe de Gueldre, « Antoine Vérard présente son livre au jeune François, en présence de Louise de Savoie et de Marguerite d'Angoulême [?] », dans Octavien de Saint-Gelais, Le Séjour d'honneur, Paris, BnF, Vélins 2239, fo 1, 1503 (enluminé vers 1506).

### Mariage
Louis XII n'ayant pas d'héritier mâle, la question du mariage de sa fille aînée Claude est de première importance et semble faire hésiter le roi. Il décrète d'abord, en 1501 (traité de Lyon) et 1504 (traité de Blois), vouloir la marier à Charles de Habsbourg, futur Charles Quint. Sa santé se détériorant, il décide finalement, dans son testament du 31 mai 1505, de marier sa fille à François d'Angoulême. La cérémonie de fiançailles a lieu le 21 mai 1506 dans le château de Plessis-lèz-Tours, clôturant la session des états généraux de Tours. Dès lors, François s'installe au château de Blois. Le mariage est célébré le 18 mai 1514 dans la chapelle royale de Saint-Germain-en-Laye. Les noces sont fastes mais marquées par le deuil d'Anne de Bretagne, morte quatre mois plus tôt.

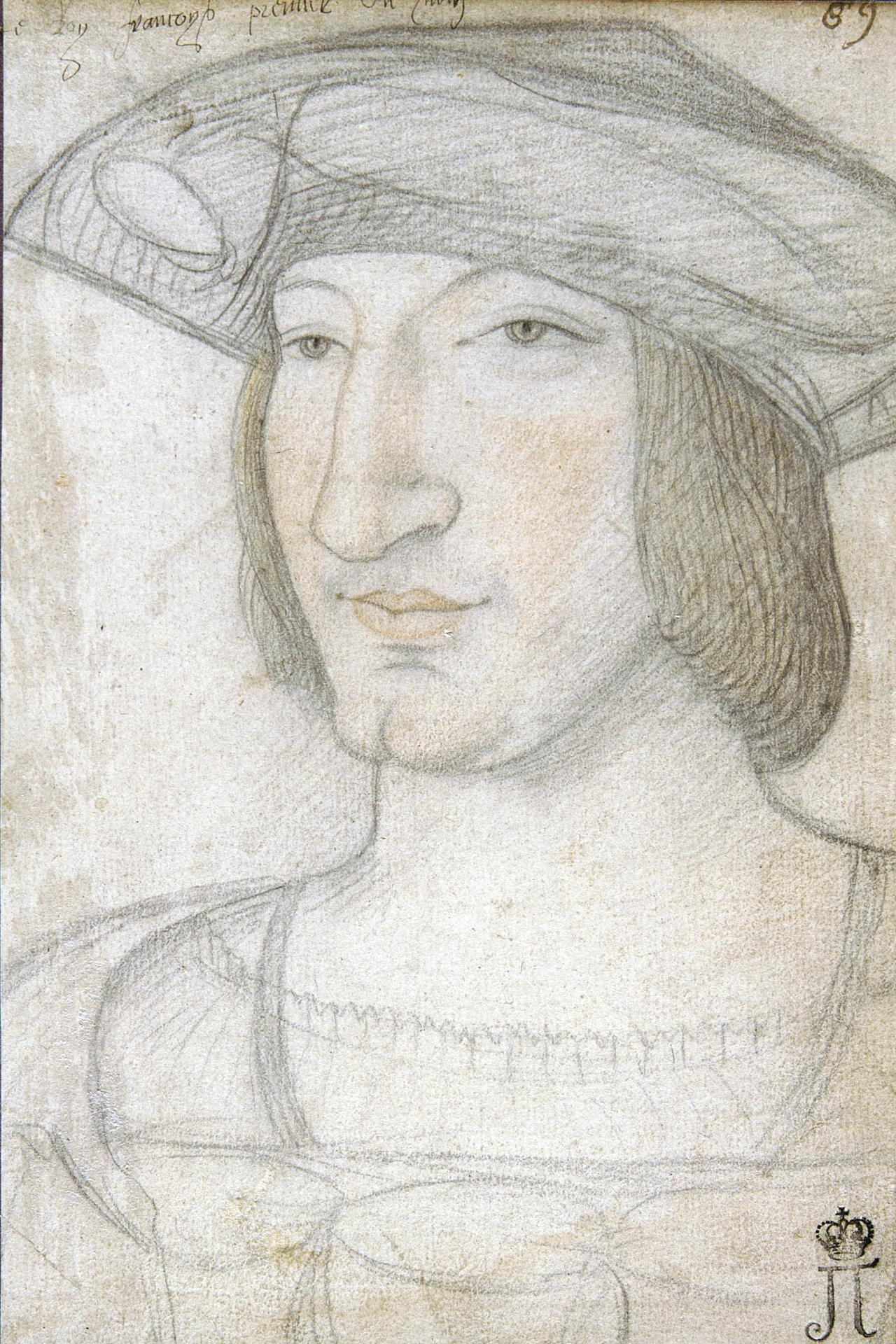
François, comte d'Angoulême et duc de Valois, l'année de son mariage avec Claude de France (1514). Copie d'un portrait par Jean Perréal, Saint-Pétersbourg, musée de l'Ermitage, cabinet des Dessins.
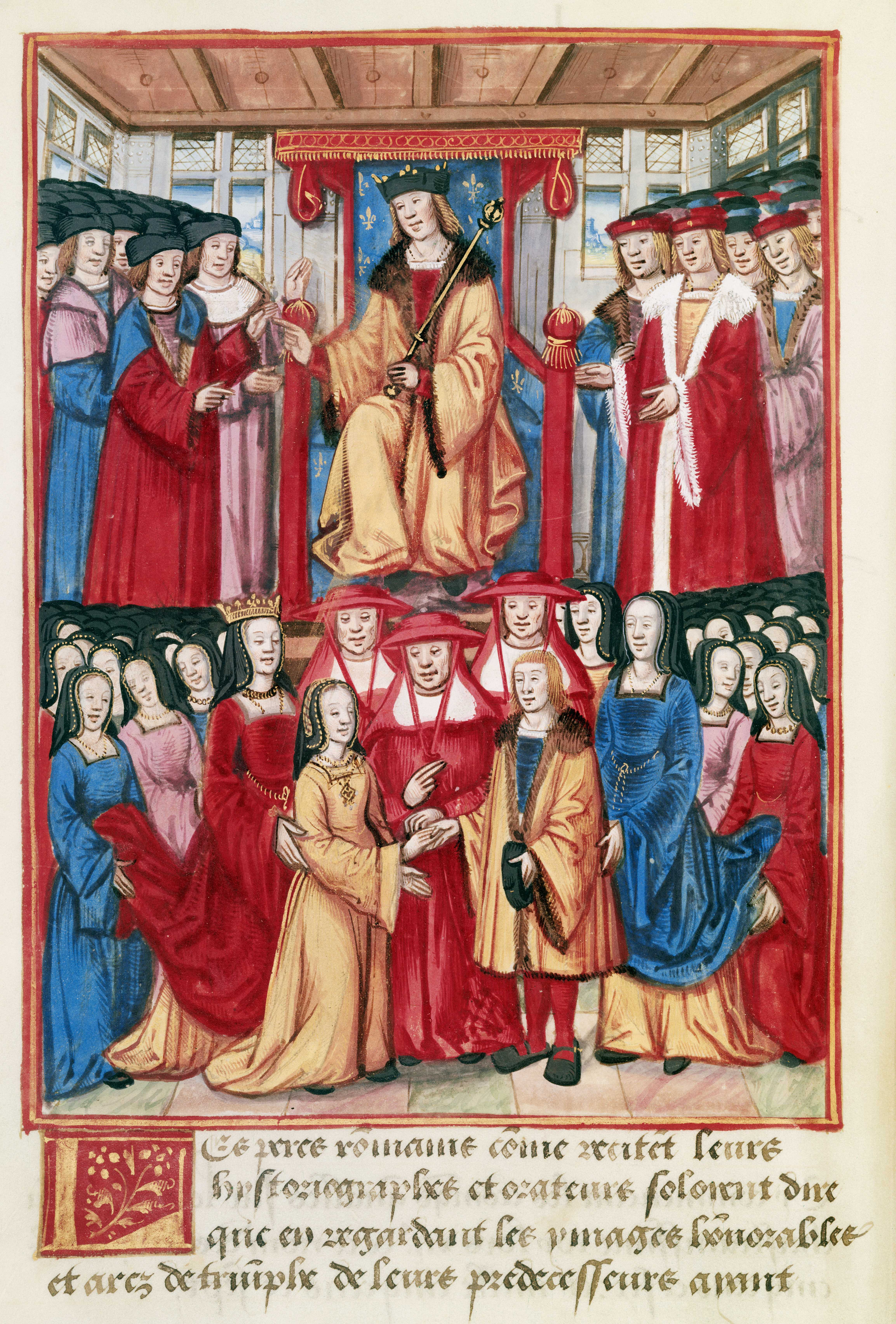
Fiançailles de François d'Angoulême et de Claude de France. Enluminure de Guillaume II Le Roy ornant les Chroniques de Louis XII par Jehan d'Authon, Lyon, vers 1507, Paris, BnF, Ms. Français 5083, fo 1.
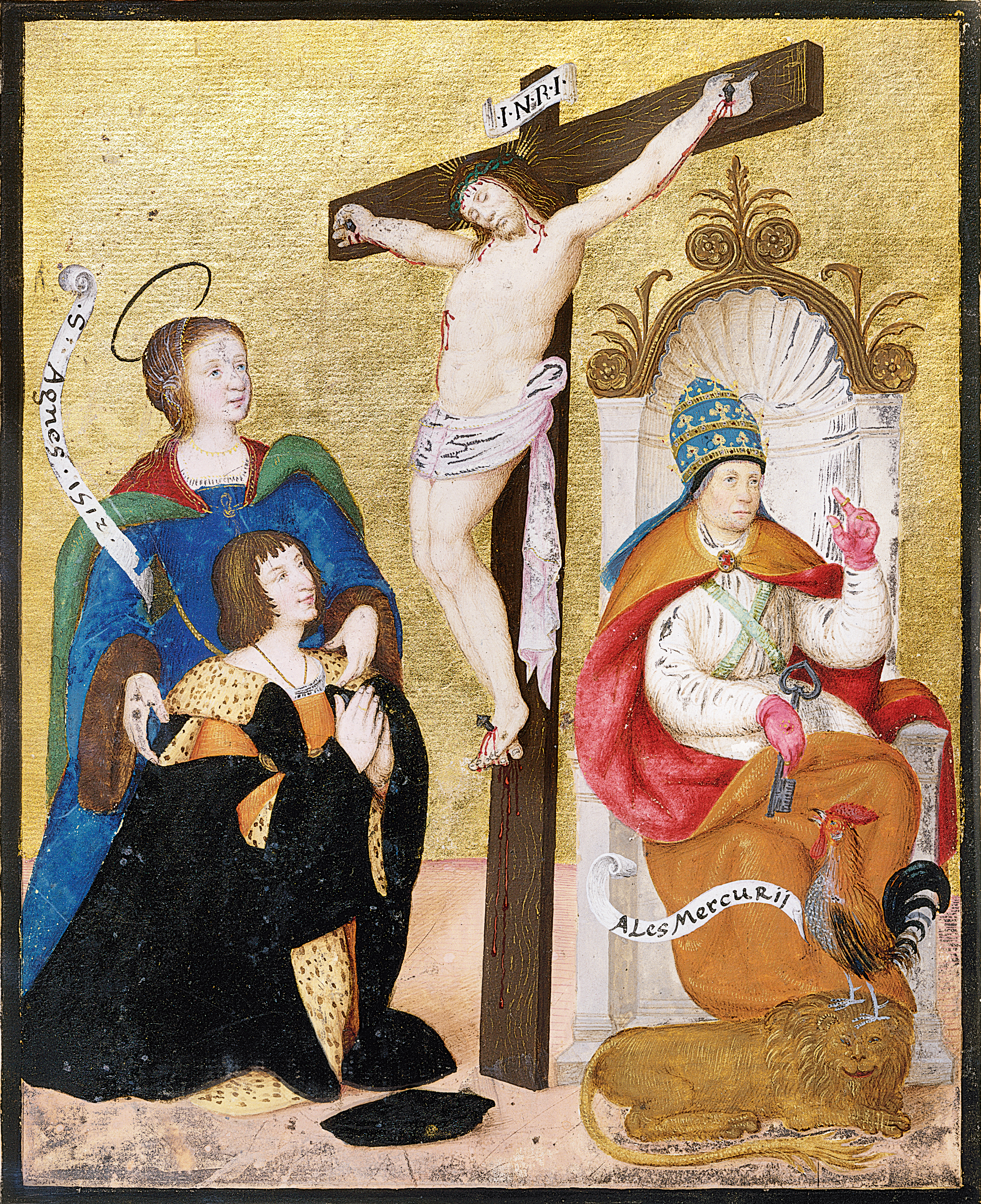
François d'Angoulême en prière devant le Christ en croix. Derrière le duc de Valois figure sa protectrice Sainte Agnès, en référence au jour de la Sainte-Agnès qui voit Anne de Bretagne accoucher d'un fils mort‑né, le 21 janvier 1512. François demeure ainsi le seul héritier du trône. Enluminure, 1512, Paris, BnF, Ms. Latin 8396, fo 1 vo.

## Roi de France

### Accession au trône et sacre
À la mort du roi Louis XII, le 1er janvier 1515, il devient roi de France sous le nom de François Ier, à l'âge de vingt ans. Il est sacré à la cathédrale de Reims le 25 janvier 1515, date retenue à cause de sa guérison jugée miraculeuse survenue treize ans plus tôt, le même jour que la conversion de Paul.
Son emblème personnel représente une salamandre, animal légendaire réputé se nourrir du feu selon les auteurs antiques. Jadis utilisé brièvement par son aïeul Jean d'Angoulême, cet emblème reptilien figure dès 1504 sur une médaille frappée pour le jeune comte François d'Angoulême, avec l'inscription latine « Notrisco al buono, stingo el reo » signifiant que la salamandre possède la double faculté d'entretenir le « bon feu » divin de la Charité et d'éteindre le « mauvais feu » infernal de la division et de la guerre.
L'entrée royale dans Paris le 15 février 1515 (rite politique majeur au cours duquel il accorde des grâces), donne le ton de son règne. Vêtu d’un costume en toile d’argent incrusté de joyaux, il fait cabrer son cheval et jette des pièces de monnaie à la foule[source insuffisante]. Il participe avec fougue et éclat à un pas d'armes (joute à cheval avec lances selon un scénario élaboré).

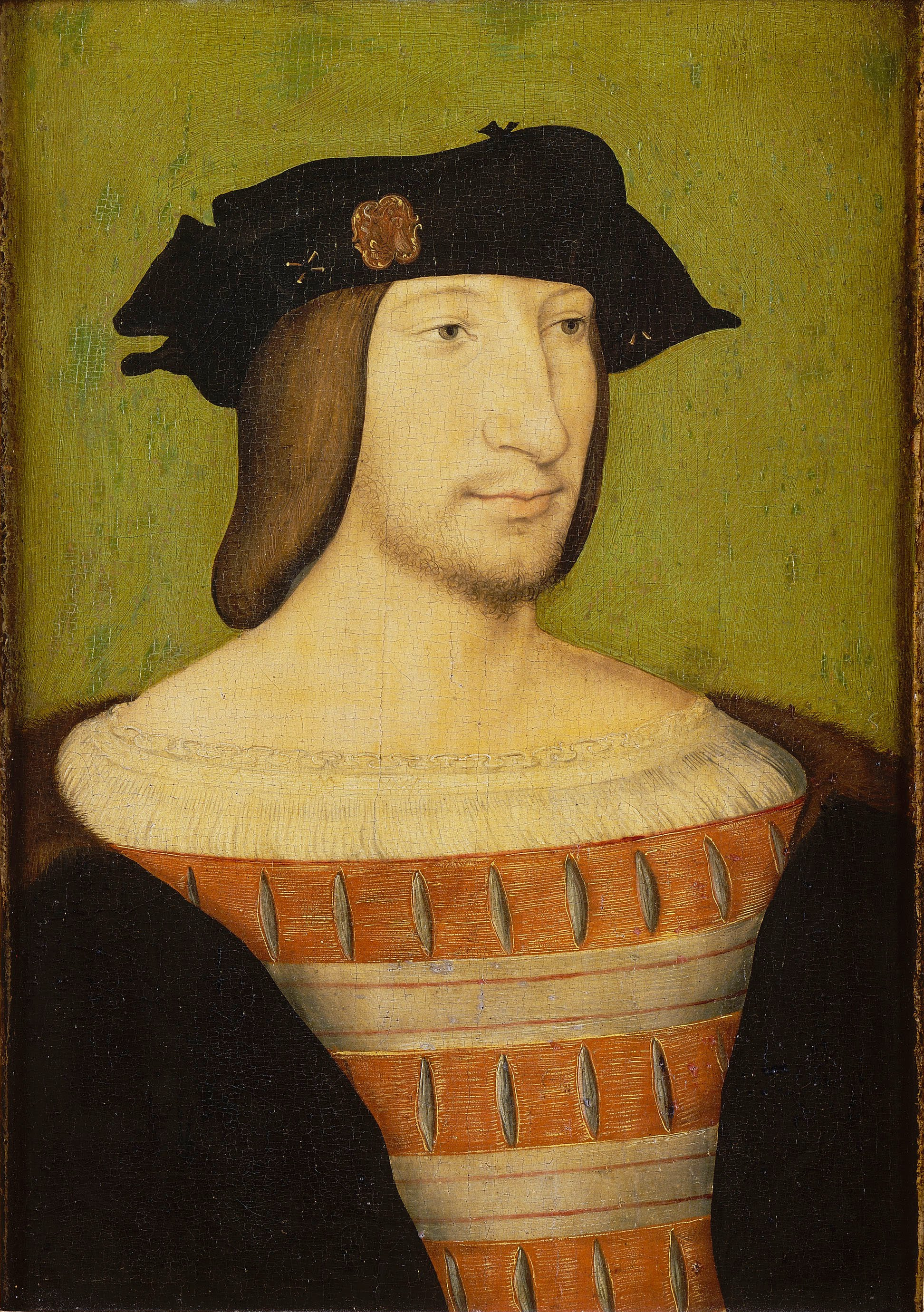
François Ier, portrait anonyme, vers 1515, Chantilly, musée Condé.
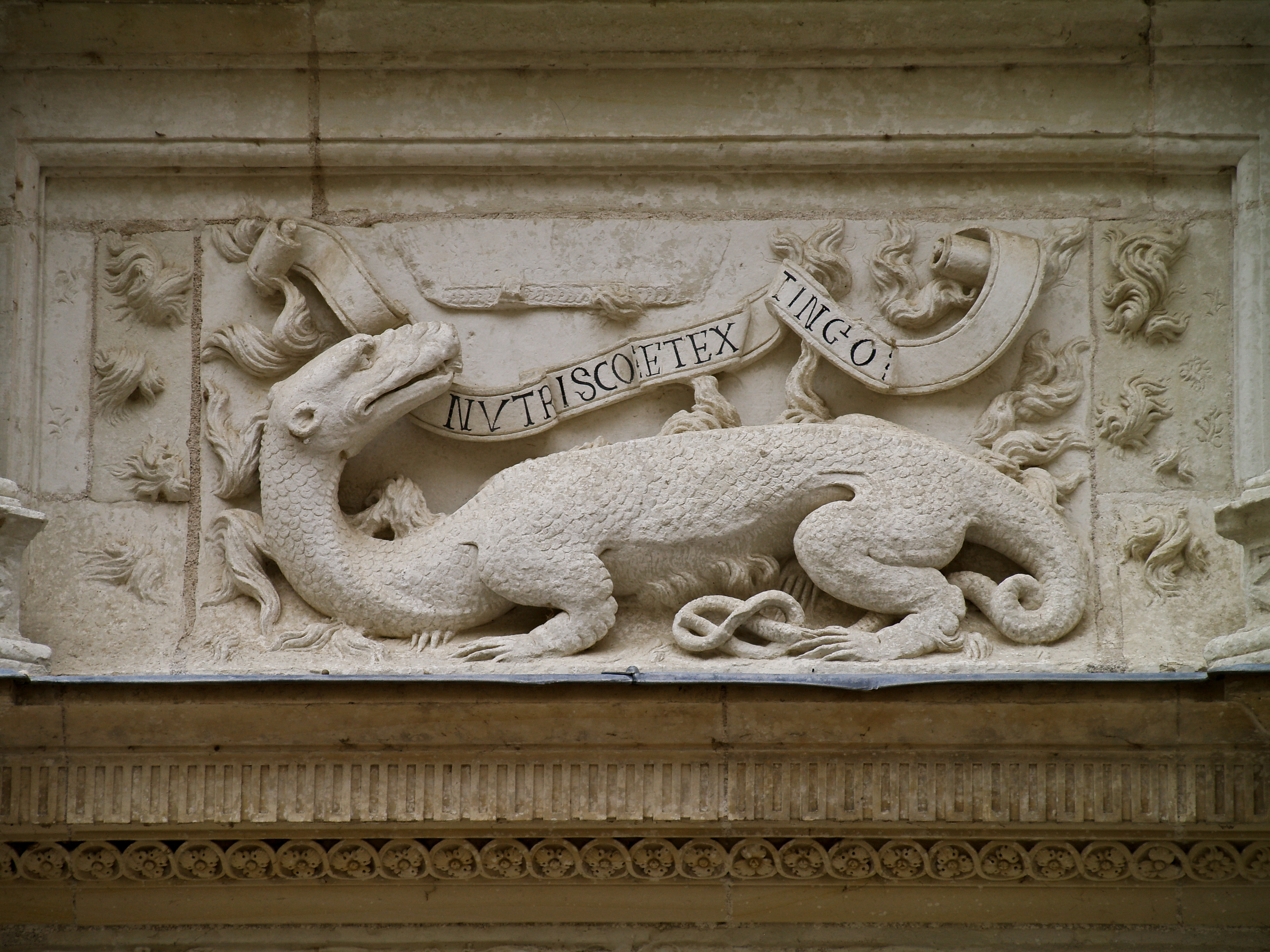
La salamandre de François Ier et sa devise : « Nutrisco et extingo » (château d'Azay-le-Rideau).

### Un prince de la Renaissance

#### Le mécène et les artistes
À l’époque où François Ier accède au trône, les idées de la Renaissance italienne se diffusent en France et le roi contribue à cette diffusion. Il commande de nombreux travaux pour les différents châteaux de la couronne à de grands artistes qu’il fait venir en France. Plusieurs travaillent pour lui, comme l’orfèvre Benvenuto Cellini et les peintres Rosso Fiorentino, Le Primatice, Andrea del Sarto et surtout Léonard de Vinci. François Ier manifeste une véritable affection pour Léonard, qu’il appelle « mon père » et qu’il installe au Clos Lucé, à Amboise, à quelques centaines de mètres du château royal. Le vieil artiste apporte, dans ses malles, ses œuvres les plus célèbres, parmi lesquelles La Joconde, La Vierge, l'Enfant Jésus et sainte Anne, Saint Jean Baptiste. Le roi lui confie de nombreuses missions comme l’organisation des fêtes de la Cour, la création de costumes ainsi que l’étude de divers projets. Léonard reste en France de 1516 jusqu’à sa mort en 1519, dans les bras du roi, selon une légende battue en brèche par certains documents historiques.
François Ier emploie de nombreux agents, comme Pierre l'Arétin, chargés d’amener en France les œuvres de maîtres italiens comme Michel-Ange, Titien et Raphaël. C’est pendant le règne de François Ier que la collection d’œuvres d’art des rois de France, aujourd’hui exposée au Louvre, commence réellement. En 1530, il crée la collection des joyaux de la Couronne.

#### Le protecteur des Lettres

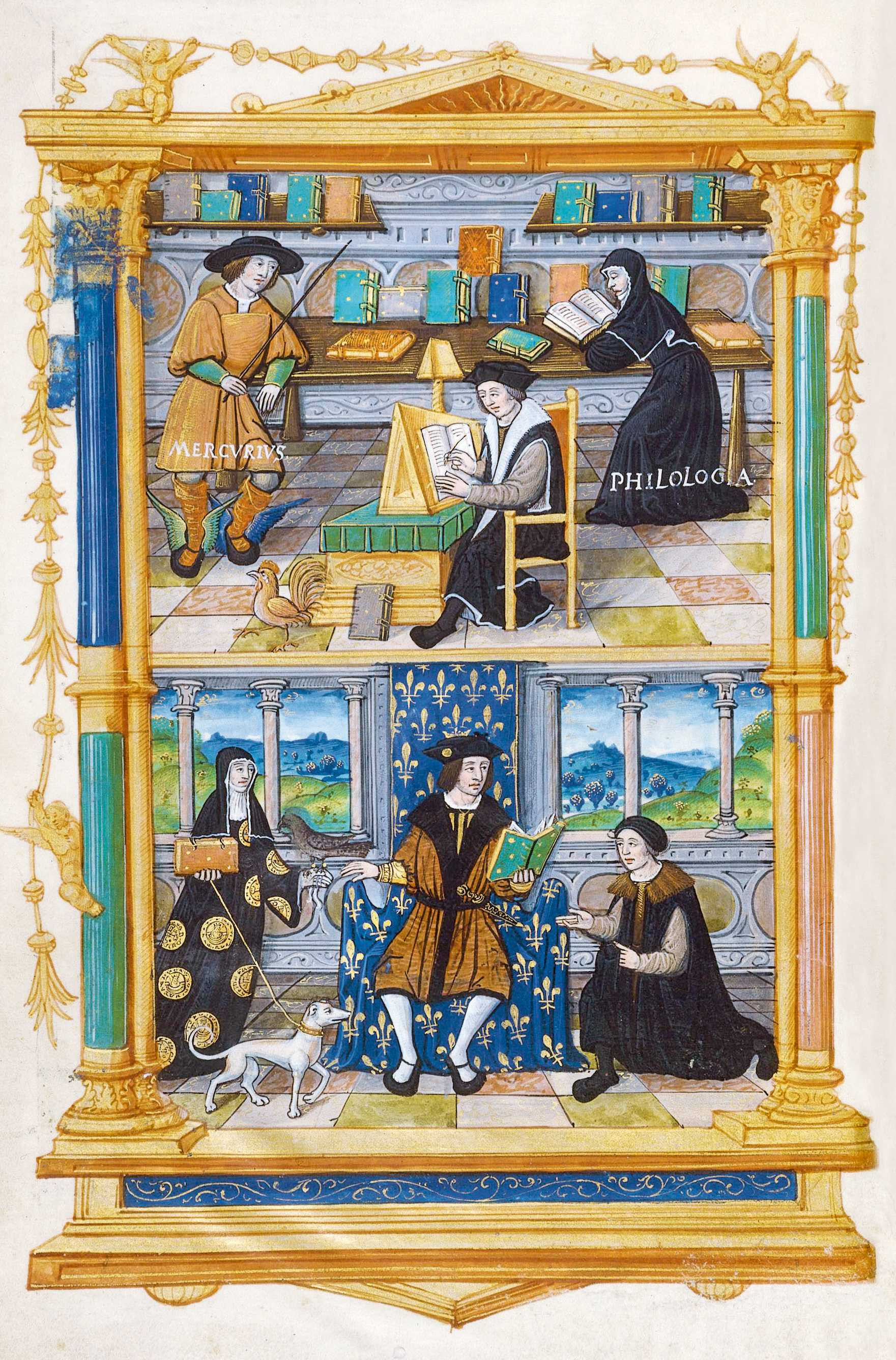
Enluminure de dédicace dans L'Institution du prince, vers 1518-1519, Paris, Bibliothèque de l'Arsenal, Ms. 5103,. Destinataire du traité précité, le jeune François Ier consulte l'ouvrage. Entouré par Mercure et l'incarnation de la philologie, Guillaume Budé figure à sa table de travail.

Grâce à François Ier, les imprimeries françaises se perfectionnent et atteignent une importance de premier ordre dans l’univers intellectuel, en favorisant la publication d’un nombre croissant de livres. En 1518, François Ier décide la création d’un grand « cabinet de livres » abrité à Blois et confié au poète de la Cour Mellin de Saint-Gelais. En 1536, une interdiction est faite de « vendre ou envoyer en pays étranger, aucuns livres ou cahiers en quelques langues qu’ils soient, sans en avoir remis un exemplaire ès mains des gardes de la Bibliothèque Royale »[source insuffisante], bibliothèque dont il nomme intendant l’humaniste Guillaume Budé avec mission d’en accroître la collection. En 1540, il charge Guillaume Pellicier, ambassadeur à Venise, d’acheter et de faire reproduire le plus possible de manuscrits vénitiens.
À l’instigation de Guillaume Budé, il fonde en 1530 le Collège des Lecteurs royaux (futur Collège de France) afin d'en faire un pôle d'enseignement du grec, de l'hébreu, du latin, et des mathématiques. Bien que décidée par François Ier, la construction du bâtiment ne se concrétise pas avant la régence de Marie de Médicis, près d’un siècle plus tard. Parmi les lecteurs royaux, on compte Barthélemy Masson, qui enseigne le latin, et le géographe et astronome Oronce Fine, chargé des mathématiques. Il favorise le développement de l’imprimerie en France et fonde l’Imprimerie royale dans laquelle œuvrent des imprimeurs comme Josse Bade et Robert Estienne. En 1530, il nomme Geoffroy Tory imprimeur du roi, charge qui passe en 1533 à Olivier Mallard, puis en 1544 à Denis Janot. Le 2 novembre 1540, le roi commande au graveur et fondeur Claude Garamont des poinçons destinés à graver des lettres grecques qui serviront, à partir de 1544, à imprimer, à partir de manuscrits conservés à Fontainebleau, des éditions grecques.
De nombreuses bibliothèques privées voient ainsi le jour : Emard Nicolaï, président de la Chambre des comptes possède une vingtaine d’ouvrages, 500 volumes appartiennent au président du parlement, Pierre Lizet, 579 livres constituent la bibliothèque de son confrère André Baudry, 775 chez l’aumônier du roi, Gaston Olivier, 886 pour l’avocat Leferon, au moins 3 000 chez Jean du Tillet et plusieurs milliers chez Antoine Duprat.
François Ier subventionne des poètes tels Clément Marot et Claude Chappuys et compose lui-même quelques poésies — bien que Mellin de Saint-Gélais soit soupçonné d’être l’auteur de certains poèmes dont François Ier s’attribue la paternité —[source insuffisante] publiées ainsi que quelques-unes de ses « lettres ».
Sa sœur aînée, Marguerite, se montre également une fervente admiratrice des lettres et protège de nombreux écrivains comme Rabelais et Bonaventure des Périers. Elle figure aussi dans la liste des lettrés de la Cour, étant l’auteur de nombreux poèmes et essais.

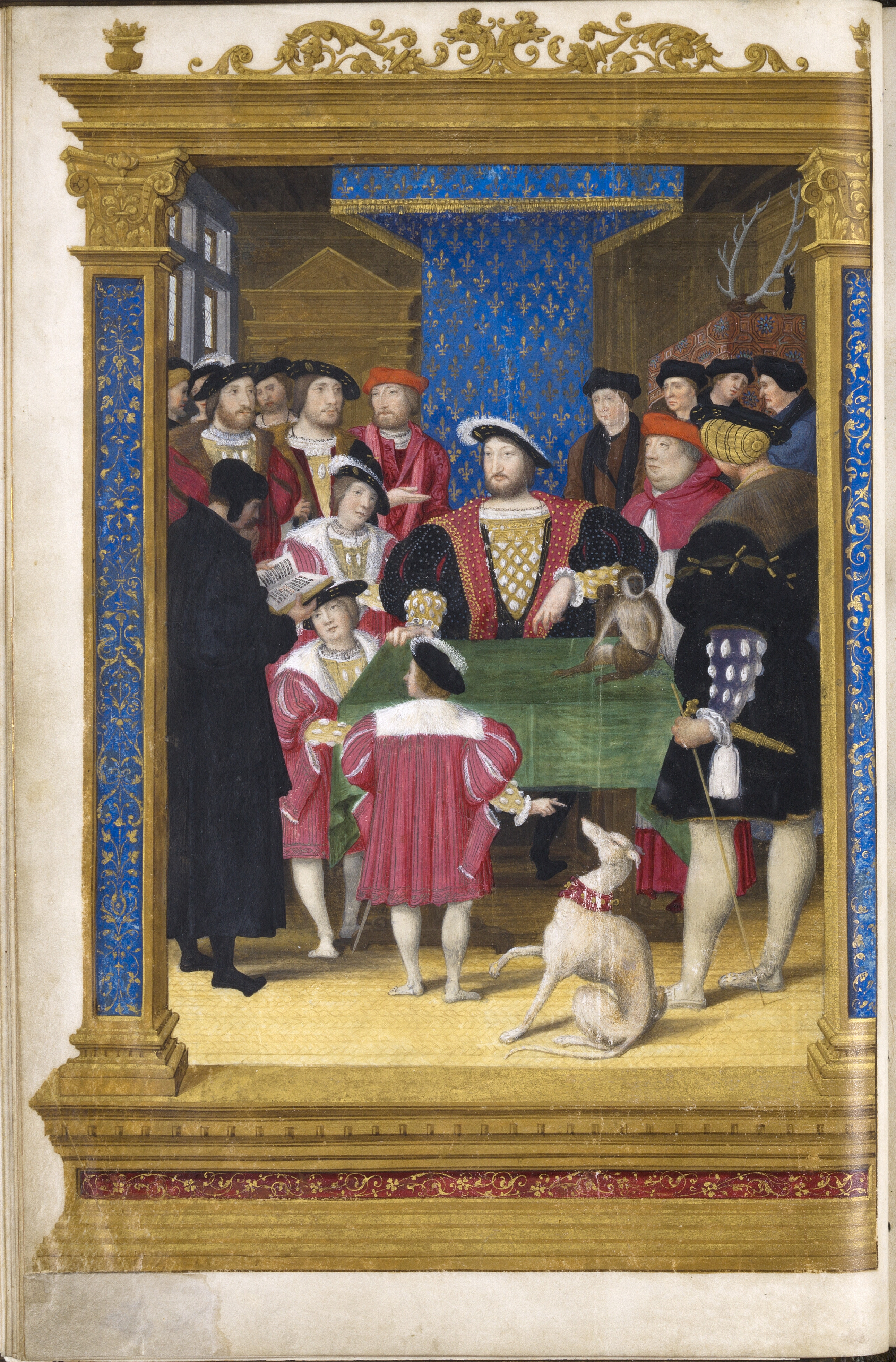
Lecture devant François Ier et sa cour, 1534. Miniature de Noël Bellemare d'après Jean Clouet en frontispice d'une traduction de l'Histoire universelle de Diodore de Sicile, Chantilly, musée Condé.
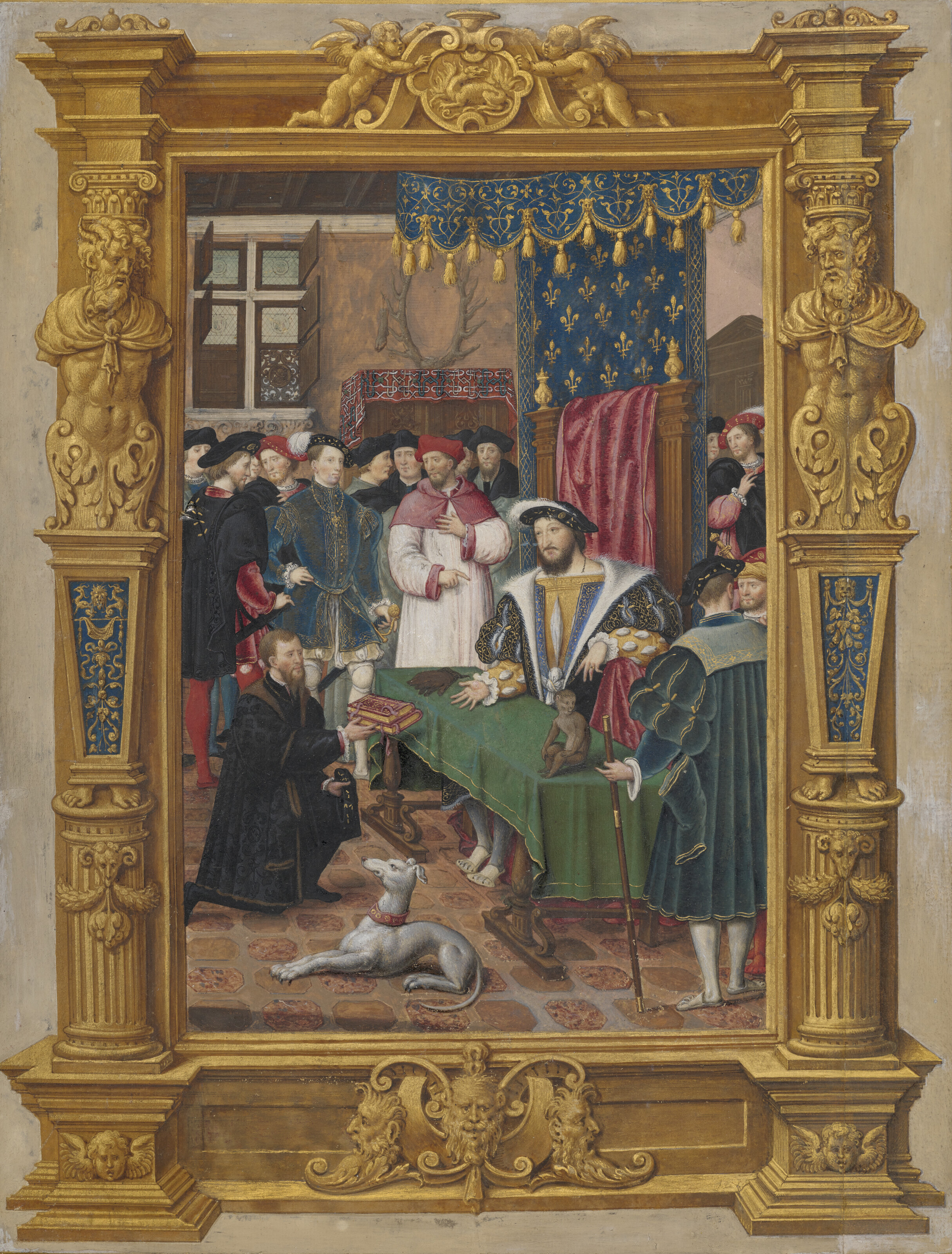
Noël Bellemare et François Clouet, François Ier, entouré de sa cour, reçoit un ouvrage de son auteur.

#### Le bâtisseur
François Ier se montre un bâtisseur acharné et dépense sans compter dans la construction de nouveaux bâtiments. Chacun des ambitieux projets royaux bénéficie de somptueuses décorations tant extérieures qu’intérieures.

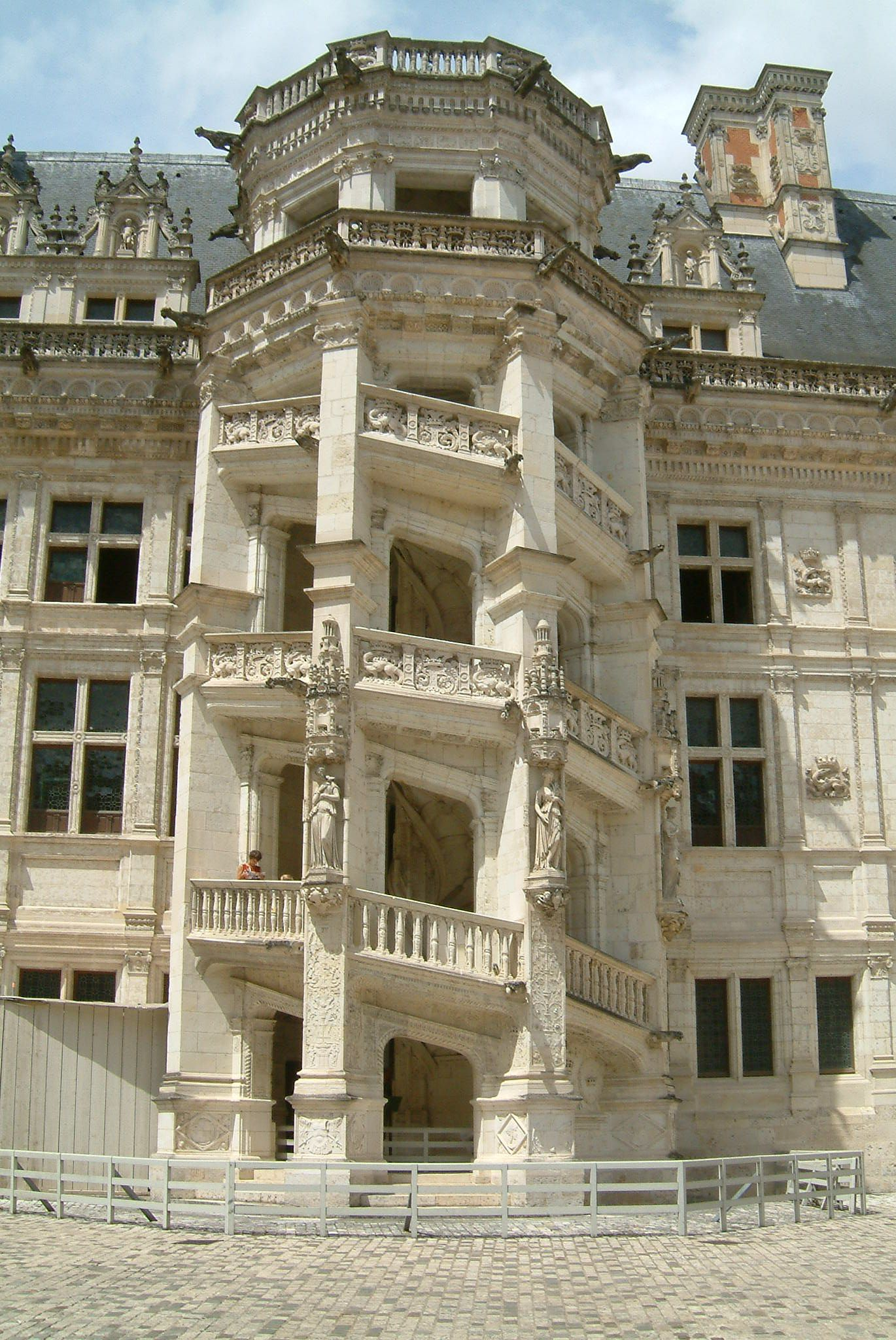
L'escalier monumental du château de Blois.

Il poursuit le travail de ses prédécesseurs au château d’Amboise, et surtout au château de Blois. Par des travaux qui durent dix ans, il fait ajouter deux nouvelles ailes à ce dernier, dont l’une abrite le fameux escalier, et modernise son intérieur avec des boiseries et des décorations à base d'arabesques propres à la nouvelle mode italienne. Au début de son règne, il entame la construction du château de Chambord sur un domaine de chasse acquis par Louis XII. Bien que Léonard de Vinci participe vraisemblablement à ses plans, ainsi que l’architecte italien Boccador, Chambord reste un château Renaissance très ancré dans l'héritage de l'architecture médiévale française.
François Ier tente de reconstruire le château du Louvre, faisant détruire la tour médiévale de la forteresse de Philippe Auguste. Il demande la construction d’un nouvel hôtel de ville pour Paris dans le but d’influencer les choix architecturaux, qui seront d’ailleurs mis en œuvre par Boccador et Pierre Chambiges. En 1528, dans le bois de Boulogne, il fait édifier le château de Madrid, sous la direction de Girolamo della Robbia, qui évoque par sa structure la demeure que François Ier a occupée pendant son emprisonnement en Espagne. Il fait également reconstruire, sous la direction de Pierre Chambiges, le château de Saint-Germain-en-Laye et ajoute un château de chasse, le château de la Muette, dans la forêt de Saint-Germain : celui que l'on surnomme le « roi des veneurs » peut s'y adonner à sa passion de la chasse à courre. Il fait aussi ouvrir les chantiers des châteaux de Villers-Cotterêts vers 1530, de Folembray en 1538, et de Challeau en 1542. En tout, près de sept châteaux sont construits ou remaniés en quinze ans.

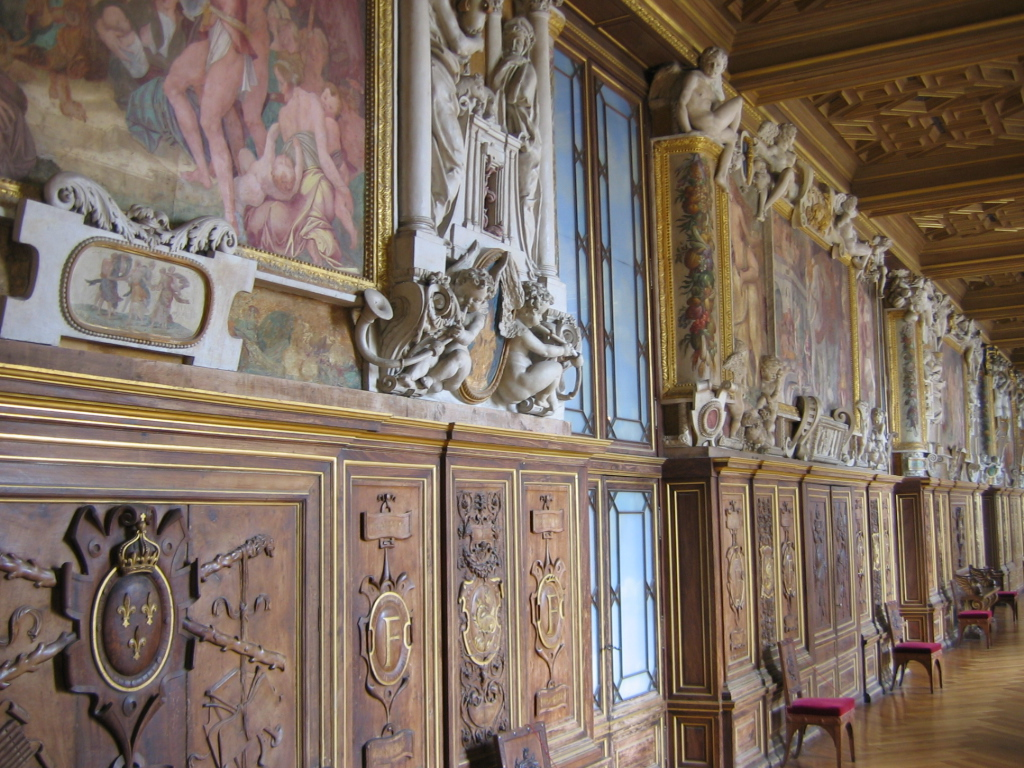
La galerie François Ier du château de Fontainebleau.

Le plus grand des projets de François Ier consiste en la reconstruction quasiment complète (seul le donjon du château antérieur est conservé) du château de Fontainebleau, qui devient rapidement son lieu de résidence favori. Les travaux s’étendent sur une quinzaine d’années pour constituer ce que François Ier veut être l’écrin de ses trésors italiens : tapisseries dessinées par Raphaël, bronze d’Hercule réalisé par Michel-Ange, décoration de la galerie François Ier par Rosso Fiorentino, autres décorations par le Primatice. Ces maîtres influenceront les artistes de la période, que l'on nommera école de Fontainebleau.
Il confie également à Léonard de Vinci l’élaboration des plans du nouveau château de Romorantin dans lesquels l’artiste reprend les plans de sa cité idéale de Milan. Le projet est néanmoins abandonné en 1519, les maîtres d'œuvre mettant en cause une épidémie de paludisme alors présente dans les marais de Sologne, frappant les ouvriers du chantier, et la mort de l'artiste florentin cette année-là.
Il décide en 1517 de la fondation d’un nouveau port, un temps appelé « Franciscopolis » mais que l’existence d’une chapelle sur le site choisi pour sa construction fera renommer « Le Havre de Grâce » (aujourd'hui simplement Le Havre).

#### Les fêtes
Sous François Ier, la vie à la cour est rythmée par un ensemble d'évènements festifs constitués de tournois, de danses, et de bals costumés. Les bals costumés se fondent le plus souvent sur des thèmes mythologiques, le Primatice contribuant à la réalisation des costumes.

### Politique extérieure
La politique extérieure de François Ier s’inscrit dans la continuité des guerres d’Italie menées par ses prédécesseurs. Pendant toute la durée de son règne, le roi n’a de cesse de revendiquer ses droits sur le duché de Milan. Son règne est également dominé par sa rivalité avec Charles de Habsbourg, devenu roi d'Espagne puis empereur du Saint-Empire sous le nom de Charles Quint. Leur rivalité se concrétise par quatre guerres au cours desquelles François Ier enregistre succès et défaites, mais interdit à son ennemi impérial de concrétiser ses rêves de recouvrer le duché de Bourgogne. Pour lutter contre l'empire des Habsbourg, François Ier met en place des alliances avec des pays considérés comme des ennemis héréditaires de la France ou des alliances jugées contraires aux intérêts chrétiens dont le roi est censé être le garant : le roi d'Angleterre Henri VIII, les princes protestants de l'Empire et le sultan ottoman, Soliman le Magnifique.

#### Conquête du Milanais (1515-1516)

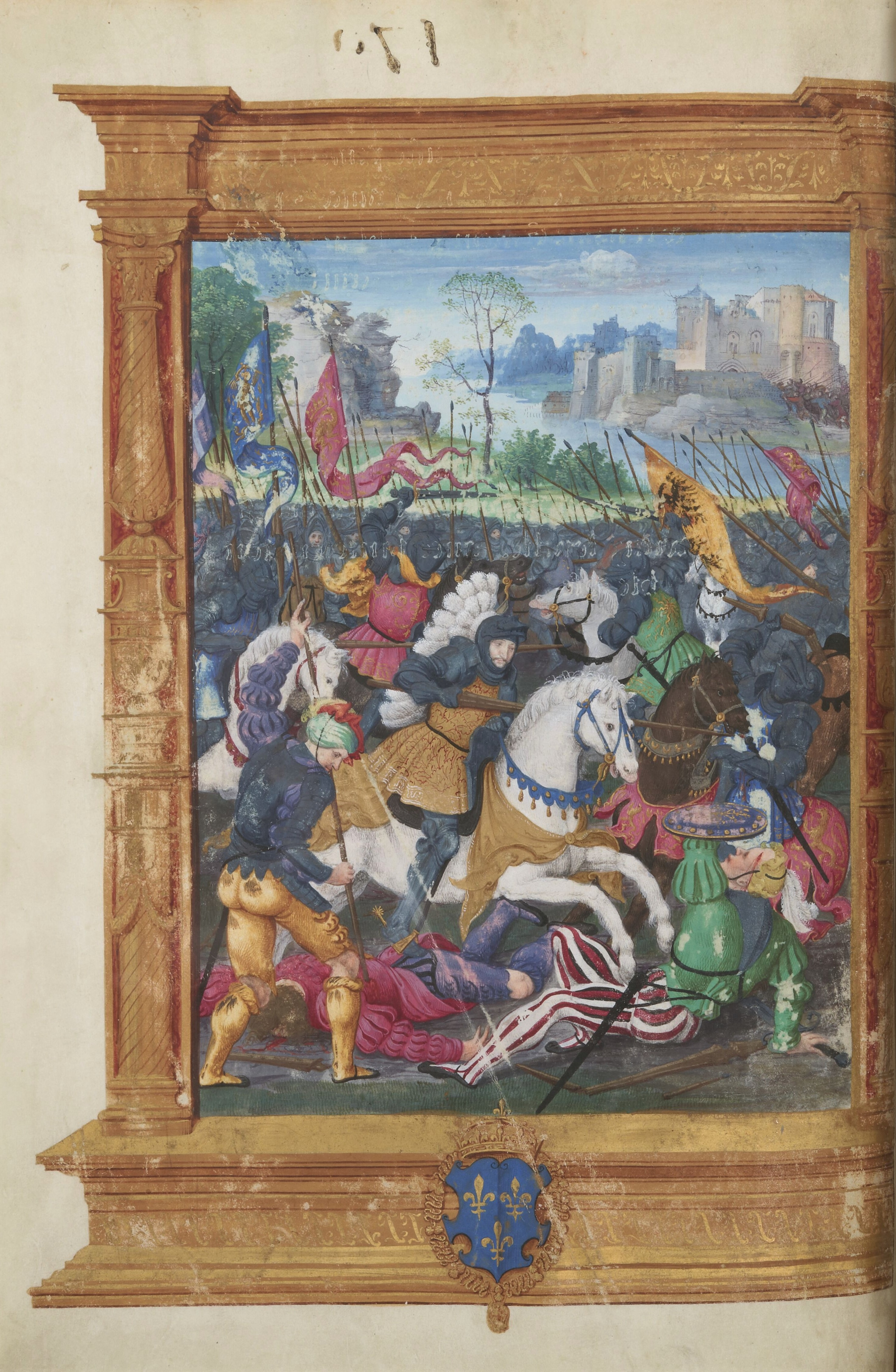
François Ier à la bataille de Marignan.
Miniature de Noël Bellemare en frontispice d'un manuscrit du XVIe siècle, Paris, BnF, département des manuscrits, Ms. Français 1738,.

Par son arrière-grand-mère Valentine Visconti, François Ier détient des droits dynastiques sur le duché de Milan. Dès la première année de son règne, il décide de faire valoir ses droits et monte une expédition pour prendre possession de ce duché. Pour lui, c'est aussi l'occasion de venger les défaites françaises de la précédente guerre italienne : deux ans avant son avènement, tous les territoires occupés par ses prédécesseurs en Italie avaient été perdus. La conquête du Milanais par François Ier s'inscrit totalement dans la continuité des guerres d'Italie commencées vingt ans plus tôt par le roi Charles VIII.
Par plusieurs traités signés au printemps 1515, François Ier parvient à obtenir la neutralité de ses puissants voisins,. L’opposition à ses visées se limite au duc de Milan Maximilien Sforza, officiellement mais faiblement soutenu par le pape Léon X et son allié le cardinal Matthieu Schiner, artisan de l’alliance entre les cantons suisses et le pape, et futur conseiller de Charles Quint.
Au printemps 1515, François Ier ordonne la concentration des troupes à Grenoble et une armée de 30 000 hommes marche sur l’Italie. Cependant, solidement établis à Suse, les Suisses tiennent la route habituelle du Mont-Cenis. Avec l’aide technique de l’officier et ingénieur militaire Pedro Navarro, l’armée, y compris les chevaux et l’artillerie (soixante canons de bronze), franchit les Alpes par une route secondaire plus au sud, par les deux cols, Vars (vallée de l'Ubaye) et Larche, puis débouche dans la vallée de la Stura. C'est au prix d'efforts très importants qu'ils élargissent les chemins correspondants pour y passer l'artillerie. Ces efforts rapides sont récompensés, car ils provoquent une grande surprise. Dans la plaine du Piémont, une partie de l’armée suisse prend peur et propose, le 8 septembre à Gallarate, de passer au service de la France. Schiner réussit à regagner les dissidents à sa cause et s’avance à leur tête jusqu’au village de Melegnano (en français, Marignan), à seize kilomètres de Milan. La bataille qui s’engage reste longtemps indécise, mais l’artillerie française, efficace contre les fantassins suisses, les forces d’appoint vénitiennes et la furia francese finissent par faire pencher la balance du côté de François Ier qui emporte cet affrontement décisif.
En 1525, plusieurs auteurs évoquent l'adoubement du roi par Bayard sur le champ de bataille de Marignan. Cette histoire est considérée désormais comme un mythe : elle aurait été montée à la demande royale, afin notamment de faire oublier que celui qui a adoubé François Ier lors de son sacre, le connétable de Bourbon, s'est rangé en 1523 du côté de Charles Quint. Pire, le connétable serait l'artisan de la future défaite de Pavie, et donc de l'emprisonnement de François Ier. La légende a donc été inventée afin de faire oublier les liens « filiaux » qui liaient le roi et son traîtreux sujet, tandis qu'elle aurait renforcé un lien, inexistant au départ, entre le souverain et le symbole du courage et de la vaillance, mort en 1524. Cette invention pourrait également être liée à la volonté du roi de France de se montrer le parfait exemple, chevaleresque entre tous, alors qu'il était prisonnier.
Cette victoire apporte renommée au roi de France dès le début de son règne. Les conséquences diplomatiques sont nombreuses :
- François Ier prend rapidement le contrôle de la Lombardie ;
- il signe la « paix perpétuelle » de Fribourg le 29 novembre 1516 avec les cantons suisses. Ce traité va rester en vigueur jusqu’en 1798 ;
- le 13 août 1516, François Ier et le jeune roi des Espagnes Charles Ier, futur Charles Quint, signent le traité de Noyon qui confirme à François Ier la possession du Milanais, restitue la Navarre à Henri d’Albret[Note 3], et promet à Charles la main de la fille aînée du roi de France, Louise, alors âgée d’un an (mais qui ne survit pas à son troisième anniversaire). La dot de la future mariée inclut les droits sur le royaume de Naples ;
- Antoine Duprat signe en son nom le concordat de Bologne le 18 août 1516. Ce concordat régit les relations entre le royaume de France et la Papauté jusqu’à la Révolution française. Désormais, le roi nomme les évêques, archevêques et cardinaux, par la suite confirmés par le pape.

#### Rivalité avec l'empire des Habsbourg

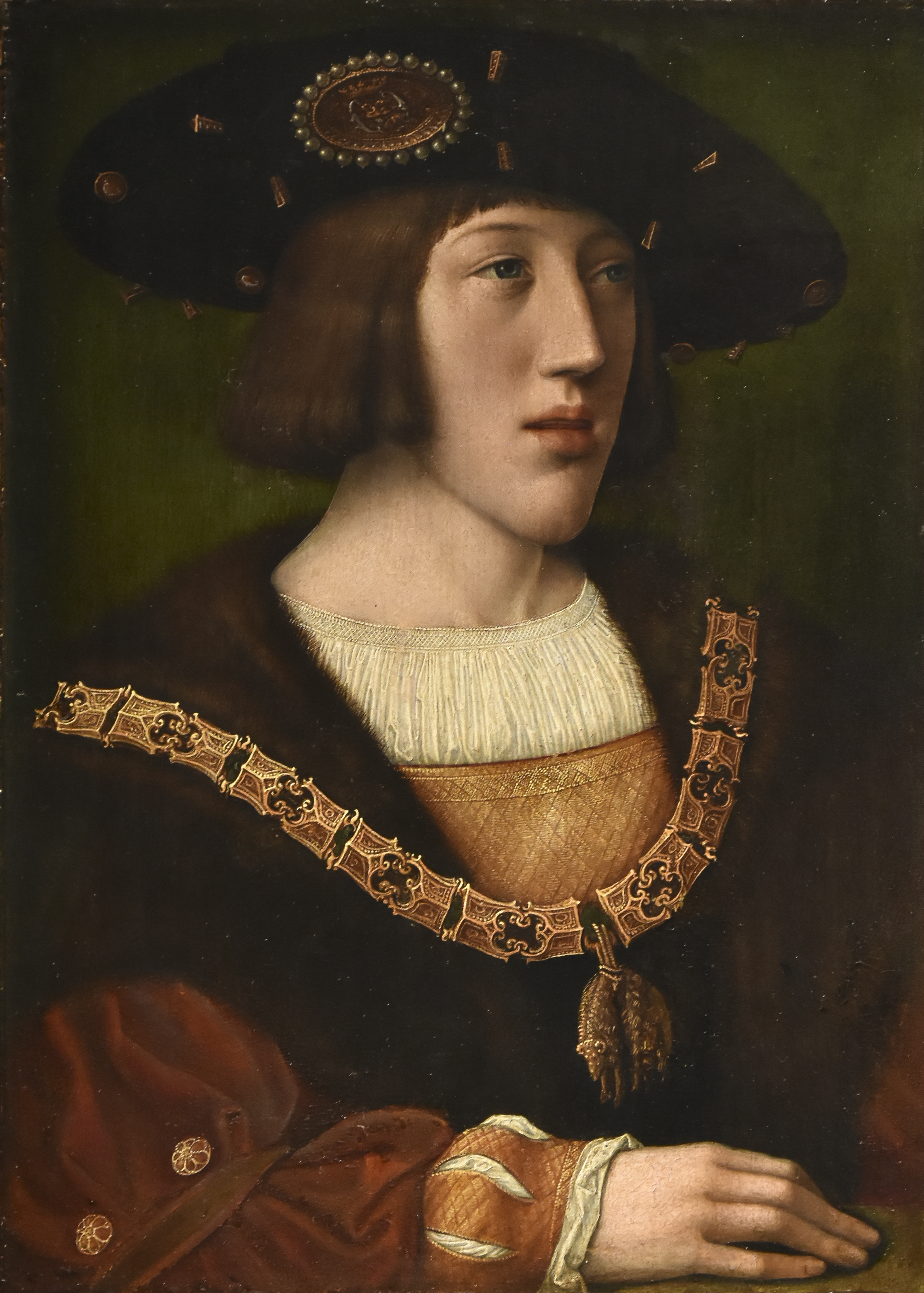
Portrait du jeune Charles de Habsbourg futur empereur Charles Quint vers 1515, l’éternel rival de François Ier ; peint par Bernard van Orley, Paris, musée du Louvre.

##### Charles de Habsbourg
Charles de Habsbourg est à la tête d’un véritable empire. Par son père Philippe le Beau, il possède les pays héréditaires de Habsbourg et les États bourguignons. Par sa mère Jeanne la Folle, fille des « rois catholiques », il hérite des Espagnes (union dynastique de la couronne de Castille et de la couronne d'Aragon), ainsi que de leurs dépendances en Italie (Naples, Sicile, Sardaigne) et aux Amériques. À la mort de son grand-père Maximilien Ier en 1519, Charles est empereur des Romains. En vertu d'une convention passée entre Maximilien et Vladislas Jagellon, il reste, en outre, avec son frère Ferdinand, un des deux seuls héritiers de son beau-frère, Louis II Jagellon, roi de Bohême et de Hongrie, tant que celui-ci n'a pas d'enfants.

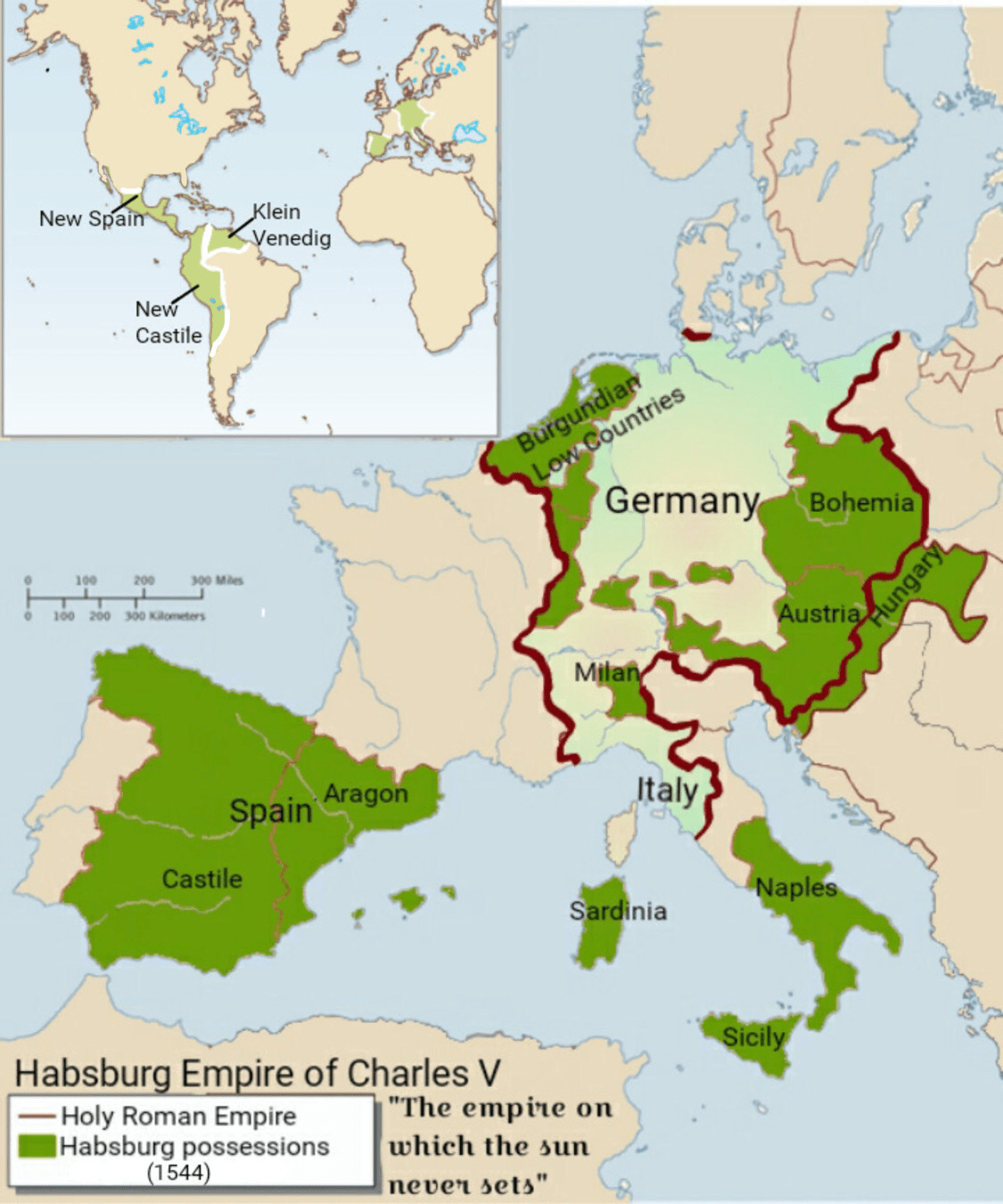
Expansion des possessions de Charles Quint en Europe après 1519.

Une fois empereur, Charles s'anime de deux ambitions complémentaires :
- une ambition dynastique lui tient particulièrement à cœur depuis sa jeunesse flamande, la récupération du duché de Bourgogne, possession de son arrière-grand-père Charles le Téméraire. Il n'en obtiendra jamais satisfaction pour des raisons de réalisme politique : si l'annexion de la Bourgogne par le roi de France à la mort du Téméraire était indiscutablement un coup de force peu fondé en droit[34], cet état de fait s'était suffisamment installé pour qu'en 1526, malgré la promesse de restitution du duché, les États de la province s'opposent au changement de suzeraineté[35] ;
- une ambition impériale et chevaleresque de paix entre les chrétiens autour de l'empereur et du pape afin de mener la réforme de l’Église romaine et la croisade contre les Turcs, héritée à la fois de la tradition impériale allemande, du messianisme monarchique castillan et du rêve de croisade bourguignon.

Ces deux ambitions ne pouvaient que se heurter à l’hostilité de François Ier, qui nourrit très exactement le même type d'aspirations. Réformateur de l’Église dans son royaume avec le concordat de Bologne, le roi de France doit s'allier aux luthériens et aux Turcs pour contrer l'empereur et retarder autant que possible la tenue d'un concile universel. Le roi de France convoite en outre des droits lointains au royaume de Naples, appartenant à l'empereur comme roi d'Aragon, et au duché de Milan, fief d'Empire vital à Charles Quint pour des raisons géopolitiques. Continuant la politique italienne de Charles VIII et Louis XII, François Ier ne cesse de tenter de garder pied en Italie au prix de l'occupation indue des États de son propre oncle, le duc de Savoie, par ailleurs beau-frère de l'empereur, ce qui exacerbe encore leur rivalité.

##### La compétition pour la couronne impériale (1519)
Le 12 janvier 1519, la mort de Maximilien Ier ouvre la succession à la couronne impériale. Cette couronne, si elle n’ajoute aucun contrôle territorial, apporte en revanche à son titulaire un surcroît de prestige et un poids diplomatique certain. Charles, élevé dans cette perspective, s'avère le candidat naturel à la succession de son grand-père et doit affronter le roi Henri VIII d'Angleterre, le duc Georges de Saxe, dit « le Barbu », et François Ier. La candidature de ce dernier répond à une double ambition :
- éviter que le souverain qui contrôle déjà plus de la moitié de l’Europe et le Nouveau Monde ibérique se voie auréolé d’un prestige diplomatique supplémentaire et parvienne à réaliser son rêve avoué de constituer un nouvel empire de Charlemagne ;
- revendiquer ce surcroît de prestige pour lui-même, comme l’ont tenté avant lui Philippe le Hardi et Charles de Valois.

La compétition se résume vite à un duel entre François et Charles. Pour convaincre les sept princes-électeurs allemands, les rivaux vont user tour à tour de la propagande et d’arguments sonnants et trébuchants. Le parti autrichien présente le roi d’Espagne comme issu du véritable « estoc » (lignage), mais la clef de l’élection réside essentiellement dans la capacité des candidats à acheter les princes-électeurs. Les écus d'or français s’opposent aux florins et ducats allemands et espagnols mais Charles bénéficie de l’appui déterminant de Jakob Fugger, richissime banquier d’Augsbourg, qui émet des lettres de change payables après l’élection et « pourvu que soit élu Charles d’Espagne ». Pour tenir les engagements de ses ambassadeurs qui promettent des millions d'écus, François aliène une partie du domaine royal, augmente la taille, émet des emprunts accumulés en promettant des intérêts toujours plus forts.
Charles qui a massé ses troupes près du lieu de l'élection à Francfort, est finalement élu à l'unanimité à 19 ans « Roi des Romains » le 28 juin 1519 et sacré empereur à Aix-la-Chapelle le 23 octobre 1520. Sa devise « Toujours plus oultre » correspond à son ambition de monarchie universelle d’inspiration carolingienne alors qu’il est déjà à la tête d’un empire « sur lequel le soleil ne se couche jamais » mais néanmoins, pour son malheur, très hétérogène.

##### Camp du Drap d’Or (1520)

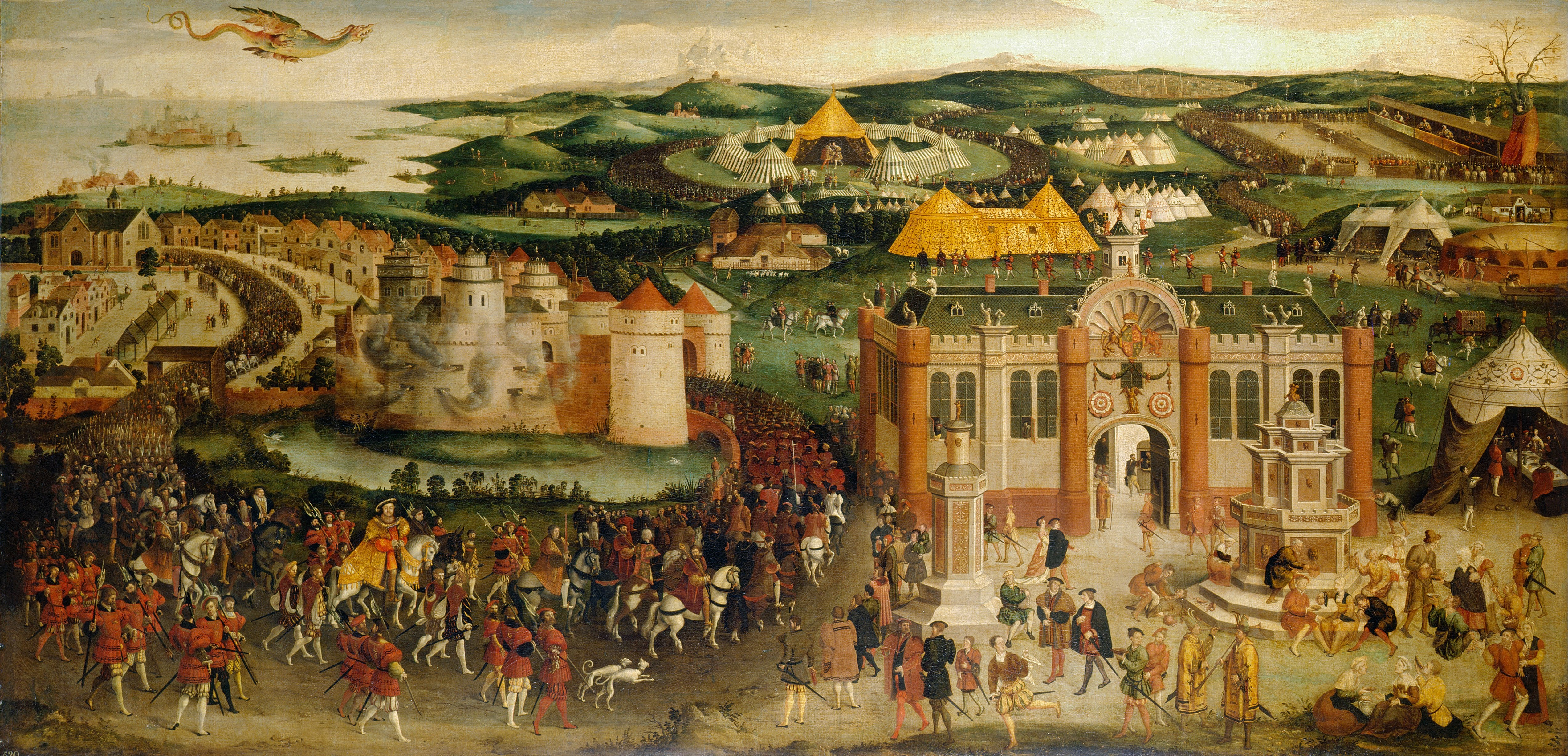
Les rois François Ier et Henri VIII au camp du Drap d'Or.
Huile sur toile, 1545, Royal Collection.

Bien entendu, l’élection impériale n'apaise en rien les tensions continuelles entre François Ier et Charles Quint. D’importants efforts diplomatiques sont déployés pour constituer ou consolider le réseau d’alliances de chacun.
En juin 1520, François Ier organise la rencontre du camp du Drap d'Or avec Henri VIII mais échoue, vraisemblablement par excès de faste et manque de subtilité diplomatique, à concrétiser un traité d’alliance avec l’Angleterre. De son côté, Charles Quint, neveu de la reine d’Angleterre, avec l’aide du cardinal Thomas Wolsey à qui il fait miroiter l’élévation au pontificat, obtient la signature d’un accord secret contre la France au traité de Bruges ; comme aime à le souligner Henri VIII, « Qui je défends est maître ».

##### Premier conflit avec l'Empire (1521-1526)
Les premiers affrontements éclatent en 1521. Au nord, une attaque est dirigée par Robert III de La Marck sur la Meuse. Simultanément une armée d'Henri II de Navarre, commandée par André de Foix, tente de récupérer la Navarre, au sud. Du côté impérial, Franz von Sickingen et le comte Philippe Ier de Nassau obligent Bayard à s’enfermer dans Mézières assiégée qu’il défend sans capituler malgré les canonnades et les assauts. Le sort des armes se montre moins favorable aux français sur le front italien où les troupes du maréchal Odet de Foix sont décimées par l’armée commandée par François II Sforza et Prospero Colonna lors de la bataille de la Bicoque. Toute la province se soulève alors en réaction au gouvernement oppressif du maréchal : la France perd le Milanais en avril 1522.
L’année 1523 est également le théâtre d'une affaire initialement franco-française mais dont les conséquences dépassent les frontières du royaume. Le connétable Charles de Bourbon, en butte depuis son veuvage (1521) aux manœuvres de François Ier pour satisfaire les revendications de Louise de Savoie sur le Bourbonnais et la vicomté de Châtellerault, et s'estimant mal récompensé par François Ier, s’accorde avec Charles Quint au service duquel il passe, pour devenir lieutenant général de ses armées.

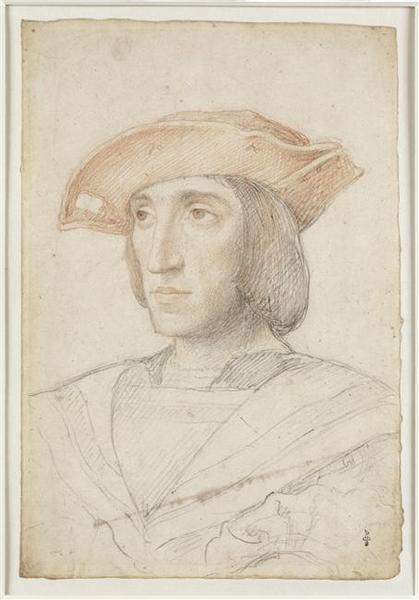
Portrait supposé du connétable Charles III de Bourbon. Dessin de Jean Clouet, Chantilly, musée Condé.
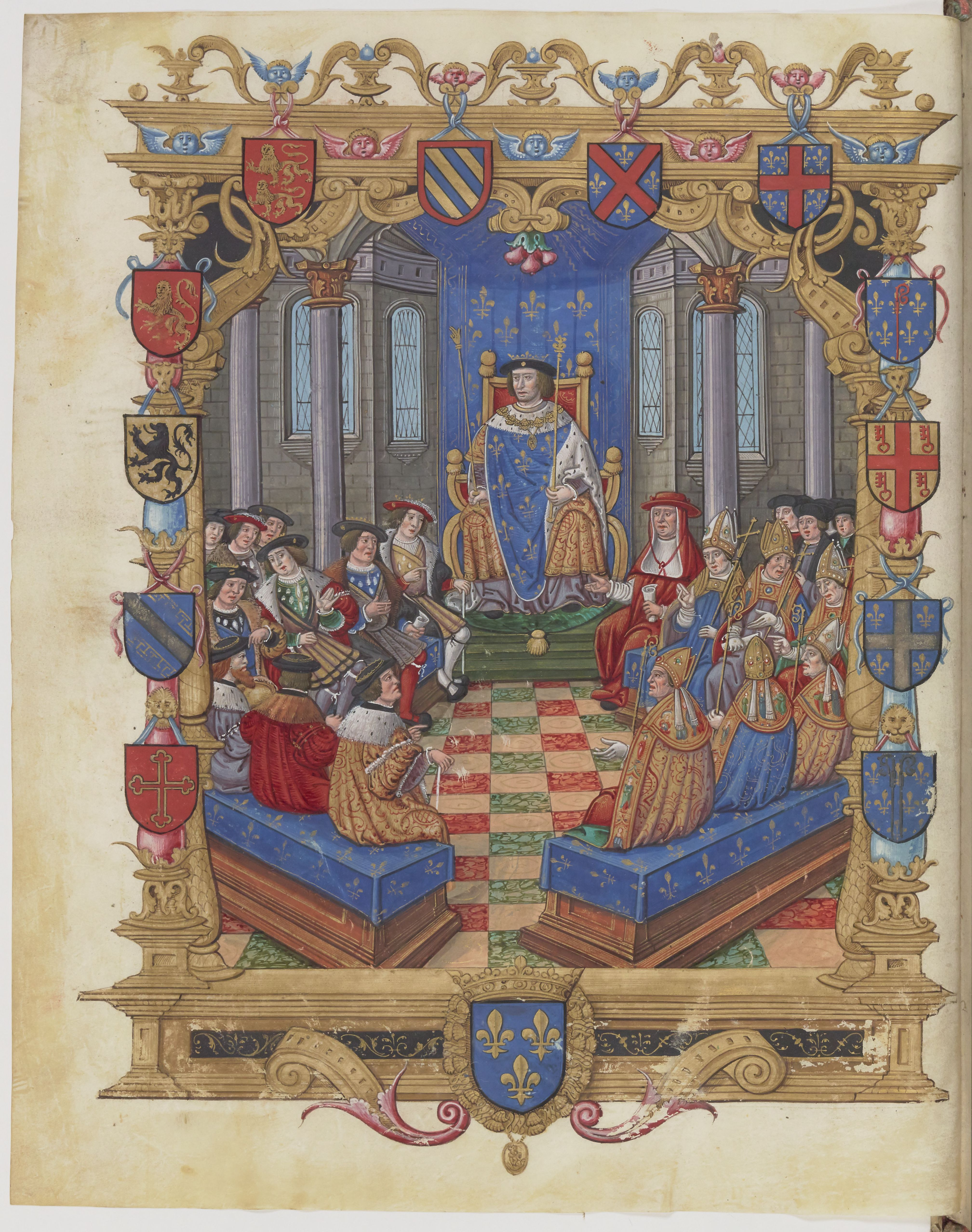
François Ier présidant un lit de justice. Miniature en frontispice du Registre du procès criminel du connétable de Bourbon, atelier d'Étienne Colaud, vers 1528-1535, Paris, BnF, Ms. Français 5109, fo A vo.

Cette défection retarde la contre-offensive de François Ier sur Milan. En 1524, Guillaume Gouffier de Bonnivet prend la tête de l’armée qui doit reconquérir Milan mais trouve Charles de Bourbon sur son chemin, et doit se retirer sur la Sesia. Blessé, il confie son arrière-garde à Bayard, qui succombe lui-même le 30 avril 1524. La voie est ouverte aux armées impériales pour une invasion par la route de Lyon, offensive préconisée par Charles de Bourbon. Charles Quint préfère attaquer par la Provence et, en août et septembre 1524, fait mettre le siège devant Marseille, qu’il échoue à prendre. François Ier en profite pour reprendre l’initiative et conduit lui-même son armée au-delà des Alpes pour arriver le 28 octobre sous les murs de Pavie. La ville défendue par Antonio de Leiva, reçoit les renforts du vice-roi de Naples, Charles de Lannoy. Mal conseillé par Bonnivet et malgré l’avis de Louis de la Trémoille, François Ier engage la bataille dans la hâte. L’artillerie, mal placée, doit cesser le feu sous peine de tirer dans les rangs français. L’armée ne peut résister aux troupes impériales ; Bonnivet, La Palice et La Trémoille sont tués. La défaite de Pavie, le 24 février 1525, s'avère grave pour François Ier qui, blessé au visage et à la jambe, remet son épée à Charles de Lannoy et se voit retenu prisonnier dans la forteresse de Pizzighettone puis transféré à Gênes et à partir de juin 1525 dans différentes résidences espagnoles, Barcelone, Valence et enfin l'alcazar de Madrid. François Ier est le troisième souverain français capturé sur un champ de bataille.

Défaite de Pavie et capture du roi
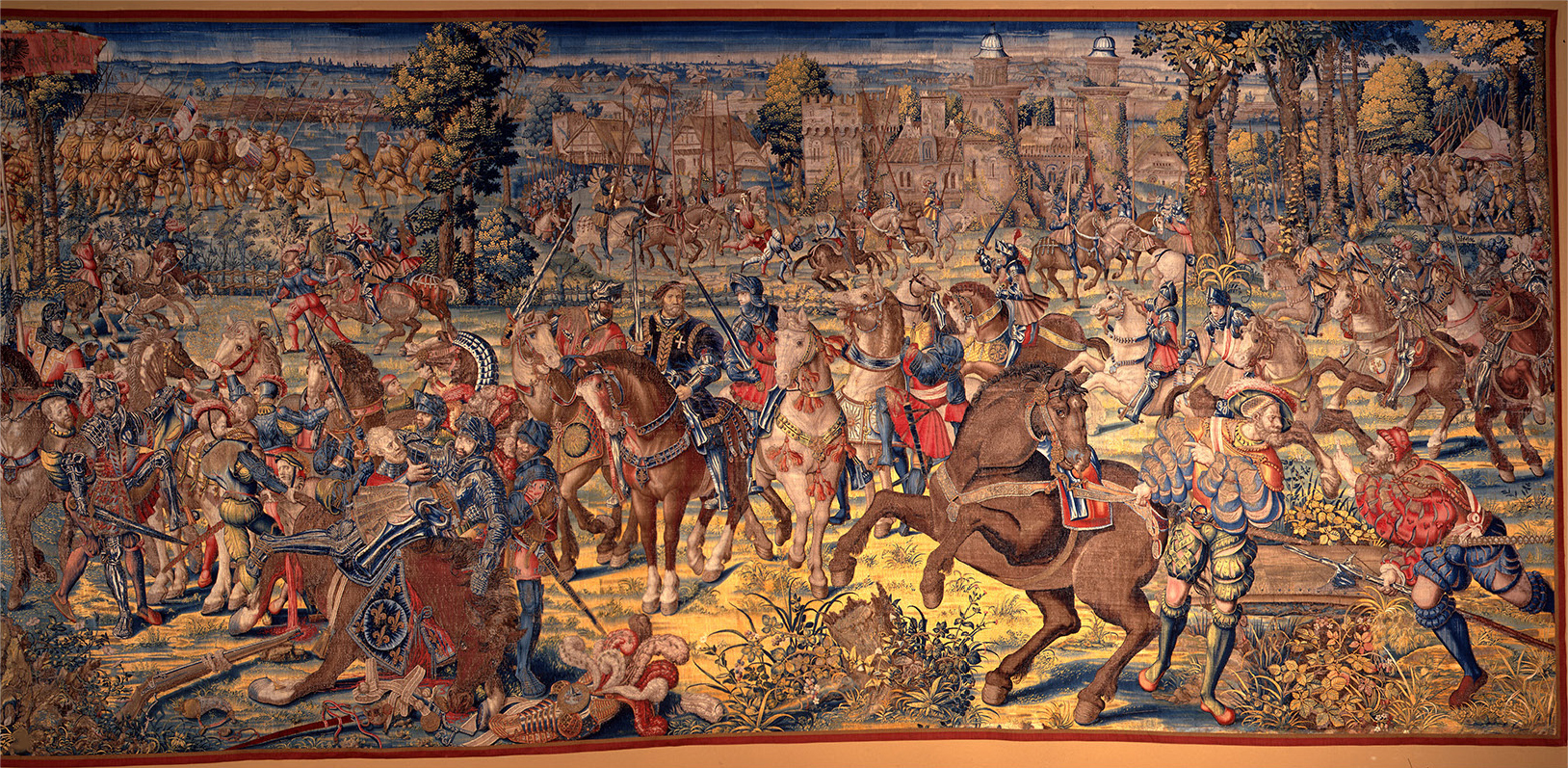
Tapisserie de Bernard van Orley, entre 1528 et 1531, Naples, musée de Capodimonte.
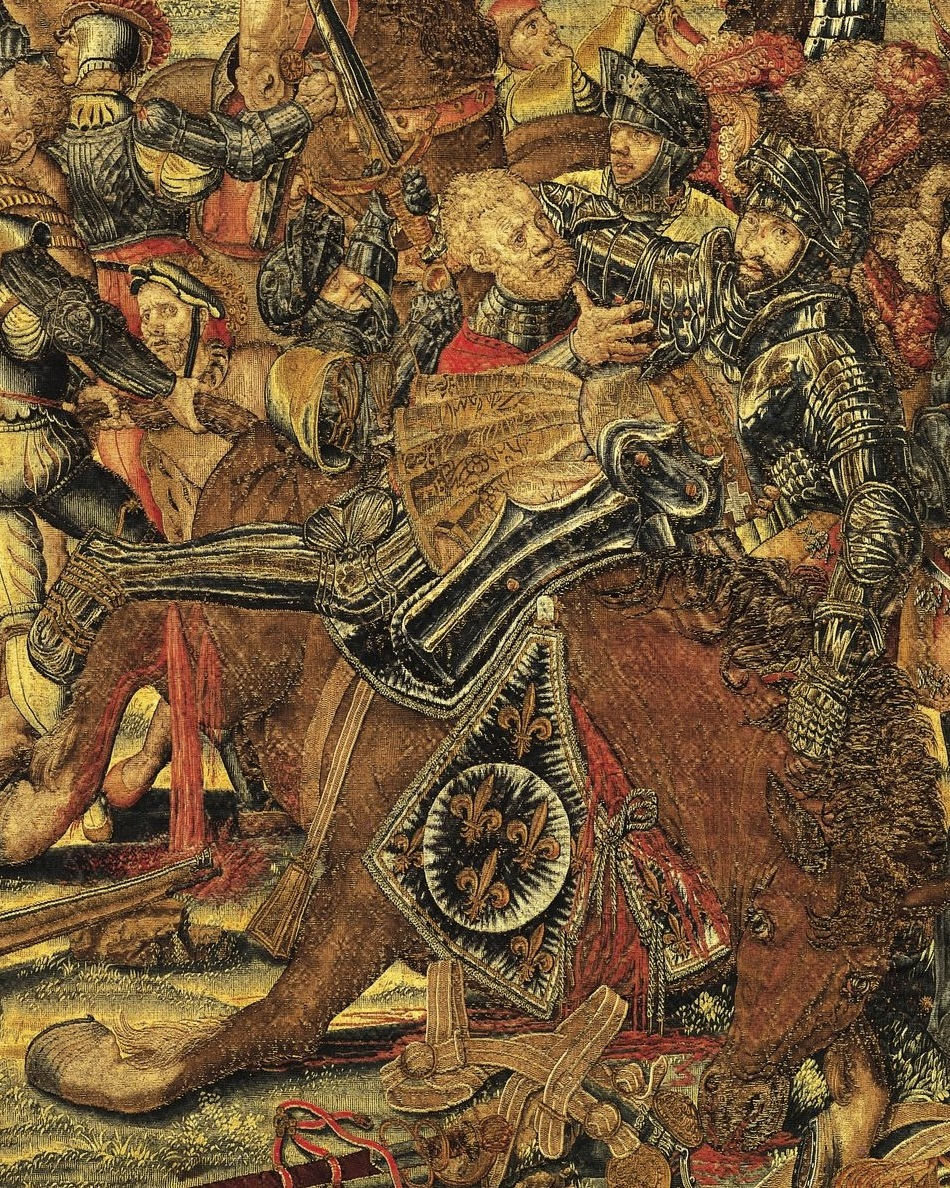
Capture de François Ier (détail de la tapisserie).

À l'alcazar, François Ier est retenu dans une grande tour avec une vue prenante sur le Manzanares. Durant sa détention, on dit que sa future femme, Éléonore de Habsbourg, sœur de Charles Quint, gravit souvent les marches de la tour pour admirer le roi de France dont elle tombe amoureuse. Elle reste souvent plusieurs heures à contempler François, qui tente lui d'apaiser sa solitude dans les lettres qu'il rédige pour sa maîtresse, la comtesse de Châteaubriant. Elle écrit même à la mère du roi, Louise de Savoie, pour témoigner de son admiration envers son fils, assurant que si elle pouvait le délivrer elle le ferait. Éléonore n'est cependant pas la seule à tomber sous le charme du souverain, durant ses nombreux transferts François Ier suscite la sympathie des peuples qu'il rencontre [source insuffisante].
François Ier reste prisonnier jusqu’à la signature, le 14 janvier 1526, du traité de Madrid, qui met fin à la guerre. Le roi de France doit céder le duché de Bourgogne et le Charolais, renoncer à toute revendication sur l’Italie, les Flandres et l’Artois, réintégrer Charles de Bourbon au sein du royaume de France, restituer les terres de celui-ci, et épouser Éléonore de Habsbourg, sœur de Charles Quint. François est libéré en échange de ses deux fils aînés, le dauphin François de France et Henri de France (futur Henri II). François Ier, lors de sa captivité à Madrid, avait fait le vœu d’un voyage de dévotion à Notre-Dame du Puy-en-Velay et à la basilique Saint-Sernin de Toulouse, s’il obtenait sa délivrance. En 1533, il honore sa promesse et se voit accueilli avec liesse dans de nombreuses villes de provinces.

##### Deuxième conflit avec l'Empire (1527-1529)
Charles Quint ne tire pas grand profit de ce traité, que François avait d’ailleurs jugé bon de déclarer inexécutable la veille de sa signature. Le 8 juin, les états de Bourgogne déclarent solennellement que la province entend rester française. De surcroît, Louise de Savoie n’étant pas restée inactive pendant sa régence, une ligue contre l’empire est scellée à Cognac, à laquelle participent la France, l’Angleterre, le pape et les principautés italiennes (Milan, Venise et Florence). Le 6 mai 1527, le connétable Charles de Bourbon est tué dans l'assaut qu'il donne à Rome. Ses troupes vengeront sa mort en mettant à sac la ville.
Une suite de défaites et de victoires des deux camps en Italie amène Charles Quint et François Ier à laisser Marguerite d’Autriche, tante de l’empereur, et Louise de Savoie, mère du roi, négocier un traité qui amende celui de Madrid : le 3 août 1529, à Cambrai, est signée la « paix des Dames », ratifiée ensuite par les deux souverains. François Ier épouse Éléonore, recouvre ses enfants moyennant une rançon de 2 000 000 d'écus (soit 6,86 tonnes d'or) et garde la Bourgogne ; en revanche, il renonce à l’Artois, à la Flandre et à ses vues sur l’Italie.

##### Nouvelles alliances avec l'Empire ottoman et les princes protestants
En fait, François Ier n’abandonne pas ses prétentions et s’ouvre à de nouvelles alliances quelque peu surprenantes pour un roi « très chrétien ».

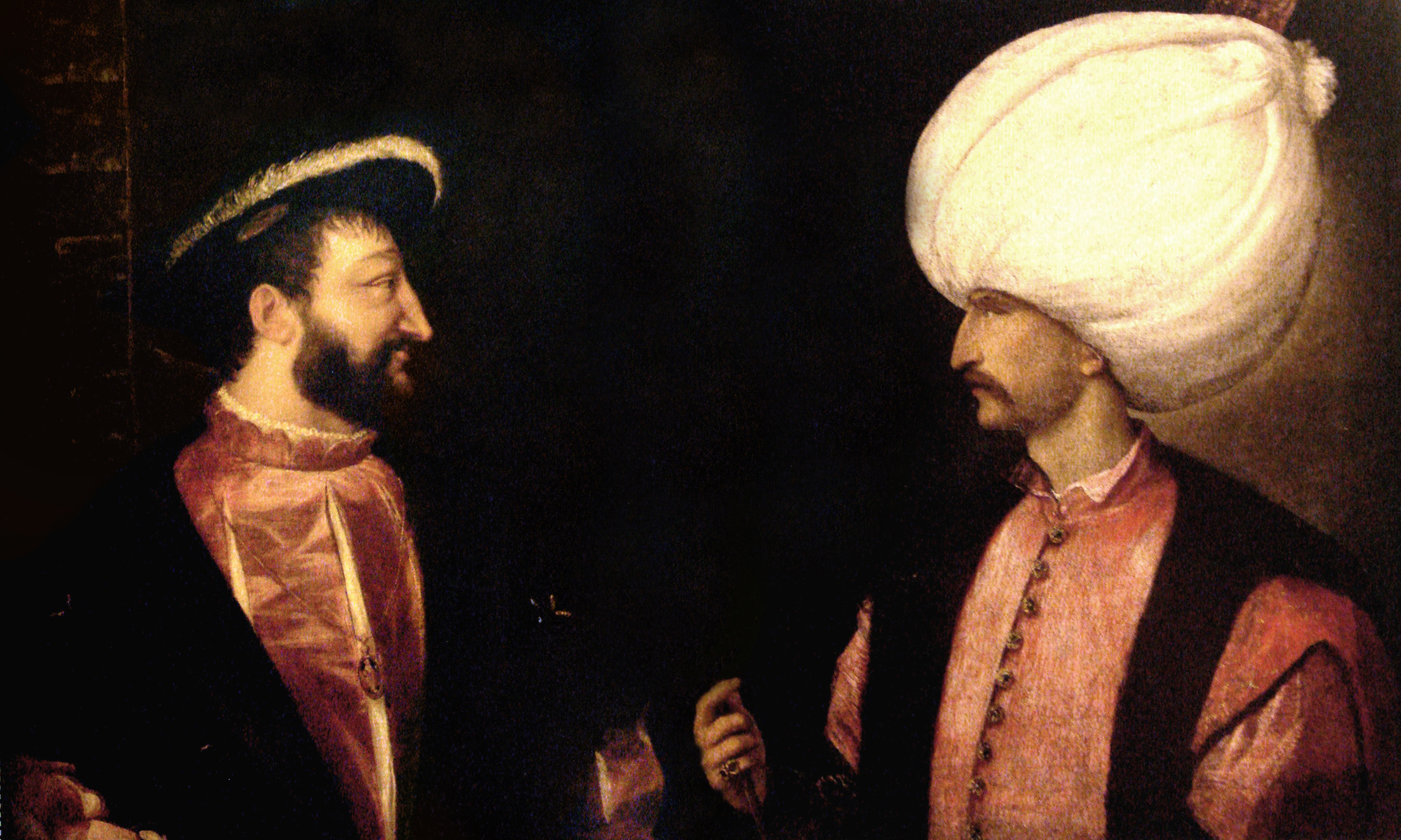
François Ier (à gauche) et Soliman le Magnifique (à droite) scellent l'alliance franco-ottomane.
Tous deux ont été peints séparément par Titien en 1530. N'ayant pas rencontré les souverains, l'artiste a probablement pris pour modèle leurs profils sur des médailles.

En 1528, il fait appel à Soliman le Magnifique afin de restituer aux chrétiens de Jérusalem une église que les Turcs avaient transformée en mosquée. Le sultan accepte cette demande, et initie une succession d'accords entre la France et l'Empire ottoman qu'on appellera « capitulations ». Aucun traité d’alliance proprement dit n’est signé mais une coopération étroite permet aux deux puissances de combattre efficacement la flotte espagnole en Méditerranée, au grand scandale de l’Europe chrétienne. François Ier use d’un intermédiaire pour discuter avec le sultan : il s’agit d’un des premiers cas connus de l’usage d'un diplomate pour négocier et non transmettre un simple message. Celui-ci, par précaution, demeure quand même emprisonné pendant un an à Constantinople.
En 1536, la France devient la première puissance européenne à obtenir des privilèges commerciaux en Turquie. Ceux-ci autorisent les navires français à naviguer librement dans les eaux ottomanes et chaque navire appartenant aux autres pays a l’obligation de battre pavillon français et demander la protection des consuls français pour commercer. Outre cela, la France obtint le droit de posséder une chapelle d’ambassade à Constantinople dans le quartier Galata. Ces privilèges assurent également une certaine protection de la France sur les populations catholiques de l’Empire ottoman.
D'autre part, François Ier entend profiter des dissensions internes de l’Empire et signe, le 26 octobre 1531 à Saalfeld, un traité d’alliance avec les protestants de la ligue de Schmalkalden. La France ne rejoint pas la ligue, mais promet une aide financière.

##### Les deux derniers conflits (1536-1546)

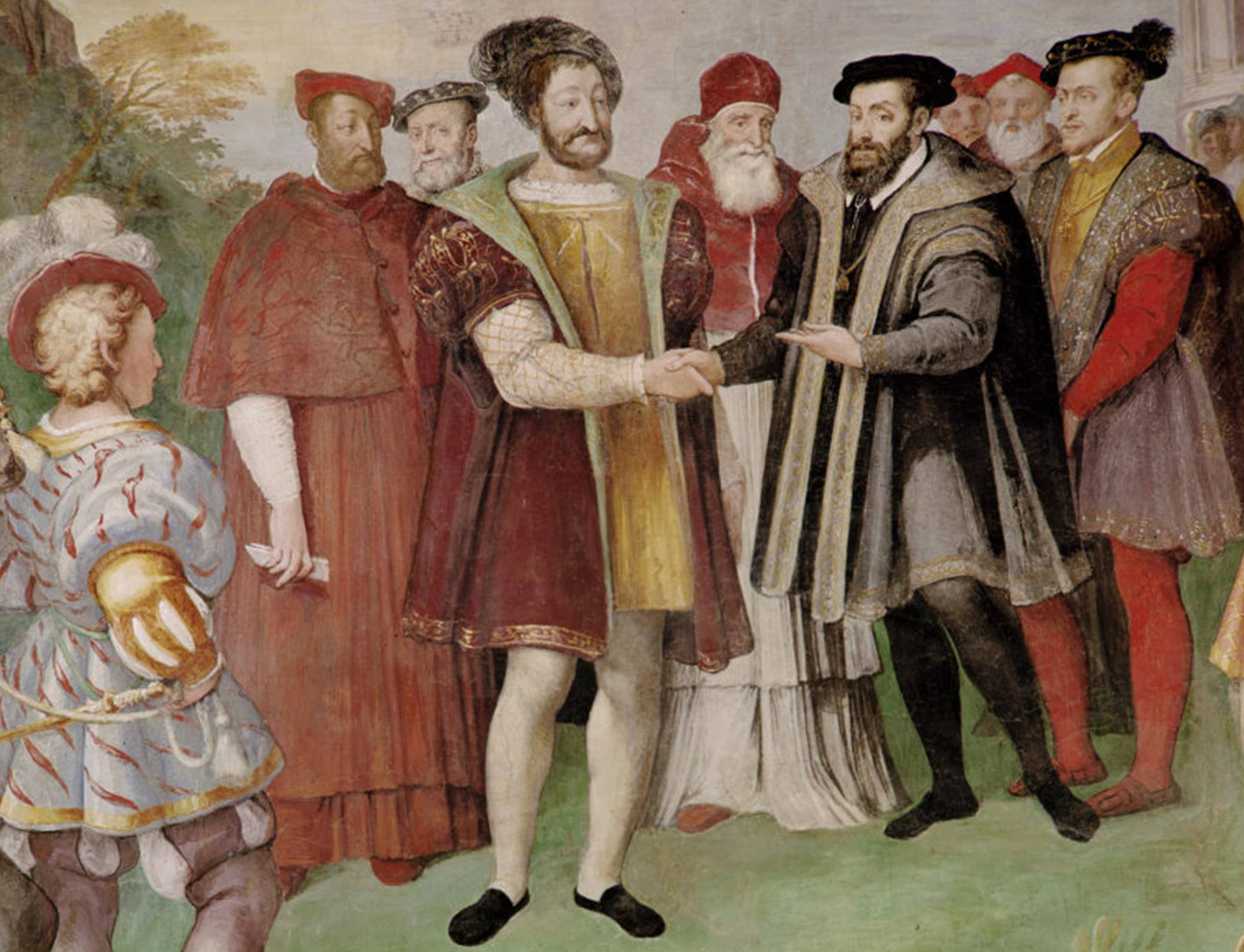
Sous l'égide du pape Paul III, la paix de Nice entre François Ier et Charles Quint met un terme à la huitième guerre d'Italie en 1538. Toile de Taddeo Zuccari, XVIe siècle.

L’empereur et le pape finissent par aplanir leur différend : en 1530, à Bologne, Charles Quint reçoit la couronne impériale des mains de Clément VII. Le 7 août, François Ier épouse la sœur de Charles Quint, Éléonore de Habsbourg, veuve du roi Manuel Ier de Portugal.
En 1535, à la mort du duc de Milan François II Sforza, François Ier revendique l’héritage du duché. Au début de 1536, 40 000 soldats français envahissent le duché de Savoie et s’arrêtent à la frontière lombarde, dans l’attente d’une éventuelle solution négociée. En juin, Charles Quint riposte et envahit la Provence, mais se heurte à la défense du connétable Anne de Montmorency. Grâce à l’intercession du pape Paul III, élu en 1534 et partisan d’une réconciliation entre les deux souverains, le roi et l’empereur signent le 18 juin 1538 la paix de Nice et se réconcilient lors de l'entrevue d'Aigues-Mortes le 15 juillet 1538, promettant de s’unir face au danger protestant. En signe de bonne volonté, François Ier autorise même le libre passage à travers la France afin que Charles Quint puisse aller mater une insurrection à Gand.
Charles Quint ayant refusé, malgré ses engagements, l’investiture du duché de Milan à un des fils du roi, une nouvelle guerre éclate en 1542. Le 11 avril 1544, François de Bourbon-Vendôme, comte d’Enghien, à la tête des troupes françaises, défait le marquis Alfonso de Avalos, lieutenant général des armées de Charles Quint à la bataille de Cérisoles. Cependant, les troupes impériales, avec plus de 40 000 hommes et 62 pièces d’artillerie, ont traversé la Lorraine, les Trois-Évêchés et franchi la frontière. Mi-juillet, une partie des troupes assiège la place forte de Saint-Dizier, tandis que le gros de l’armée poursuit sa marche vers Paris. De graves problèmes financiers empêchent l’empereur de solder ses troupes, où se multiplient les désertions. De son côté, François Ier doit également faire face au manque de ressources financières, ainsi qu’à la pression des Anglais qui assiègent et prennent Boulogne-sur-Mer. Les deux souverains, s'en remettant aux bons office du jeune duc François Ier de Lorraine, filleul du roi de France et neveu par alliance de l'empereur, finissent par consentir à une paix définitive en 1544. Le traité de Crépy-en-Laonnois reprend l’essentiel de la trêve signée en 1538. La France perd sa suzeraineté sur la Flandre et l’Artois et renonce à ses prétentions sur le Milanais et sur Naples, mais conserve temporairement la Savoie et le Piémont. Charles Quint abandonne la Bourgogne et ses dépendances et donne une de ses filles en mariage, dotée du Milanais en apanage, à Charles, duc d’Orléans et deuxième fils du roi.

##### Les relations personnelles avec Charles Quint

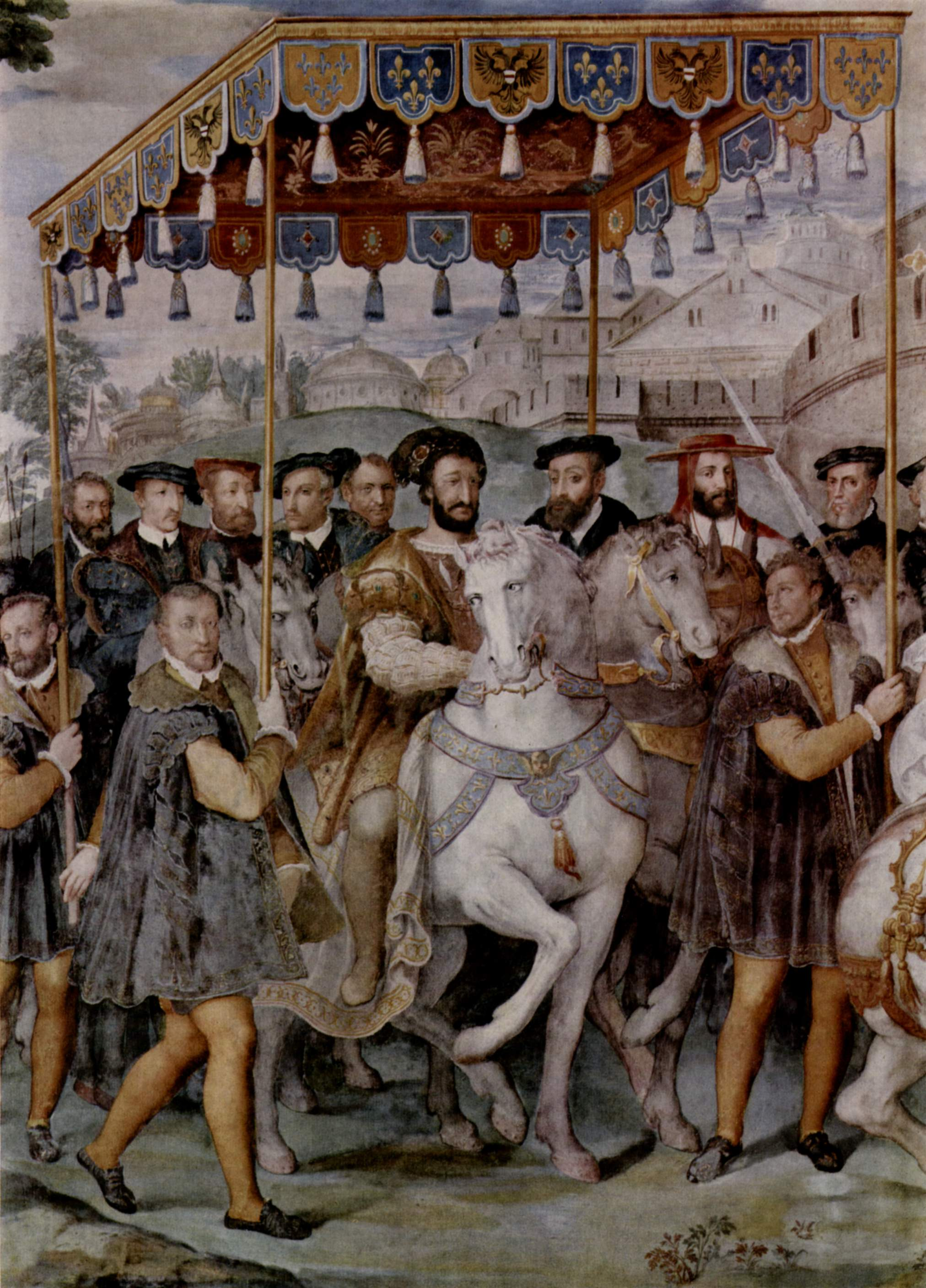
François Ier, Charles Quint et le cardinal Farnèse à Paris en 1540, fresque de Taddeo Zuccaro, achevée en 1565-1566, Villa Farnèse.

Bien que François Ier et Charles Quint ne s’apprécient guère, ils se témoignent en public tout le respect qui s’impose lors de visites officielles. Ainsi, François Ier reçoit plusieurs fois Charles, notamment au Louvre, juste avant que les travaux du nouveau Louvre ne commencent. Charles Quint demandant à François Ier de le laisser traverser la France pour mater une révolte en Flandres, est reçu par le roi en janvier 1540 et, accompagné de celui-ci, fait une entrée à Paris, après être passé par Bordeaux, Poitiers (le 8 décembre 1539), et Orléans. Il visite ainsi Fontainebleau, où François Ier lui fait découvrir la nouvelle galerie récemment achevée. La communication politique et la diplomatie s'érigent en outil de parade dans le but d'impressionner l’adversaire.
Les deux chefs d’État cherchent aussi à créer des liens familiaux pour donner un sentiment de paix et d’entente. François Ier offre sa fille Louise (qui meurt en bas âge) en mariage à Charles Quint, et ce dernier est à l’origine du mariage de sa sœur Éléonore avec François Ier en 1530.

#### L'Amérique du Nord
Lorsque François Ier accède au pouvoir, la France ne s’intéresse guère aux grandes découvertes et limite ses périples maritimes aux actions de contrebande et aux actes de piraterie sur la côte africaine. Pourtant, la France possède tous les atouts d’une grande puissance coloniale et navale : elle est dotée d’une longue façade maritime, de nombreux ports et de marins de qualité. Néanmoins, les prédécesseurs de François Ier avaient privilégié les conquêtes méditerranéennes. La France avait été ainsi distancée dans la course vers l'Amérique par l'Espagne, le Portugal et l'Angleterre.
C’est donc sous le règne de celui-ci que naît le premier engouement français pour les Amériques. Le roi de France s'attache à desserrer le contrôle du Nouveau Monde mis en place par les royaumes ibériques avec l'appui de la papauté (bulle pontificale de 1493 Inter Cætera modifiée par le traité de Tordesillas de 1494) en limitant la portée de la bulle aux territoires déjà découverts à cette date, limitation qu'il n'obtient que sous la forme d'une déclaration de Clément VII en 1533. François Ier peut donc pousser ses envoyés vers les territoires demeurant encore hors tutelle ibérique. Les protestations espagnoles nées de cette politique sont à l'origine de la répartie du roi de France : « Je voudrais bien voir la clause du testament d’Adam qui m’exclut du partage du monde ».
Ainsi, les navires de l'armateur dieppois Jean Ango reconnaissent les côtes de Terre-Neuve, descendent en Guinée puis au Brésil, et contournent le Cap jusqu’à Sumatra. En 1522, l’un de ses capitaines, Jean Fleury, intercepte deux caravelles espagnoles venant de la Nouvelle-Espagne et transportant les trésors offerts par Cortès à Charles Quint. Cette découverte fait prendre conscience à la cour de France de l’importance du Nouveau Monde et des richesses qu’il peut contenir.
En 1523, François Ier commence à encourager les explorations en Amérique du Nord. Il prend sous son égide le Florentin Giovanni da Verrazzano et met à sa dispositions le vaisseau royal La Dauphine, laissant à Jean Ango et aux capitaux florentins le soin de financer l’expédition. Verrazano atteint l’Amérique du Nord et la Floride (qu'il baptise du nom de Franciscane), cartographie Terre-Neuve, puis fonde La Nouvelle-Angoulême (site de la future Nouvelle-Amsterdam, rebaptisée New York en 1664), en hommage à la famille du roi de France, avant de poursuivre vers le Brésil et les Antilles. Son objectif consiste à trouver un passage vers le nord-ouest menant directement aux Indes. Ses conclusions s'avèrent éloquentes : « C’est une terre inconnue des anciens, […] plus grande que l’Europe, l’Afrique et presque que l’Asie ». Il donne le nom de « Nouvelle-France » aux territoires découverts.
En 1534, Jean Le Veneur, évêque de Lisieux et grand aumônier du roi, conseille à François Ier d’envoyer le Malouin Jacques Cartier en expédition pour découvrir « certaines îles et pays où l’on dit qu’il se doit trouver grande quantité d’or et autres riches choses ». C’est la naissance de la Nouvelle-France et du Canada en tant que colonie française.
Parti de Saint-Malo le 20 avril 1534, Cartier traverse l’Atlantique en seulement trois semaines. Le 24 juillet, il prend possession de la côte de Gaspé, puis revient à Saint-Malo le 5 septembre. Soutenu par François Ier, il repart le 15 mai 1535 à la tête de trois navires. Il découvre l’embouchure du Saint-Laurent, remonte le fleuve et fonde le poste de Sainte-Croix (future Québec), puis atteint un village sur une colline, Hochelaga, qu’il rebaptise « Mont-Royal » (future Montréal). Il nomme « Canada », d'après un mot iroquois, une partie du territoire qu'il découvre. Remontés à Sainte-Croix, les Français y restent bloqués par les glaces entre novembre 1535 et avril 1536. Cartier repart, pour la France, considérablement affaibli et arrive à Saint-Malo le 16 juillet 1536. La guerre avec Charles Quint ne facilite pas la mise en place d’une nouvelle expédition. À l'automne 1538 François Ier prend néanmoins connaissance du « Mémoire des hommes et provisions nécessaires pour les Vaisseaux que le Roy voulait envoyer en Canada ». Pour gouverner cette province d’outre-mer, François Ier choisit le Languedocien Jean-François de La Rocque de Roberval, militaire expert en fortification. Jacques Cartier quitte Saint-Malo le 23 mai 1541 à la tête de cinq navires chargés de vivres pour deux ans et transportant plusieurs centaines d’hommes. Ceux-ci sont « de bonne volonté et de toutes qualitez, artz et industrie ». Sa mission est de se rendre aux pays de « Canada et Ochelaga et jusques en la terre de Saguenay, s'il peult y aborder ». Il fonde une colonie qu’il nomme Charles-Bourg à une quinzaine de kilomètres de l'île de Sainte-Croix. Après des complications avec les populations amérindiennes et un hivernage difficile, Cartier décide de regagner la France. Le 8 juin, il croise, à Terre-Neuve, Roberval qui arrive seul à la colonie en juillet. En octobre 1543, il est de retour en France.

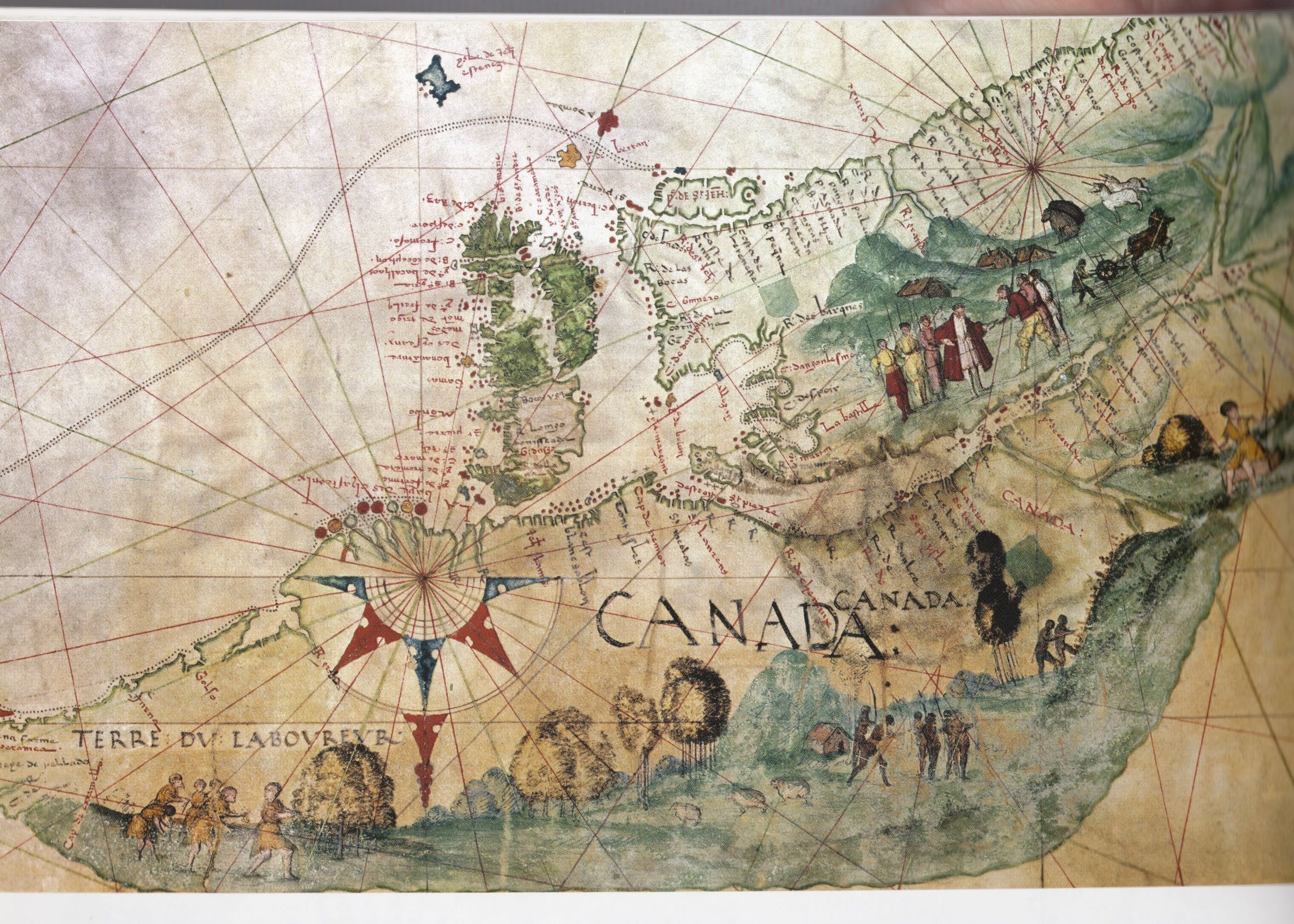
Carte montrant la nouvelle terre de « Canada », produite vers 1542 par l'École de Dieppe, basée sur les écrits de Cartier 1535-1536.

Cette tentative française en Amérique du Nord se solde donc par un échec, car aucune colonie viable n'a pu être établie, mais la prise de possession de territoires nord-américains remet en cause le monopole colonial espagnol et ouvre des perspectives pour l’avenir, notamment pour Samuel de Champlain au début du XVIIe siècle.
De nos jours, François Ier est encore vu comme le premier roi du Canada. Les murs du Sénat du Canada arborent son portrait, lequel est un symbole de l'une des plus anciennes successions royales ininterrompues au monde, de François Ier en 1534 à Charles III, roi du Canada depuis 2022.

### Politique intérieure

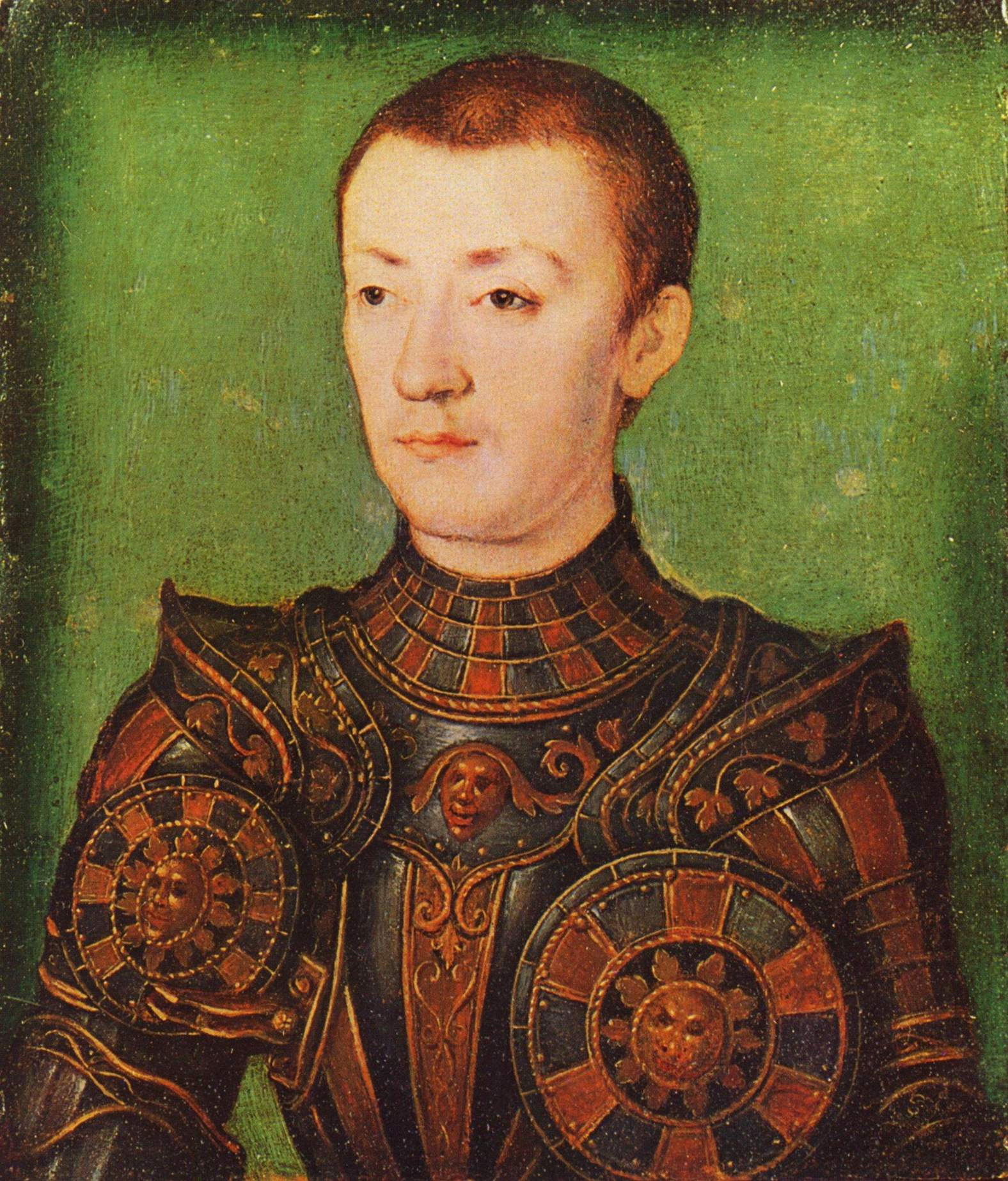
Le jeune prince Henri forme à la cour de son père un parti d’opposition contre la maîtresse en titre, Anne de Pisseleu.
Tableau de Corneille de Lyon, vers 1536,, Galleria Estense, Modène.

Alors que le roi érige de nombreux châteaux et guerroie sans cesse, il déséquilibre sérieusement le budget du royaume. À la fin de son règne, Louis XII s’inquiétait déjà d’un François très dépensier. Le beau-père du roi avait laissé une France en bonne santé économique avec une monarchie au pouvoir renforcée sur le pouvoir des féodaux. François Ier continue de consolider l’emprise de la couronne sur le pays mais, en même temps, détériore la situation économique du royaume.
Lorsque François Ier accède au trône de France, son royaume compte environ 18 millions d’habitants, ce qui constitue le pays unifié le plus peuplé d’Europe. 85 % de la population française est paysanne, mais la productivité de l’agriculture, basée essentiellement sur la polyculture et les céréales, demeure faible (5 quintaux par hectare), et la pénurie, fréquente. En revanche, l’horticulture progresse avec notamment la culture des carottes, betteraves, artichauts, melons, choux-fleurs et mûriers. Quant aux villes, leur croissance suit le développement de l’artisanat.

#### Le gouvernement deFrançoisIer
Le règne de François Ier voit un renforcement de l’autorité royale jetant les bases de l’absolutisme tel que pratiqué plus tard par Louis XIV. Le défenseur le plus ardent de la suprématie royale s'avère le jurisconsulte Charles du Moulin. Pour lui, le roi seul, et aucun autre seigneur ou officier, bénéficie de l'imperium.
La cour (estimée entre 10 000  et   15 000 personnes,) toujours itinérante forme le véritable cœur du pouvoir. Bien qu’entouré de son Conseil (le Grand Conseil, le Conseil des parties ou Conseil privé et le Conseil étroit, ce dernier chargé des décisions importantes de l’État), le roi apparaît de plus en plus comme la source unique de l’autorité, arbitrant en dernier ressort les initiatives de l’administration judiciaire et financière, choisissant et disgraciant ses favoris, ses ministres et ses conseillers.
Au début de son règne, François Ier maintient en faveur plusieurs serviteurs de son prédécesseur : La Palisse et Gaspard Ier de Coligny, font passer à quatre le nombre de maréchaux. La Trémoille prend de hautes responsabilités militaires. Il confirme également Florimond Robertet comme étant le « père des secrétaires d’État ». La Palisse cède l’office de grand maître à Artus Gouffier de Boissy, ancien gouverneur du roi. Guillaume Gouffier de Bonnivet devient amiral de France en 1517 ; Le cardinal Antoine Duprat, magistrat d’origine bourgeoise, chancelier de France ; enfin, Charles III de Bourbon reçoit l’épée de connétable. La mère du roi, Louise de Savoie exerce une influence non négligeable sur les affaires du pays. Élevée au rang de duchesse, elle fait partie du conseil privé du roi et se voit nommée par deux fois régente du royaume. Jusqu’en 1541, Anne de Montmorency, nommé premier gentilhomme de la chambre du roi, connaît la faveur royale et une carrière politique éclatante. François Ier compte aussi sur ses conseillers l'amiral de France Claude d'Annebault et le cardinal de Tournon pour l’exécution des décisions financières.

#### Rapport du roi à la religion
François Ier est considéré comme un roi très chrétien et bon catholique. Bien qu’il ne soit peut-être pas aussi pieux que sa sœur Marguerite de Navarre, il prie chaque matin dans sa chambre, se rend à la messe après le Conseil des affaires et communie régulièrement. François Ier prend également part aux pèlerinages : dès son retour d’Italie en 1516, il se rend à la Sainte-Baume en Provence sur le tombeau de Marie-Madeleine. Plus tard, il part à pied avec ses courtisans rendre hommage au Saint-Suaire à Chambéry.

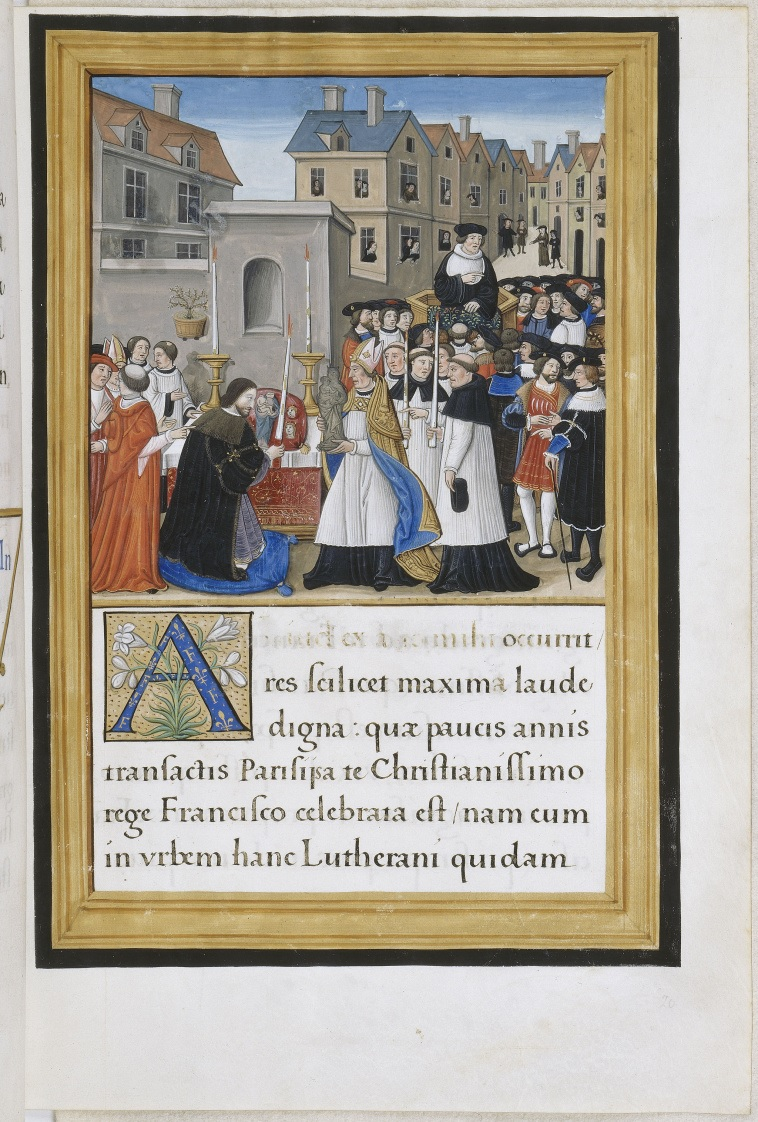
François Ier (roi de France) prend part à une cérémonie de réparation ordonnée à la suite de la mutilation par les luthériens d'une statue de la Vierge à Paris.
Panégyrique de François Ier, atelier d'Étienne Colaud vers 1531, Chantilly, musée Condé, Ms. 892.

Après plusieurs décennies de crise entre la papauté et le royaume de France, François Ier signe avec le pape Léon X le concordat de Bologne (1516).
Alors que les idées de la Réforme commencent à se répandre en France, François Ier garde initialement une attitude plutôt tolérante, sous l’influence de sa sœur Marguerite, portée sur l’évangélisme, sans rupture avec l’Église catholique. Le roi protège les membres du groupe de Meaux, persécutés durant son absence par les théologiens de la Sorbonne et, sur les conseils de sa sœur, nomme même précepteur de son fils Charles, Lefèvre d’Étaples, auparavant exilé à cause de ces persécutions.
En revanche, dès 1528, l’Église de France entreprend des actions contre le développement de la nouvelle religion et propose aux réformés le choix entre l’abjuration et le châtiment. L’influence de Marguerite de Navarre se trouve contrariée par celle de deux puissants conseillers proches du roi : les cardinaux Antoine Duprat et François de Tournon.
Devant les actes de vandalisme perpétrés contre les objets du culte romain, François Ier se montre implacable et favorise la poursuite en justice des réformés. Face aux actes iconoclastes, le roi participe personnellement aux cérémonies destinées à effacer ce qui est considéré pour l’époque comme un crime. Survient en octobre 1534 l’affaire des Placards, dans laquelle François Ier estime l’autorité royale bafouée et qui accélère en réaction le processus de persécution des protestants et l’amorce des guerres de Religion en France.
L’épisode le plus douloureux de cette répression, qui ternit la fin de règne de François Ier, s'avère le massacre des Vaudois du Luberon, ralliés aux thèses de Calvin, des villages de Cabrières, Mérindol et Lourmarin, villages situés sur les terres de l’Église. Après publication d’un édit du Parlement d’Aix en 1540, François Ier reste au départ silencieux car il a besoin du soutien des Vaudois contre l’empereur Charles Quint, il expédie donc des lettres de grâce aux habitants persécutés en Provence pour cause de religion.
Mais la retraite de Charles Quint en 1545 change la donne. Le 1er janvier 1545, François Ier fait exécuter l'édit de Mérindol et commande une croisade contre les Vaudois de Provence, décidant ainsi de réprimer dans le sang les désordres de cette communauté. Grâce aux galères de Paulin de La Garde qui amènent des troupes du Piémont, Jean Maynier, président du Parlement d’Aix, et Joseph d’Agoult, baron d’Ollières, exécutent les ordres royaux avec un tel enthousiasme que même Charles Quint en exprimera son émotion.
Le durcissement de la politique de François Ier à l’égard de la religion réformée ressort aussi, vraisemblablement, en raison des accords secrets passés avec Charles Quint à l’occasion de la signature du traité de Crépy-en-Laonnois, accords qui obligent le roi de France à participer activement à l’éradication de la menace protestante en Europe et donc en France. Malgré ces accords, François Ier persiste dans sa politique de soutien aux princes protestants d’Allemagne.[réf. nécessaire]

#### Ordonnance de Villers-Cotterêts

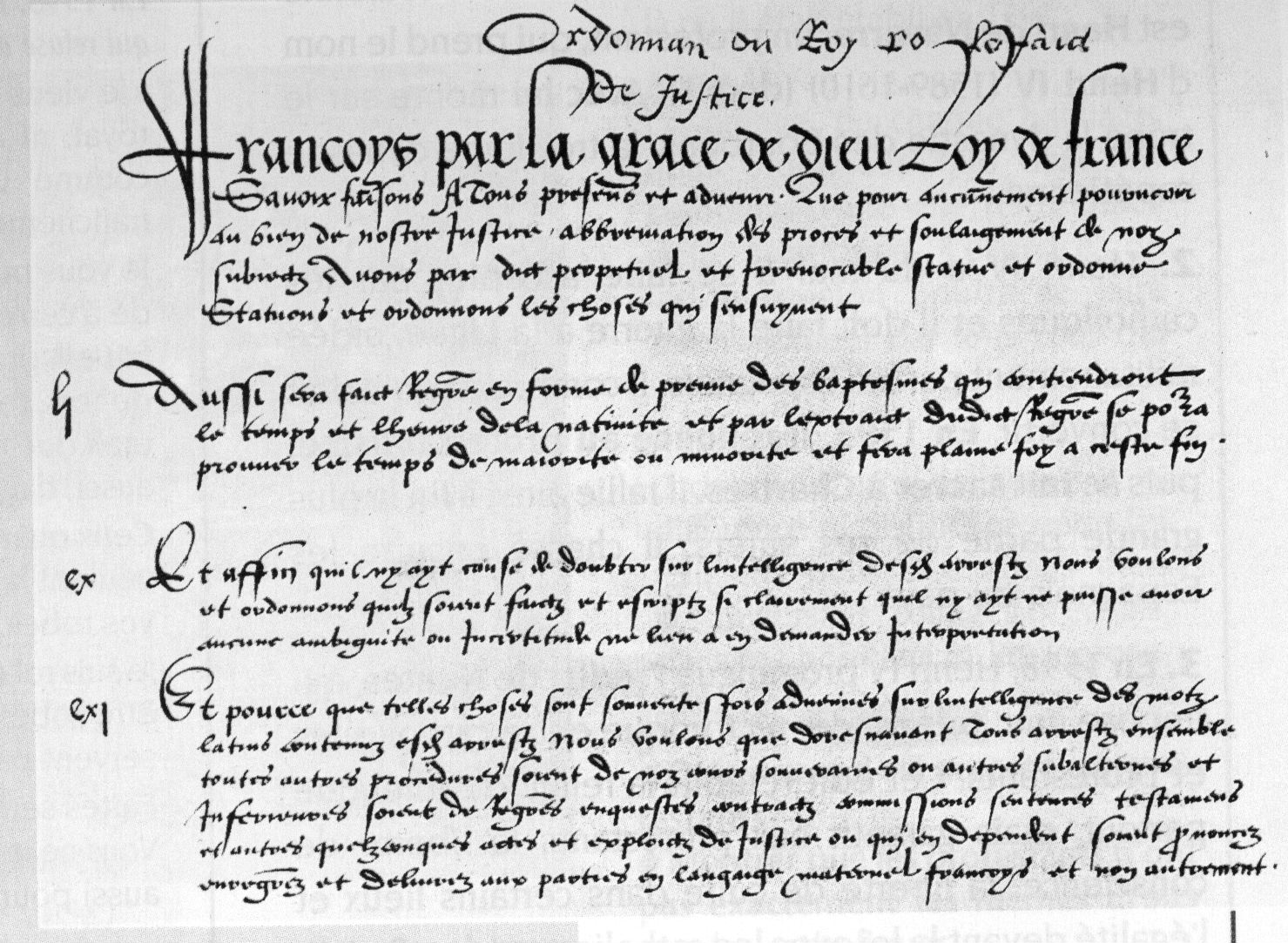
Extrait de l’ordonnance royale de Villers-Cotterêts.

Dans son château de Villers-Cotterêts, en 1539, François signe l'ordonnance royale, élaborée par le chancelier Guillaume Poyet, qui fait du français la langue officielle exclusive de l'administration et du droit, en lieu et place du latin. Le même document impose aux prêtres d’enregistrer les naissances et de tenir à jour un registre des baptêmes. C’est le début officiel de l’état civil en France. C'est grâce à cette ordonnance et d'autres lois qu'il va pouvoir affirmer son pouvoir administratif.

#### La politique financière
Les constructions se révèlent constituer un gouffre financier alors que l’effort de guerre contre Charles Quint mobilise des sommes énormes.
Pour faire face à la situation, le roi augmente les taxes : la taille, payée par les paysans, est plus que doublée, et la gabelle, payée sur le sel, est triplée. François Ier généralise la douane et la traite foraine, augmentant ainsi la part dans les ressources du Trésor des taxes générées par les importations et les exportations de marchandises. Contrairement à la plupart de ses prédécesseurs, en particulier pour les décisions à caractère fiscal, François Ier ne convoque pas les états généraux durant son règne.
Il met en place trois mesures douanières protectionnistes. Il impose des droits de douane sur les importations de soie dans le but de protéger l'industrie de la soie de Lyon. Les deux autres mesures visent l'imposition de denrées alimentaires à l'exportation, motivée par la crainte d'une pénurie dans le royaume.
L'accroissement des différentes traites rend inopérant le système de recouvrement en usage jusqu'alors. François Ier pallie cette insuffisance administrative par l'extension à la gabelle du système de perception par la ferme. De même, le roi entend améliorer l'efficacité de l'emploi des fonds levés et l'adéquation des prélèvements avec la création en 1523 du Trésor de l'Épargne, caisse unique où doivent être apportées toutes les finances et réalisées toutes les dépenses générales de l'État. Cette nouvelle institution centralise l'activité des dix recettes générales préexistantes, qui opéraient de façon indépendante et sans coordination, laissant se développer erreurs et doubles emplois.
François Ier use aussi de nouveaux moyens pour lever des fonds. Il se sépare de pierres précieuses appartenant à la couronne et aliène des territoires royaux qui lui apportent les fonds nécessaires au financement de sa politique.

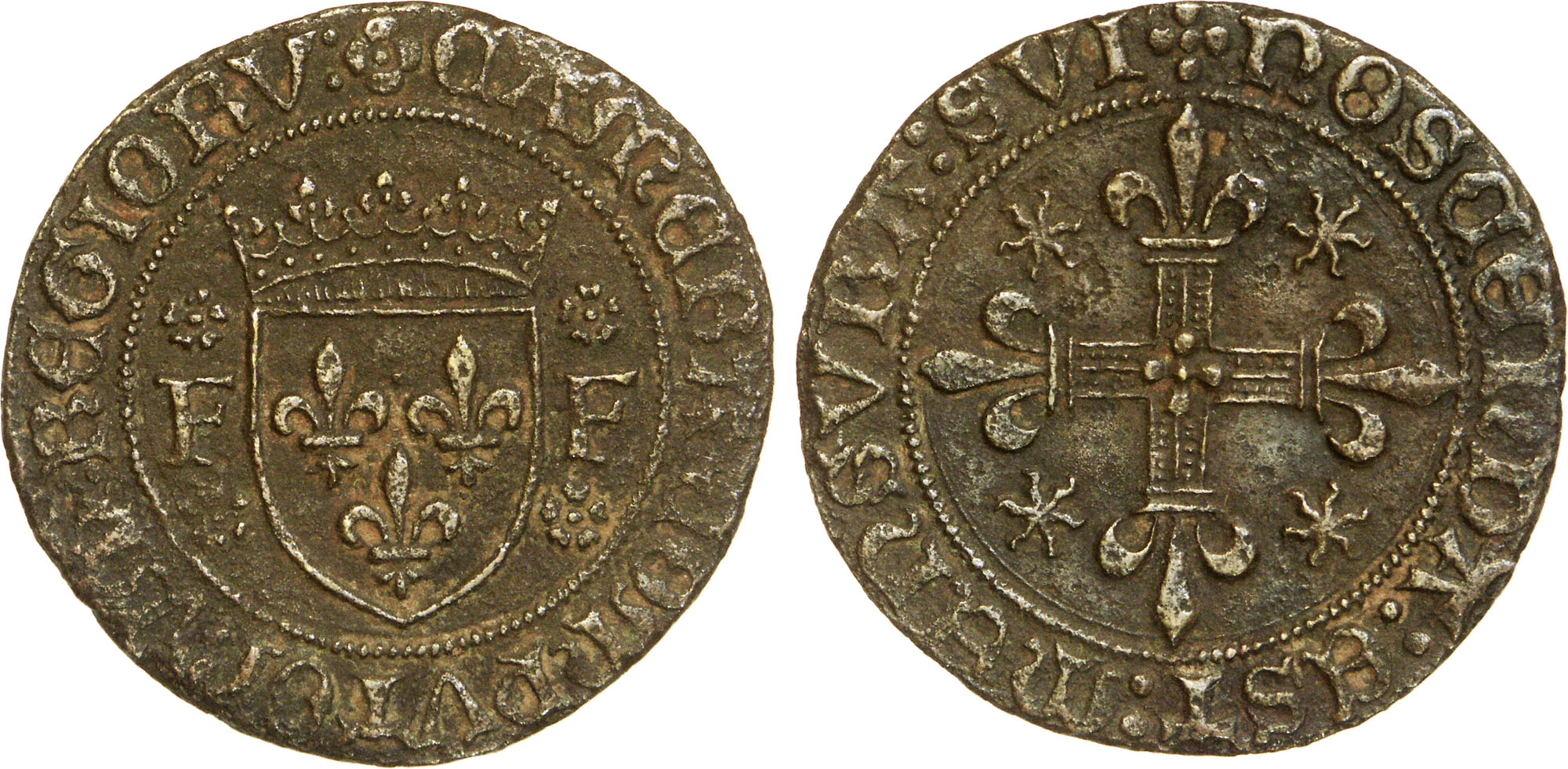
Chambre des comptes du roi sous François Ier.

Enfin, le roi innove avec la vénalité des charges et offices. Ainsi, de nombreux bourgeois et nobles de grandes familles accèdent aux plus hautes charges de l’État par leur seule fortune. Les postes les plus prisés sont les notaires et secrétaires de la Chancellerie de Paris, qui rédigent et authentifient les lois. Bien qu’il n’abuse pas de ce dernier moyen, c’est certainement le début d’un phénomène destiné à s’amplifier et donc à affaiblir plus tard l’administration du pays malgré un pouvoir de plus en plus centralisé.
Par l’édit de Châteauregnard (21 mai 1539), François Ier crée également la première loterie d’État, sur le modèles des « blancques » existant déjà dans plusieurs villes italiennes.
Enfin, comme lors de l’affaire du connétable Charles de Bourbon, François Ier ne recule pas devant les procédés douteux pour résoudre les problèmes financiers de la couronne. L’exemple le plus frappant en est le procès intenté à Jacques de Beaune, principal intendant des finances depuis 1518 et accusé lors d’un procès intenté par le roi en 1524 de détournement des fonds destinés à la campagne d’Italie. Bien qu’ayant réussi à se justifier lors de ce procès, il est arrêté en 1527, accusé de concussion, condamné à mort et exécuté au gibet de Montfaucon. Lors de sa réhabilitation, il apparaît qu’il avait surtout eu le tort d’être un créancier important de François Ier ; d'autres personnages, créanciers moins importants comme Imbert de Batarnay, n'avaient pas été inquiétés.

#### Fiefs réunis à la couronne

Le domaine royal sous François Ier, ses acquisitions et les demeures royales.

La majeure partie des acquisitions du domaine royal se limite aux fiefs de la famille de François Ier et de son épouse réunis à la couronne lors de son sacre, tel le comté d’Angoulême, érigé en duché et offert à Louise de Savoie, qui retourne à la couronne à sa mort en 1531. En 1523, le domaine du roi s’étend au duché de Bourbonnais, au comté d’Auvergne, de Clermont, de Forez, de Beaujolais, de la Marche, de Mercœur et de Montpensier (la plupart de ces terres étant confisquées au connétable de Bourbon en 1530 après sa trahison). En 1525, la couronne acquiert le duché d'Alençon, les comtés du Perche, d'Armagnac, de Rouergue et, en 1531, le dauphiné d'Auvergne.
La Bretagne se trouvait déjà en cours de rattachement au domaine royal en 1491, la duchesse de Bretagne Anne ayant épousé Charles VIII puis Louis XII. Cependant, la mort de Louis XII le 1er janvier 1515 mettait fin à l'union personnelle qui n'était pas une union réelle. François Ier en devient l'usufruitier en épousant la fille d’Anne de Bretagne, Claude de France, duchesse de Bretagne, qui décède en 1524, sans toutefois être propriétaire du duché car Louis XII avait réservé les droits de Renée de France, fille cadette d'Anne de Bretagne. En 1514, François Ier y envoie Antoine Duprat qui devient chancelier de Bretagne en 1518, en plus du titre de chancelier de France. Les héritiers de Renée seront spoliés de leur droit sur le duché. La Bretagne entre alors dans une ère assez prospère, dont la paix n’est perturbée que par quelques expéditions anglaises, telle celle de Morlaix en 1522. En 1532, année de la majorité du duc-dauphin, François Ier réunit les états de Bretagne à Vannes, début août, en demandant une union perpétuelle moyennant le respect de leurs droits et privilèges fiscaux. Menacés d'usage de la force par le lieutenant du roi René de Montejean et malgré l'opposition et protestation officielle des députés nantais Julien Le Bosec et Jean Moteil, les états de Bretagne n'abandonnent que la souveraineté mais pas la libre administration du duché par les états, assemblée nationale des Bretons. Le 13 août, il signe l’édit d'union du duché à la couronne de France. La Bretagne, jusque-là principauté du royaume, donc disposant d'une très large autonomie, devient propriété de la couronne et symbolise la réussite de François Ier dans son agrandissement territorial du domaine royal. Le 14 août, à Rennes, il fait couronner son fils qui devient François III de Bretagne.
Claude de France, lors de son mariage, apporte également en dot le comté de Blois, le Soissonnais, les seigneuries de Coucy, d'Aste et le comté de Montfort.
À part les conquêtes du Milanais en début de règne et l’acquisition temporaire de la Savoie et du Piémont, le règne de François Ier se révèle pauvre en conquêtes étrangères, en particulier après l'échec de ses revendications sur le royaume de Naples.

### Dernières années et mort

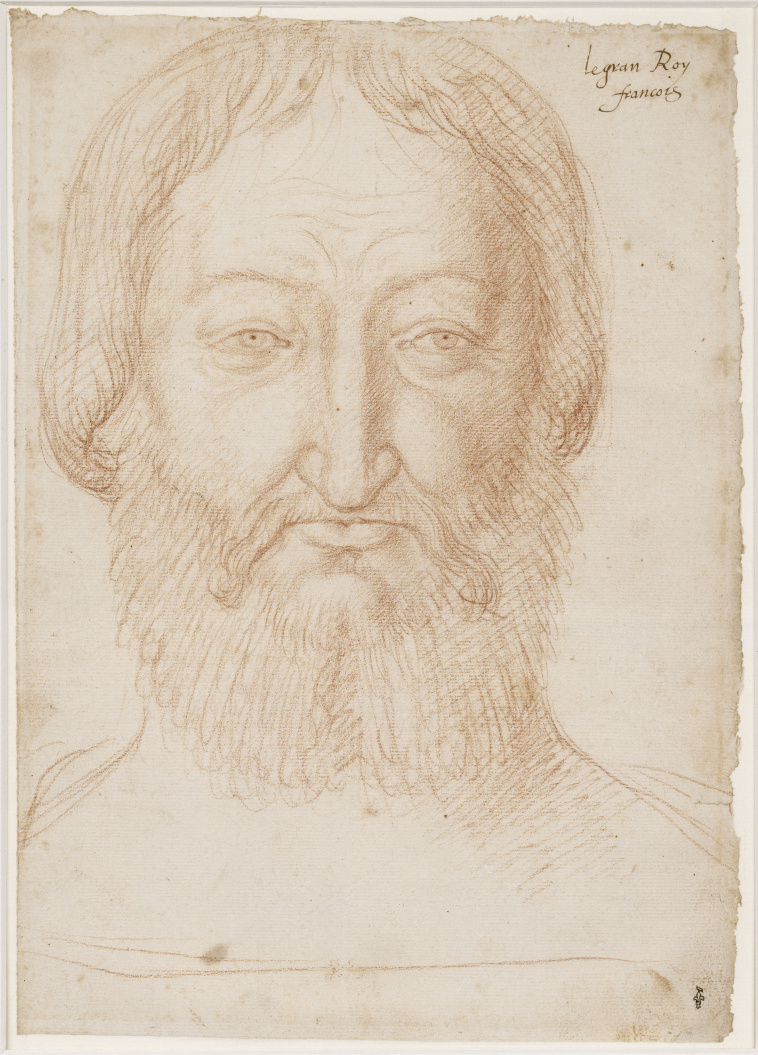
François Ier âgé, par François Clouet.

À la fin des années 1530, François Ier s'est considérablement épaissi, et une fistule entre l'anus et les testicules, cet « abcès au génitoire », le contraint à abandonner le cheval au profit d'une litière pour effectuer ses déplacements. Au cours des années suivantes, la maladie empire et la fièvre devient pratiquement continue.
Le 31 mars 1547 « à deux heures du soir », le roi François Ier meurt au château de Rambouillet, assisté par son aumônier, Pierre Duchâtel, à l'âge de cinquante-deux ans. Le second fils du roi lui succède, devenant le roi Henri II. Selon le diagnostic paléopathologique établi d'après le compte rendu de son autopsie, la cause de sa mort est une septicémie (évolution de sa fistule vésico-périnéale), associée à une insuffisance rénale grave due à une néphrite ascendante. Lors de son agonie, il aurait fait venir son fils pour lui livrer son testament politique et aurait été capable de gouverner jusqu'à son dernier souffle.
Le peintre François Clouet réalise une esquisse à la sanguine du visage du roi âgé, destinée à effectuer son effigie mortuaire en cire,.

### Funérailles et postérité
Après des cérémonies de funérailles à Saint-Cloud, il est enterré le 23 mai, en même temps que les restes de ses fils Charles II d'Orléans et François III de Bretagne, au côté de sa première épouse Claude de France à la basilique Saint-Denis.
Anne de Pisseleu, sa maîtresse, se voit contrainte de quitter la cour.
Un cardiotaphe, réalisé sous forme d'une urne sur un haut socle sculptée entre 1551 et 1556 par Pierre Bontemps — placé à l'origine dans le prieuré de Haute-Bruyère, détruit — est aujourd'hui conservé à Saint-Denis, non loin du monument au corps où le roi repose aux côtés de Claude de France, monument funéraire commandé par Henri II. Le mausolée, qui évoque un arc de triomphe, est conçu par l'architecte Philibert Delorme, et l'ensemble sculpté entre 1548 et 1559, l'œuvre de François Carmoy, puis de François Marchand et Pierre Bontemps.
La tombe de François Ier est profanée pendant la Révolution, le 20 octobre 1793, en même temps que celles de sa mère et de sa première épouse, leurs corps jetés dans une fosse commune. Alexandre Lenoir sauve en grande partie le monument restauré et conservé dans une rotonde du musée des Monuments français en 1795 avant qu'il ne soit restitué à la basilique royale sous la Seconde Restauration le 21 mai 1819.

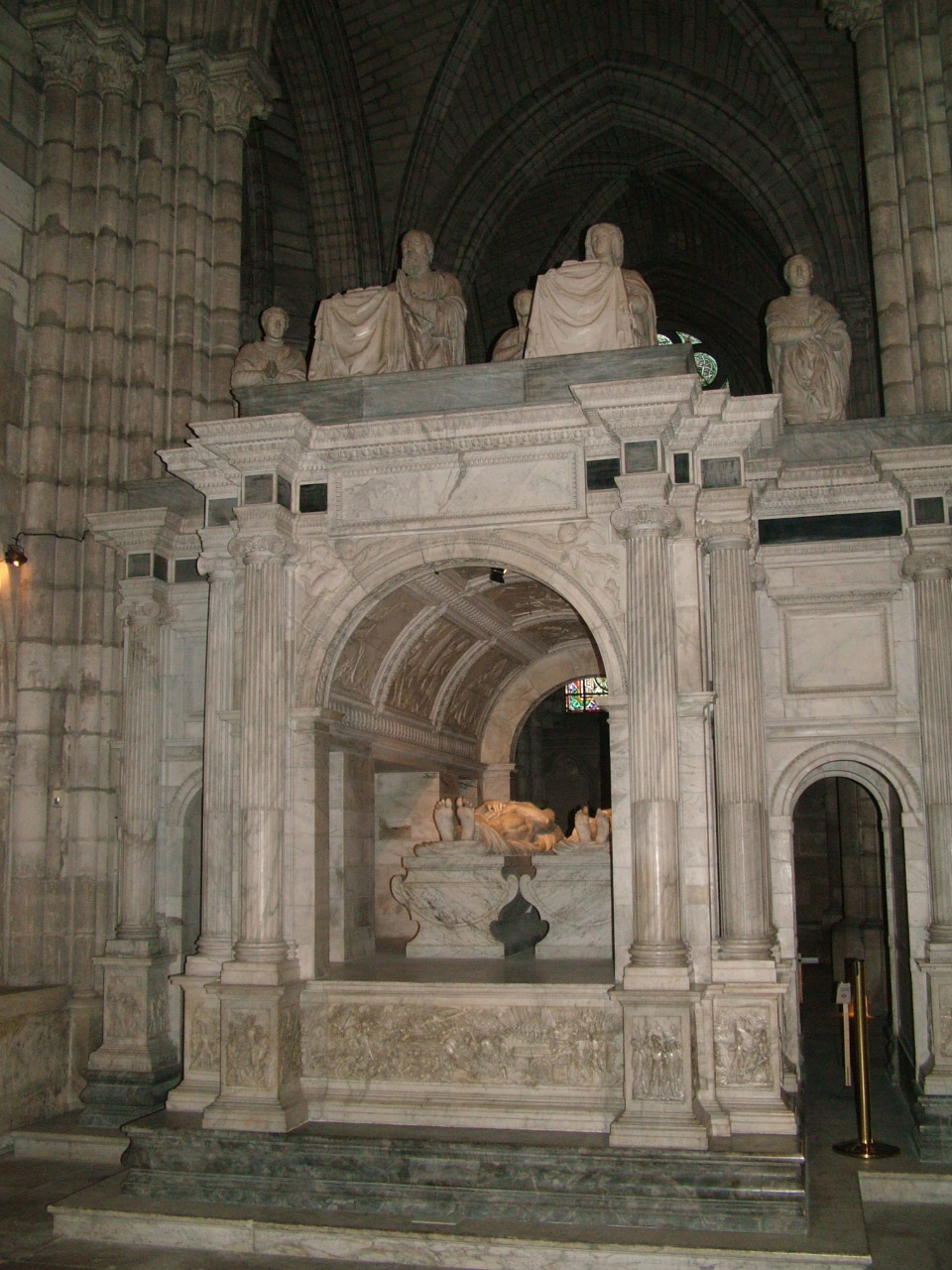
Tombeau de François Ier et de Claude de France à la basilique de Saint-Denis, France.
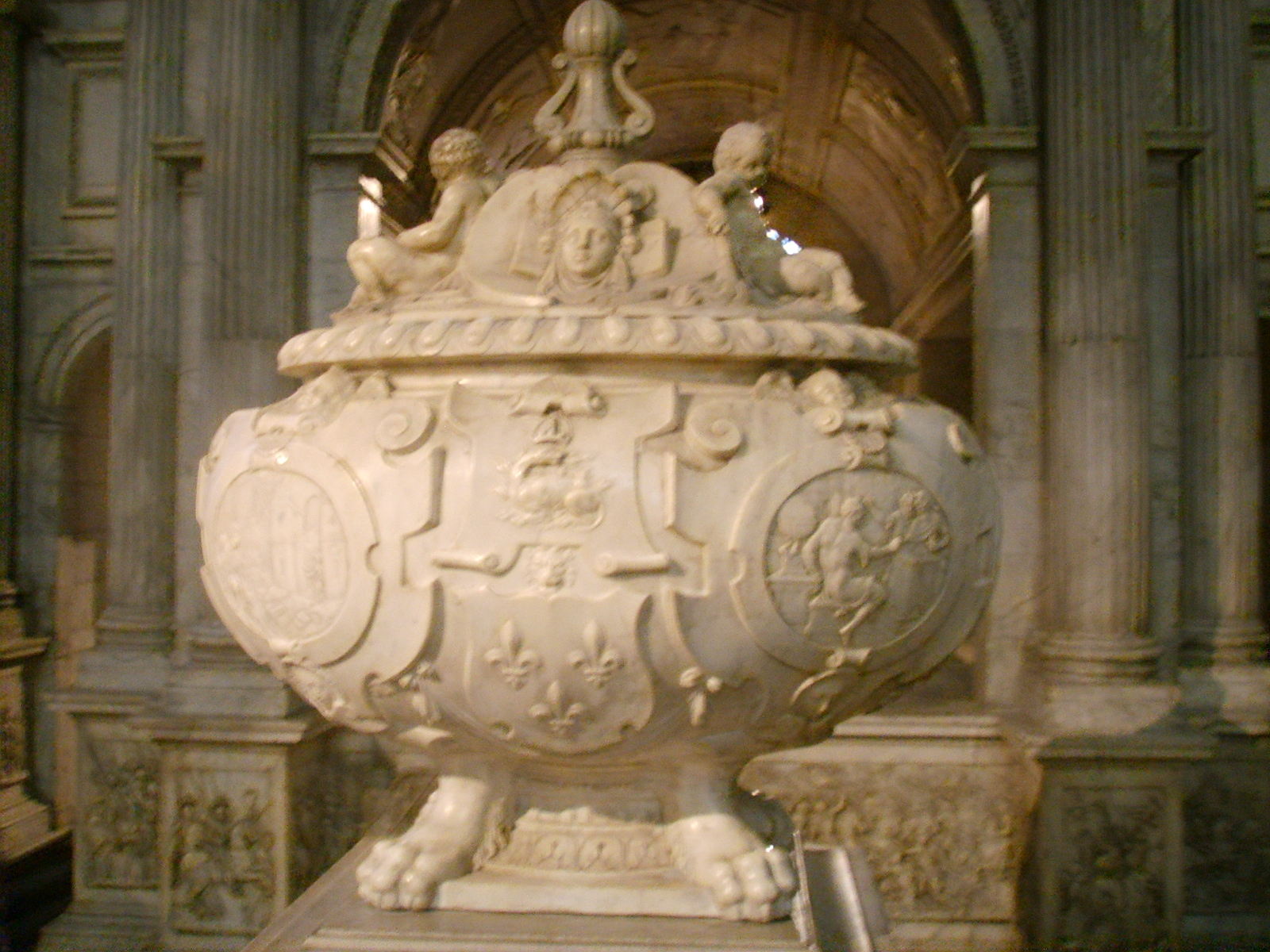
Urne contenant le cœur de François Ier à la basilique de Saint-Denis.
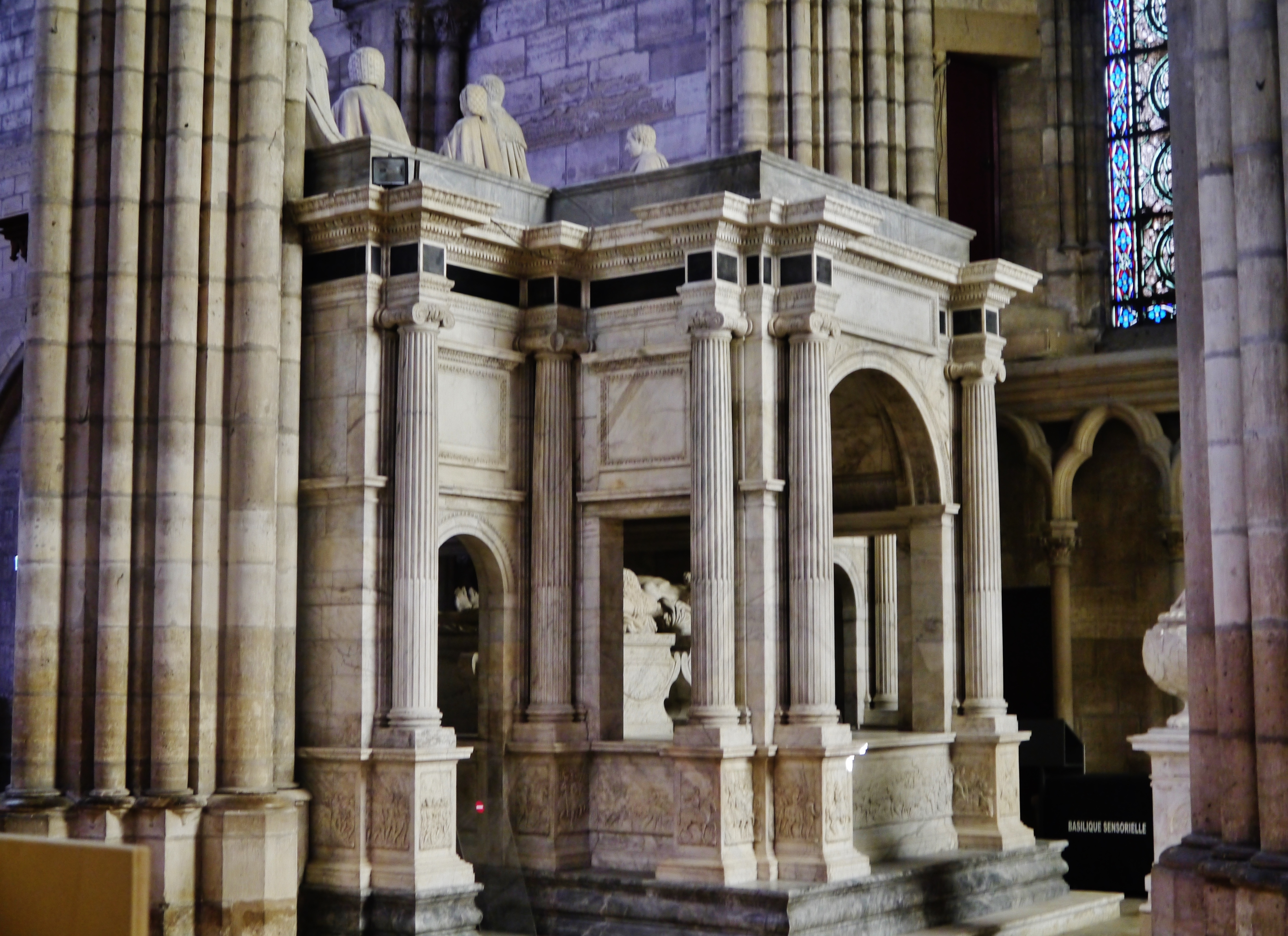
Monument où le roi repose aux côtés de Claude de France à la basilique de Saint-Denis.

## Portrait deFrançoisIer

### Physionomie

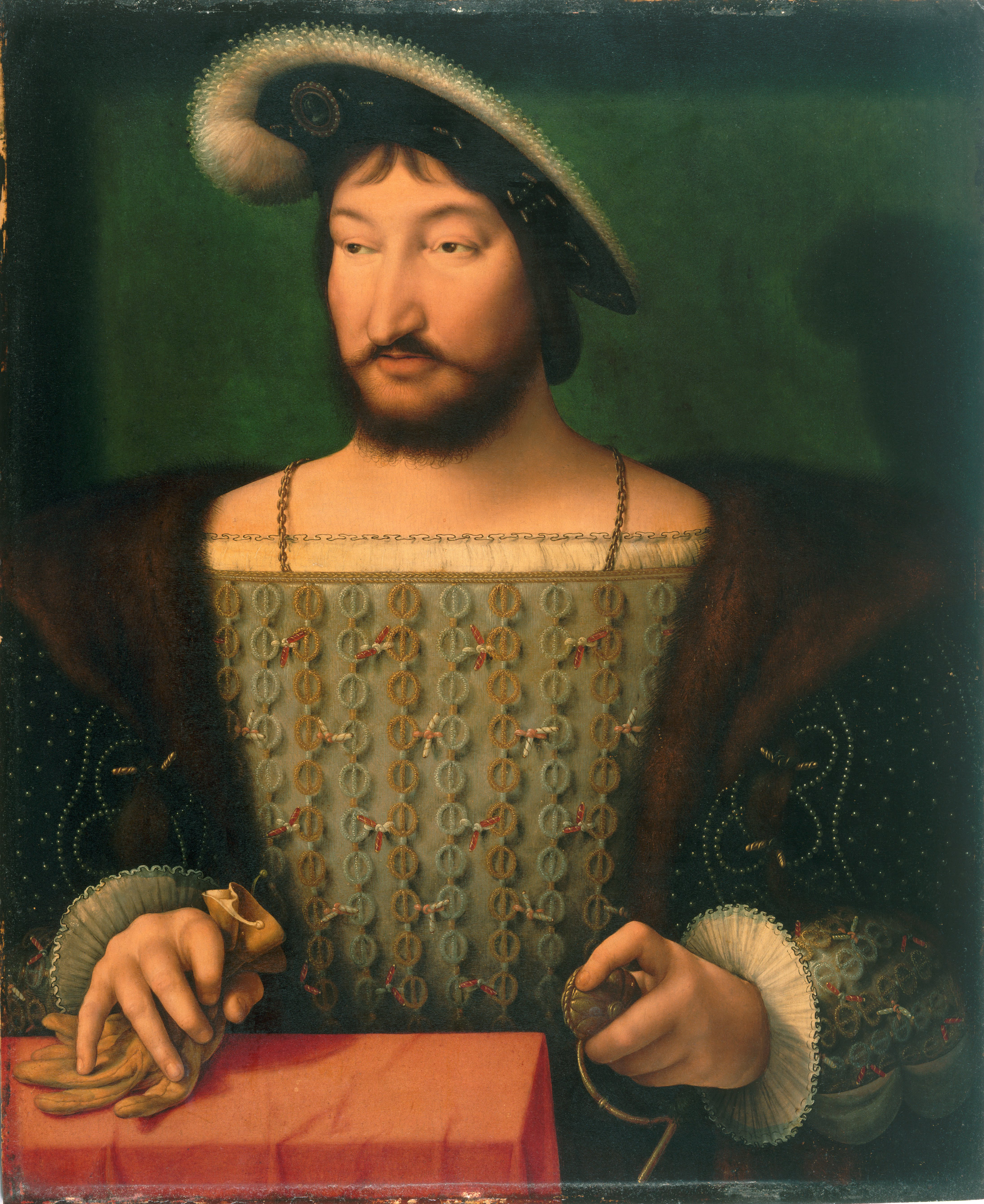
François Ier : long nez et yeux en amande (portrait peint par Joos van Cleve, vers 1532-1533, Philadelphia Museum of Art).

L’image la plus courante de François Ier, visible dans ses nombreux portraits tels celui de Jean Clouet de 1530, présente un visage calme avec un nez proéminent tout en longueur. Un autre portrait de profil réalisé par Titien confirme cette silhouette, avec une petite bouche lançant un sourire malicieux et des yeux en amandes. D'après un soldat gallois, présent au camp du Drap d’Or en 1520, François Ier est grand et :

« …Sa tête est bien proportionnée, malgré une nuque fort épaisse. Il a des cheveux châtain, bien peignés, une barbe de trois mois d’une couleur plus foncée, un nez long, des yeux noisette injectés de sang, le teint laiteux. Ses fesses et cuisses sont musclées, mais, au-dessous des genoux, ses jambes sont maigres et arquées, ses pieds longs et complètement plats. Il a une voix agréable mais il a la manie « peu royale » de rouler ses yeux continuellement vers le ciel… »

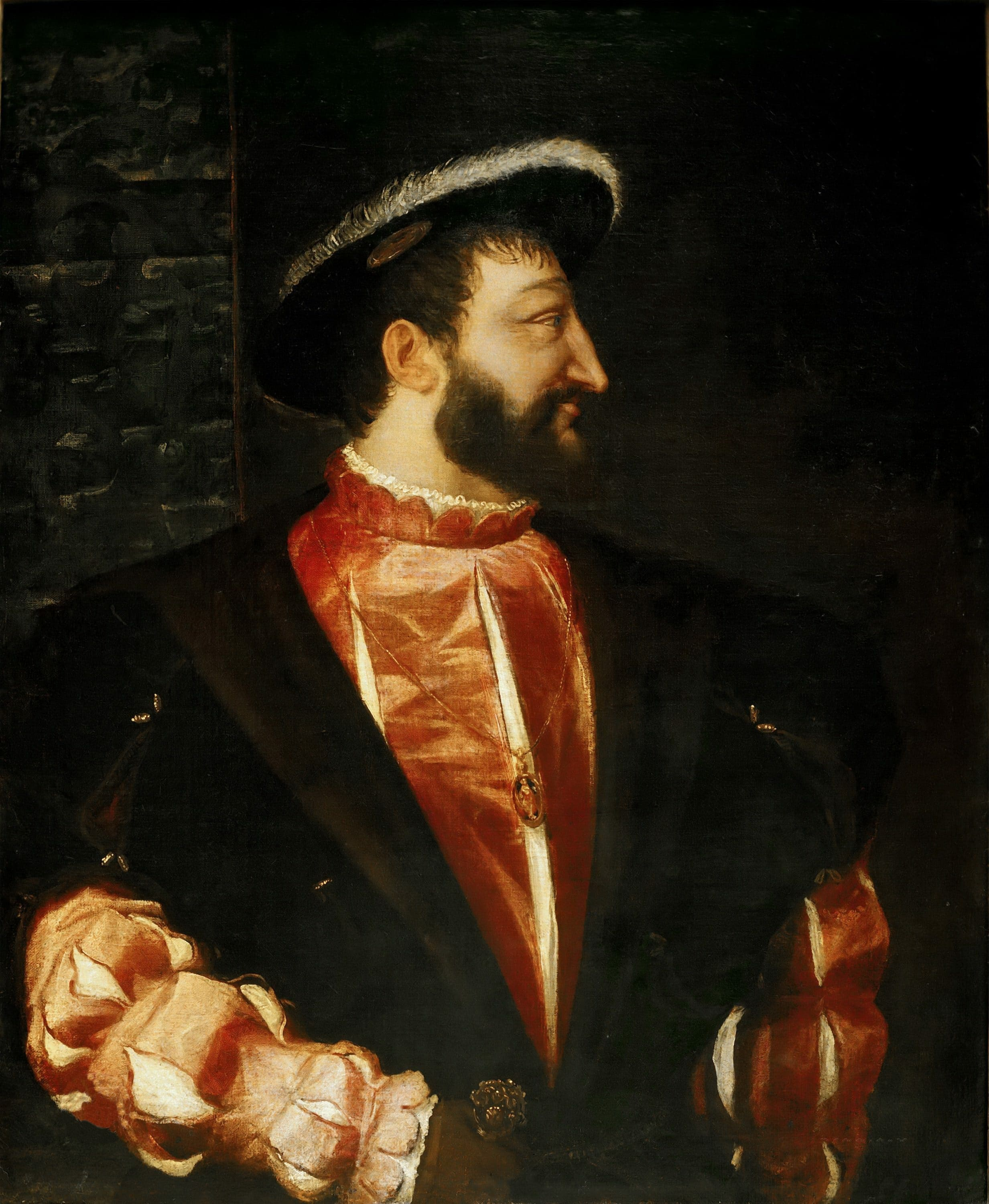
Portrait de François Ier par Titien, 1538, Paris, musée du Louvre.

Les chroniqueurs évoquent un changement de physionomie à la suite d'un pas d'armes à Romorantin, le 6 janvier 1521. Alors que le roi simule l'attaque de l'hôtel du comte de Saint-Paul, un des assiégés (identifié selon la tradition à Jacques de Montgomery), dans l'exaltation du jeu, lance sur les assiégeurs un tison brûlant. Ce projectile aurait blessé le roi à la tête, ce qui aurait contraint son médecin à couper ses cheveux pour soigner la plaie. François Ier décide alors de garder les cheveux courts. Par ailleurs, il a été avancé que le roi choisit, pour masquer la blessure, de ne pas rester le visage glabre, rejoignant ainsi la mode de la barbe, témoin d'un nouvel idéal masculin né dans les cours princières d'Italie et dominant en Europe pendant plus d'un siècle ; toutefois, il n'y a aucun rapport de causalité entre l'accident du tison et le choix de sa pilosité faciale.

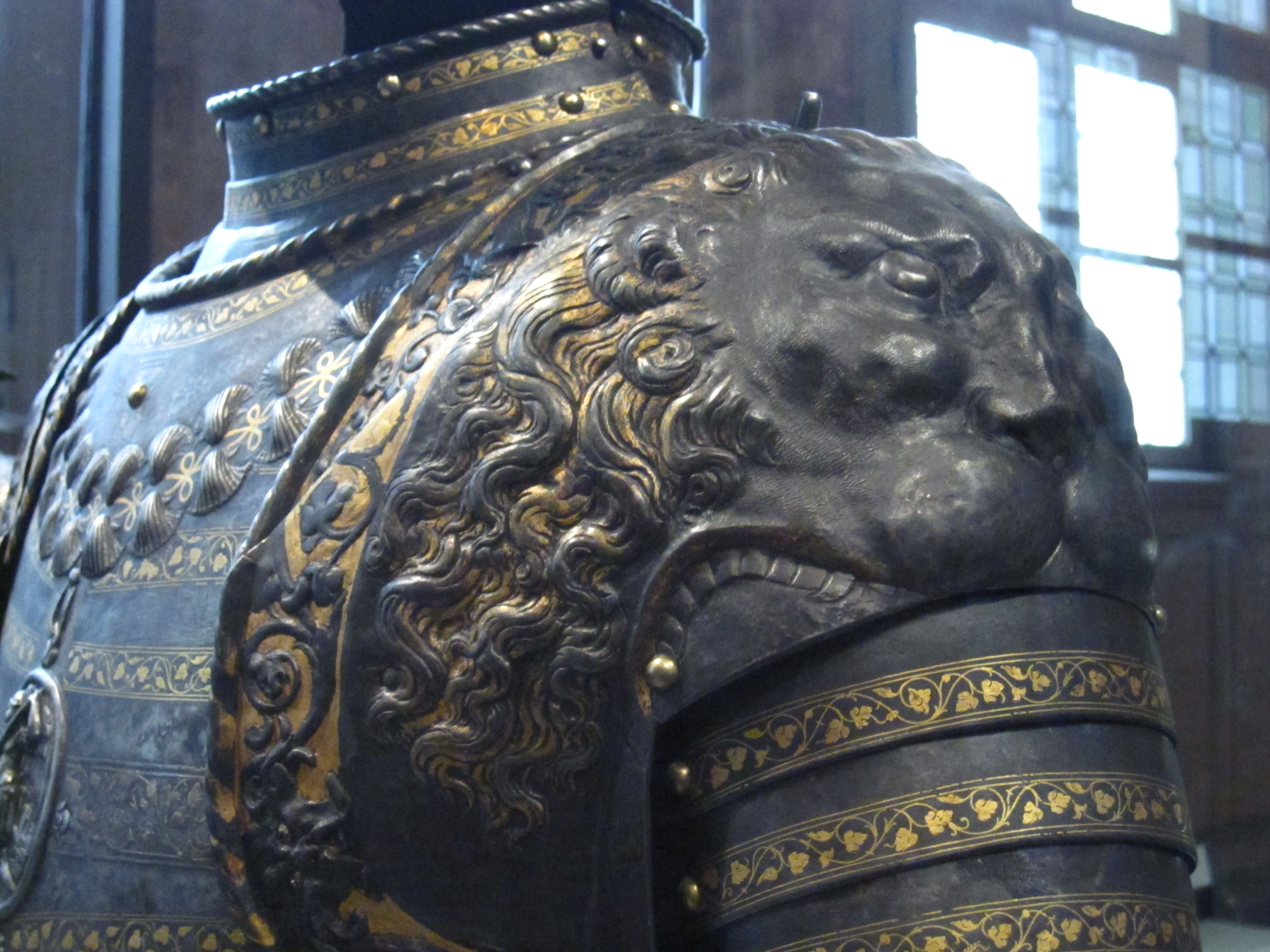
Armure aux lions de François Ier, Paris, musée de l'Armée.

À la faveur de la paix de Nice, une armure équestre à ses mesures est commandée en janvier 1539 par Ferdinand Ier pour un cadeau diplomatique somptueux. Elle est réalisée à Innsbruck par l’armurier autrichien Jörg Seusenhofer et le graveur Degen Pirger. Cette armure, d’une remarquable facture, permet d'appréhender la haute stature du souverain. Seusenhofer avait en effet été envoyé à Paris en 1539 pour prendre les mesures du roi. En 2015, pour une exposition à la BNF, l'armure est descendue de sa monture et installée en pied sur un mannequin. Elle montre que le roi avait une large carrure, de longues jambes minces et que sa taille se situait entre 1,98 m et 2 mètres.
Mais les hostilités entre la France et l’Empire ayant repris au moment de la livraison en 1540, l'armure ne parviendra jamais à François Ier. Elle reste à Innsbruck jusqu'au XIXe siècle puis rejoint les collections rassemblées au château d’Ambras par l’archiduc Ferdinand II de Tyrol. La barde de cheval complémentaire, assemblant des éléments de 1547 et 1582, y est associée. En 1806, Napoléon Ier réclame le harnois, mais le transfert à Paris est fait dans la hâte et ne permet pas l’enlèvement de toutes les pièces, dont une partie reste à Vienne. Le musée de l'Armée à Paris et le Leibrüstkammer de Vienne se partagent ainsi les pièces qui subsistent de cet ensemble. Les étriers (en or) ainsi que les armes richement décorées de François Ier sont, quant à eux, exposés au musée national de la Renaissance d'Écouen et témoignent également de la robustesse du roi.

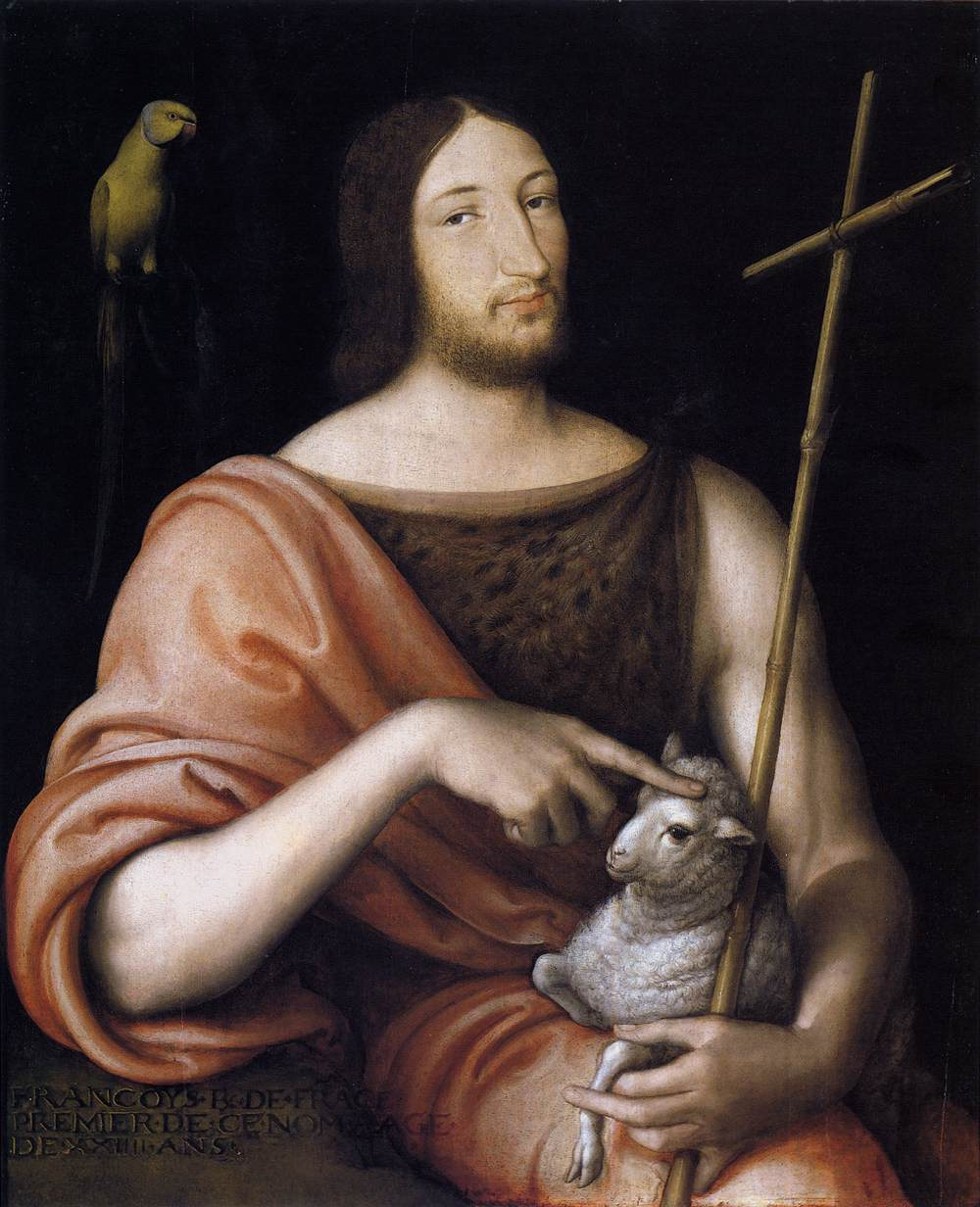
François Ier en Saint Jean Baptiste, peint par Clouet vers 1520. Il est alors âgé de la vingtaine.
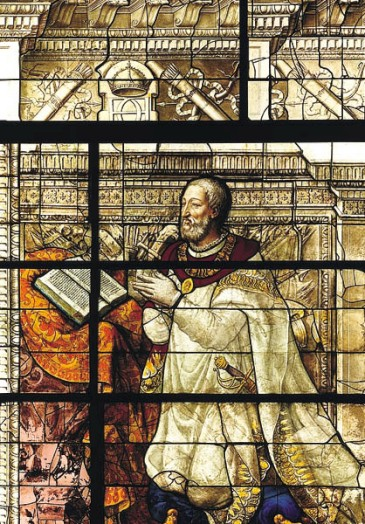
François Ier portant le grand manteau de l'ordre de Saint-Michel, dans une représentation idéalisée du Roi réalisée après sa mort. Vitrail, 1555, musée national de la Renaissance, Écouen.

### Personnalité
D’après les différents portraits de ses contemporains, par son éducation rigoureuse et par sa correspondance avec sa famille, on sait que François Ier se montre assez intelligent, curieux et largement ouvert d’esprit, s’intéressant à tout sans ressortir pour autant érudit, prêt à discuter de toutes sortes de sujets avec une assurance souvent mal fondée, et très courageux, se rendant lui-même sur le champ de bataille et combattant avec bravoure. Il fait toutefois preuve d’un égoïsme caractéristique d’un enfant gâté, d’un manque d’implication et d’un tempérament impulsif qui lui valent certains déboires dans l’art militaire. Tout en sachant l’autorité qu’il doit à Dieu et l’image qu’il représente, François Ier marque un certain rejet pour un protocole souvent trop rigoureux et prend quelques libertés, ce qui permet à la Cour de France de se vivre comme un lieu assez détendu. Il impose parfois des conventions mais peut passer outre l’étiquette.
La légèreté de François Ier dans sa vie curiale ne doit pas occulter un véritable sens de ses responsabilités royales. Marino Cavalli, ambassadeur de Venise de 1544 à 1546, insiste, dans un rapport au sénat, sur la volonté du roi français : « Pour ce qui est des grandes affaires de l’État, de la paix et de la guerre, Sa Majesté, docile en tout le reste, veut que les autres obéissent à sa volonté ; dans ces cas-là, il n’est personne à la Cour, quelque autorité qu’il possède, qui ose en remontrer à Sa Majesté »,.
Dans la victoire comme lors des revers militaires, François Ier se distingue par un courage vif mais mal maîtrisé ; médiocre stratège, il tire mal parti des innovations techniques de son temps. L’exemple de la bataille de Pavie se montre édifiant : François Ier place dans la hâte son artillerie, pourtant l’une des meilleures d’Europe, derrière sa cavalerie, et lui ôte ainsi une grande part de son efficacité.

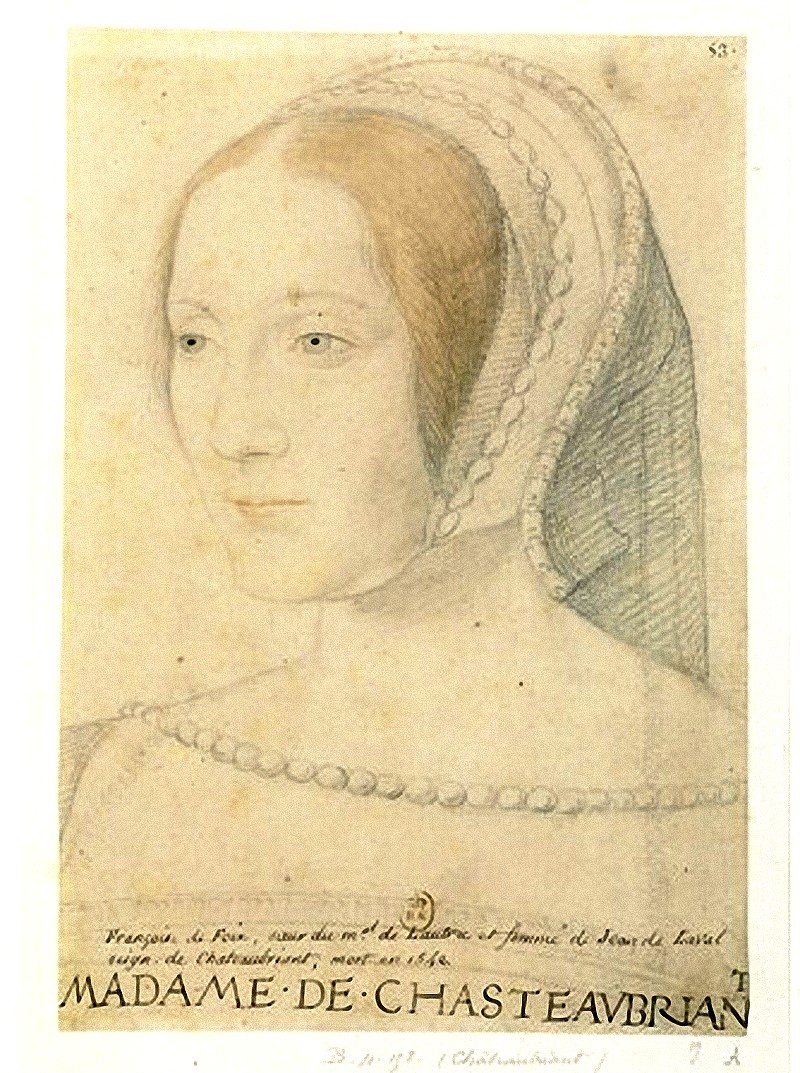
Françoise de Foix.

Durant son règne, François Ier ne cache pas son goût pour les plaisirs courtois et l’infidélité. Selon Brantôme, son goût pour les femmes lui vaut d'être atteint de syphilis contractée dès 1524 avec une de ses maîtresses, la femme de l’avocat parisien Jean Ferron, surnommée « la Belle Ferronière ». On prête au roi cette phrase : « Une cour sans femmes, c’est comme un jardin sans fleurs », montrant à quel point le roi compte sur la présence féminine à la cour de France, imitant ainsi les cours italiennes dans lesquelles le féminin atteste d'un symbole de grâce. Parmi ses maîtresses, on peut citer Françoise de Foix, comtesse de Châteaubriant, supplantée par Anne de Pisseleu, duchesse d’Étampes et demoiselle d’honneur de Louise de Savoie au retour de François Ier après sa captivité espagnole. On peut aussi citer la comtesse de Thoury et même une dame inconnue, dont le roi aura un fils, Nicolas d’Estouteville.
Certaines de ces femmes ne jouent pas seulement le rôle de maîtresse du roi, mais exercent également une influence politique, telles Anne de Pisseleu et la comtesse de Thoury.

### Image déformée
D'après l'historien Cédric Michon, l'image populaire de François 1er est déformée par le fait qu'il n'a pas vraiment gagné la bataille de Marignan, que Léonard de Vinci n'est pas mort dans ses bras, qu'il n'a jamais rencontré Le Titien, qu'il n'a presque jamais dormi à Chambord, qu'il ne s'est pas passé grand chose au Camp du Drap d'Or, qu'il n'a pas créé le Collège de France, qu'il n'est pas le père de la Bibliothèque nationale, que malgré Villers-Cotterêts il n'a pas fait tant que ça pour la langue française, qu'il a abandonné le Canada malgré Jacques Cartier, qu'il n'a peut-être jamais porté l'habit de ses portraits, qu'il n'écoutait pas sa sœur et que sa maîtresse n'était pas si puissante.

## Titulature complète
- Comte d'Angoulême (1496-1515)
- Duc de Valois (1498-1515)
- Duc de Romorantin (1498-1515)
- Comte de Civray-en-Poitou (1498-1515)
- Baron de Fère-en-Tardenois (1507-1515)
- Duc de Bretagne (1514-1524)
- Roi de France (1515-1547)
- Duc de Milan, Seigneur de Parme et Plaisance (1515-1521, 1524-1525, 1527-1529)

## Mariages

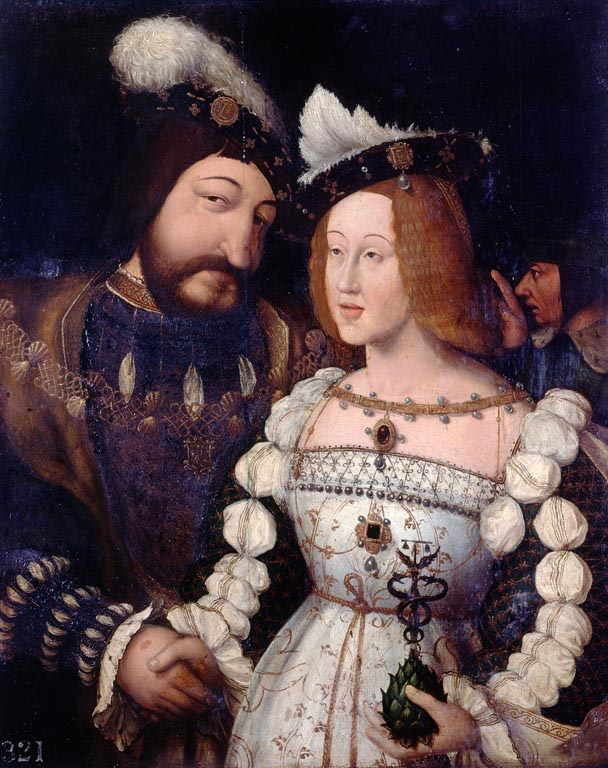
François Ier et son épouse Éléonore de Habsbourg, huile anonyme sur panneau de bois, XVIe siècle, Royal Collection.

François Ier s'est marié à deux reprises, en 1514 avec Claude de France (1499-1524), fille de Louis XII, et en 1530 avec Éléonore de Habsbourg (1498-1558), sœur de Charles Quint;

### Claude de France (1514)
Le 18 mai 1514, dans la chapelle du château de Saint-Germain-en-Laye, il épouse Claude de France, fille du roi Louis XII et d’Anne de Bretagne, qui apporte en dot le duché de Bretagne, les comtés de Blois et de Montfort, le Soissonnais et les seigneuries de Coucy et d'Aste, ainsi que les droits à la succession du duché de Milan et une cassette de 100 000 écus d’or.
Elle est sacrée reine de France le 10 mai 1517 à Saint-Denis. Elle donne sept enfants à François Ier, dont trois fils.
Elle meurt le 20 juillet 1524.

### Eléonore de Habsbourg (1530)
Le 7 août 1530, au Frêche, près de Mont-de-Marsan, il épouse Éléonore de Habsbourg, veuve du roi Manuel Ier de Portugal, fille du roi de Castille Philippe Ier de Habsbourg (1478-1506) et de la reine de Castille et d'Aragon Jeanne Ire (1479-1555).
Elle est sacrée en 1531 à Saint-Denis. Elle ne donne pas d’enfants à François Ier.
Elle meurt le 18 février 1558. Son corps est transporté au palais de l'Escurial au nord-ouest de Madrid et déposé à côté de celui de Charles Quint, mort la même année.

## Descendance
Claude de France, première épouse de François Ier, donne naissance à sept enfants dont deux meurent en bas âge :
- Louise (19 août 1515 - 21 septembre 1518), promise en mariage à Charles Quint (1500-1558) ;
- Charlotte (23 octobre 1516 - 18 septembre 1524) ;
- François (28 février 1518 - 10 août 1536), premier dauphin dit « de Viennois », duc de Bretagne ;
- Henri II (31 mars 1519 - 10 juillet 1559), second dauphin puis Roi de France
  - Diane de France, bâtarde
  - François II, Roi de France et d'Ecosse
  - Élisabeth de France, épouse de Philippe II d'Espagne
    - Isabelle d'Autriche
    - Catherine d'Autriche

  - Claude de France, duchesse de Lorraine
    - Henri II de Lorraine
    - Christine de Lorraine
    - Charles de Lorraine
    - Antoinette de Lorraine
    - François II de Lorraine
    - Catherine de Lorraine
    - Elisabeth Renée de Lorraine

  - Louis de France, mort jeune
  - Charles IX, Roi de France
    - Marie Elisabeth de France, morte jeune
    - Charles d'Angoulême, bâtard

  - Henri III, Roi de Pologne puis de France
  - Marguerite de France, épouse d'Henri IV
  - François de France
  - Victoire de France, morte jeune
  - Jeanne de France, morte jeune
- Madeleine (10 août 1520 - 2 juillet 1537), elle épouse Jacques V, roi d’Écosse (1512-1542) ;
- Charles (22 janvier 1522 - 9 septembre 1545), duc d'Angoulême puis duc d'Orléans ;
- Marguerite (5 juin 1523 - 14 septembre 1574), elle épouse en 1559 Emmanuel-Philibert (1528-1580), duc de Savoie.
  - Charles-Emmanuel Ier de Savoie
    - Victor Amédée Ier de Savoie
    - Marguerite de Savoie
    - Isabelle de Savoie
    - Thomas de Savoie-Carignan

Certains évoquent un huitième enfant, Philippe, né en 1524 et mort en 1525, ce qui laisse penser que Claude de France serait morte en couches[réf. nécessaire].
Après les derniers Valois-Angoulême, tous les rois de France et de Navarre descendent de Marguerite de Navarre, la sœur de François Ier.

### Descendance illégitime
De Jacquette de Lansac, il a :
- Louis de Saint-Gelais (1513-1589), épouse en premières noces Jeanne de la Roche-Landry († 1563) puis en 2e noces le 8 octobre 1565 Gabrielle de Rochechouart ; sa postérité s'éteint avec les mâles à la troisième génération en 1636.

François Ier a également d’une dame inconnue un fils qui n'est pas légitimé par la suite : Nicolas d’Estouteville, seigneur de Villecouvin[réf. nécessaire].

## Emblèmes

### La salamandre

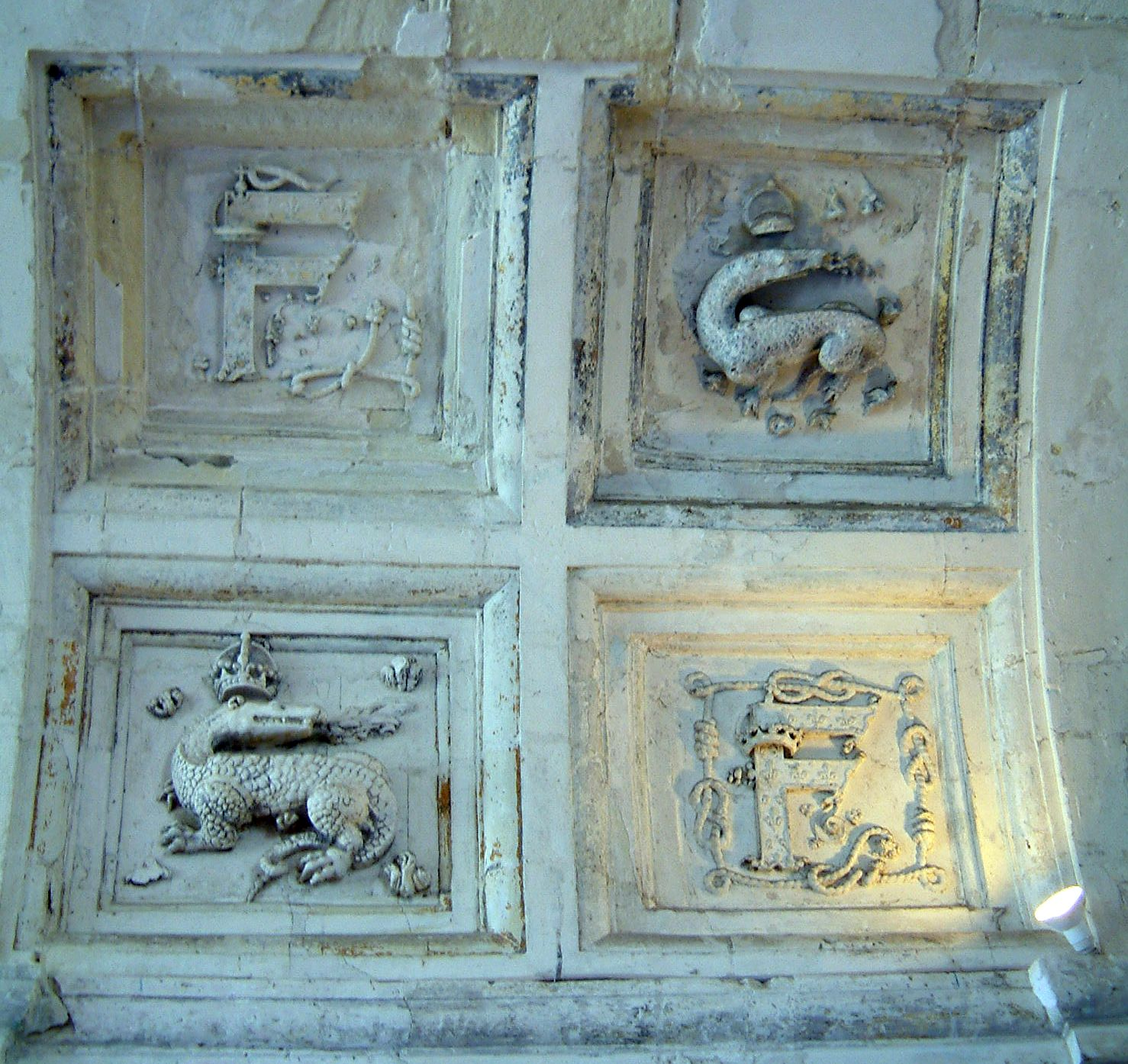
La salamandre, emblème de François Ier et son chiffre au château de Chambord.

Plusieurs sources diffèrent quant à l’origine de la salamandre comme symbole de François Ier, cet animal légendaire censé éteindre les mauvais feux et attiser les bons. Une tradition voudrait que François eût reçu cet emblème de son précepteur, Artus de Boisy, qui avait observé dans son élève, « un tempérament plein de feu, capable de toutes les vertus, qu’il fallait tantôt aviver, tantôt amortir ». Mais c’est oublier qu’on trouve déjà une salamandre dans l’emblème du comte Jean d'Angoulême, frère cadet de Charles d’Orléans et grand-père de François Ier, et qu’un manuscrit exécuté pour Louise de Savoie en 1504, porte lui aussi une salamandre. Les thèses selon lesquelles l’animal fut apporté à François Ier par Léonard de Vinci, ou qu'il symboliserait l'ardeur amoureuse du roi, sont des hypothèses plaisantes, mais non véridiques. Toujours est-il que François Ier, devenu roi, garda cet emblème hérité de la salamandre souvent surmontée d'une couronne ouverte ou fermée, selon les hésitations de l'époque dans la représentation du premier insigne du pouvoir.
La salamandre au milieu des flammes, retournant la tête à gauche et regardant le ciel, l'extrémité de la queue repliée sur elle-même, symbolise généralement le pouvoir sur le feu, donc sur les hommes et sur le monde. La devise Nutrisco & extinguo, en latin approximatif, se traduit par : « Je nourris (le bon feu) et j'éteins le mauvais » ou « Je me nourris du bon feu et j'éteins le mauvais », ce qui symbolise la volonté du roi de soutenir les bons et d'exterminer les méchants.
La salamandre couronnée à l'impériale se retrouve sur énormément de plafonds et de murs du château de Chambord et de celui de Fontainebleau, et sur les armes de la ville du Havre et sur celles de Vitry-le-François, ainsi que sur le logo du département de Loir-et-Cher. Le nœud à double boucle (cordelière en huit) symbolise la concorde.

### Héraldique

Armoiries de François, comte d’Angoulême.
Armoiries de François Ier, roi de France. François retire la brisure de la branche de Valois-Angoulême au chef des armes, lors de son accession à la couronne.

## Citations
- « Souvent femme varie. / Bien fol est qui s’y fie ».
- « Je voudrais bien voir la clause du testament d’Adam qui m’exclut du partage du monde. »
- « Je peux faire un noble, je ne peux faire un grand artiste. »
- « Tout est perdu, fors l’honneur. »[Note 5]
- « Une cour sans femmes, c’est comme un jardin sans fleurs »[Note 15].
- « Votre Majesté » : il reprend cette formule jusque-là utilisée pour les empereurs, formule utilisée par ses successeurs.
- « Parce que tel est notre plaisir. » / « Car tel est notre plaisir », citation apposée au bas des lettres patentes, édits et ordonnances royales [Note 16],[81],[82],[83].

## Toponymie
- La côte de Floride, reconnue lors de l’expédition de 1523 de Giovanni da Verrazano, est initialement baptisée Franciscane par Jean Ango.
- La ville de Vitry-le-François conserve le souvenir de François Ier qui la fit rebâtir, d’où son nom[84].
- Franciscopolis est le premier nom donné à l’actuelle ville du Havre, dont François Ier décida la construction. Un boulevard porte son nom.
- Il existe de nombreux lycées François-Ier ainsi que des collèges du même nom en France.
- Il y a, à Cognac, sa ville natale, une place François Ier avec une statue équestre à son effigie[85] (il s'agit de la place centrale de la ville), ainsi qu'une rue François Ier qui borde le château, où il est né en 1494.
- Le grand parc au nord de Cognac porte également son nom[86].